# Championnat du monde de Formule 1 2013
Navigation
2012 2014
Le championnat du monde de Formule 1 2013 est la 64e édition du championnat du monde des pilotes de Formule 1. Pour la quatrième fois consécutive depuis 2010, les titres mondiaux des pilotes et des constructeurs sont attribués à Sebastian Vettel et à son écurie Red Bull-Renault (dès le Grand Prix d'Inde le 27 octobre 2013). 
Même si Sebastian Vettel prend la tête du championnat dès la deuxième manche, en Malaisie où il outrepasse les consignes de son équipe en dépassant son coéquipier Mark Webber pour s'imposer, le début de saison est équilibré. Kimi Räikkönen gagne la manche d'ouverture et sa deuxième course sur Lotus à Melbourne, Fernando Alonso s'impose en Chine et pour son Grand Prix national, les pilotes Mercedes alignent les pole positions (huit en tout), Nico Rosberg termine premier à Monaco et à Silverstone et Lewis Hamilton l'emporte à Budapest.  
Tout change au cœur de l'été lorsque Pirelli est sommé de retirer ses pneumatiques 2013, victimes de déchapages en série et doit remettre en circulation les gommes de la saison précédente. Un tournant dont profite Red Bull, beaucoup d'écuries, à commencer par Ferrari et Mercedes, n'exploitant plus aussi bien leurs voitures dans ces nouvelles conditions. À partir du Grand Prix de Belgique, elles rentrent définitivement dans le rang tandis que Vettel gagne la totalité des courses restant au programme, il établit un record de neuf victoires consécutives en une saison, égalant la série d'Alberto Ascari à cheval sur les championnats 1952 et 1953, et atteignant le nombre record de treize premières places en une année, comme  Michael Schumacher en 2004. Vettel remporte son quatrième titre consécutif avec une avance de 155 points sur Fernando Alonso.
Renault, avec le nouveau sacre de Red Bull Racing chez les constructeurs, clôt avec succès l'ère des moteurs V8 de 2 400 cm3, démarrée en 2006 ; le motoriste français a remporté soixante victoires et est associé à cinq titres mondiaux, pilotes et constructeurs. 
À partir de 2014, les monoplaces de Formule 1 roulent avec un moteur V6 turbocompressé hybride de 1 600 cm3 muni d'un double système de récupération de l'énergie.

## Repères de début de saison

### Pilotes

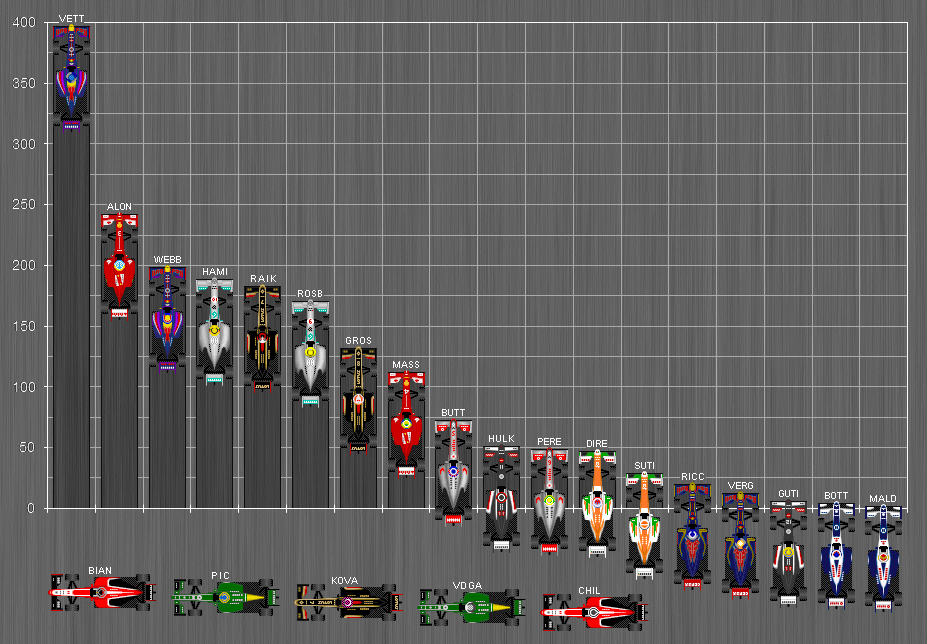
Classement des pilotes.

- Fernando Alonso en 2005 et 2006, Kimi Räikkönen en 2007, Lewis Hamilton en 2008, Jenson Button en 2009 et Sebastian Vettel en 2010, 2011 et 2012 sont les cinq champions du monde en activité.
- Fernando Alonso est le pilote engagé en 2013 totalisant le plus de points (1 364 points), devant Sebastian Vettel (1 054 points), Jenson Button (999 points), Lewis Hamilton (913 points) et Mark Webber (848,5 points).
- Jenson Button, avec 228 départs en Grand Prix à l'entame de la saison, est le pilote engagé en 2013 ayant le plus d'expérience devant Fernando Alonso (198 départs), Mark Webber (197 départs), Kimi Räikkönen (177 départs) et Felipe Massa (174 départs).
- 10 pilotes engagés en 2013 ont déjà remporté au moins un Grand Prix : Fernando Alonso (30 victoires), Sebastian Vettel (26 victoires), Lewis Hamilton (21 victoires), Kimi Räikkönen (19 victoires), Jenson Button (15 victoires), Felipe Massa (11 victoires), Mark Webber (9 victoires), Nico Rosberg (1 victoire), Pastor Maldonado (1 victoire) et Heikki Kovalainen (1 victoire).

Débuts en tant que pilote titulaire de :
- Esteban Gutiérrez chez Sauber F1 Team[1].
- Valtteri Bottas chez Williams F1 Team[2].
- Giedo van der Garde chez Caterham F1 Team[3].
- Max Chilton chez Marussia F1 Team[4].
- Jules Bianchi chez Marussia F1 Team[5].

Débuts en tant que pilote essayeur de :
- Nicolas Prost chez Lotus F1 Team.
- Daniel Juncadella chez Mercedes Grand Prix.
- Robin Frijns chez Sauber F1 Team[6].
- James Rossiter chez Force India.
- James Calado chez Force India[7].
- Rodolfo González chez Marussia F1 Team[8].
- Daniil Kvyat chez Scuderia Toro Rosso[9].

Transferts :
- Lewis Hamilton quitte McLaren Racing pour rejoindre Mercedes Grand Prix[10].
- Sergio Pérez quitte Sauber F1 Team pour rejoindre McLaren Racing[11].
- Nico Hülkenberg quitte Force India pour rejoindre Sauber F1 Team[12].
- Charles Pic quitte Marussia F1 Team pour rejoindre Caterham F1 Team[13].

Départs :
- Michael Schumacher reprend sa retraite de pilote automobile à l'issue de la saison 2012[14].
- Kamui Kobayashi, (60 GP, 125 points), non reconduit par Sauber F1 Team à l'issue de la saison 2012[15].
- Bruno Senna, (38 GP, 27 points), non reconduit par Williams F1 Team à l'issue de la saison 2012.
- Timo Glock, (91 GP, 51 points), non reconduit par Marussia F1 Team à l'issue de la saison 2012[16].
- Heikki Kovalainen, (109 GP, 105 points), non reconduit par Caterham F1 Team.
- Vitaly Petrov, (58 GP, 64 points), non reconduit par Caterham F1 Team.
- Pedro de la Rosa, (104 GP, 34 points), devient pilote essayeur de la Scuderia Ferrari après le retrait de HRT Formula One Team.
- Narain Karthikeyan, (46 GP, 5 points), sans volant après le retrait de HRT Formula One Team.

Retours :
- Adrian Sutil, (90 GP, 95 points), chez Force India[17].

Retrait en cours de saison :
- Kimi Räikkönen se retire après le Grand Prix d'Abou Dabi afin de subir une opération du dos à la suite de douleurs dues à une blessure lors d'un accident en 2001 en essais privés à Magny-Cours[18],[19]

Retour en cours de saison
- Heikki Kovalainen, pilote d'essai Caterham F1 Team, remplace Kimi Räikkönen chez Lotus F1 Team pour les Grands Prix des États-Unis et du Brésil[20].

### Écuries
En novembre 2012, Thesan Capital, propriétaire de HRT Formula One Team annonce mettre son équipe en vente. Thesan Capital n'ayant pas encore trouvé de repreneur lors de la publication de la première liste des engagés au championnat du monde 2013 par la FIA, l'écurie ne figure pas parmi les constructeurs inscrits à l'édition 2013 du championnat.

### Grands Prix

En vert, les pays accueillant un Grand Prix en 2013.

Après l'annonce du report à 2014 d'un second Grand Prix aux États-Unis, dans le New Jersey, des discussions ont eu lieu dans le but d'organiser un vingtième grand prix à une date devenue vacante. Toutefois, les négociations ont échoué avec la Turquie, le financement n'a pas été trouvé en France, le projet du Red Bull Ring est resté mort-né et celui d'Algarve ne s'est pas concrétisé.
La FIA confirme alors que le calendrier comprendra dix-neuf Grands Prix, un de moins qu'en 2012 puisque le Grand Prix automobile d'Europe, disputé dans les rues de Valence, n'est pas organisé.

### Essais
Les essais hivernaux de la saison 2013 se sont déroulés selon le calendrier suivant :
| Date              | Session                          | Circuit                | Pays        |
| ----------------- | -------------------------------- | ---------------------- | ----------- |
| 5-8 février       | Essais hivernaux                 | Circuit de Jerez       | Espagne     |
| 19-22 février     | Essais hivernaux                 | Circuit de Catalogne   | Espagne     |
| 28 février-3 mars | Essais hivernaux                 | Circuit de Catalogne   | Espagne     |
| 17-19 juillet     | Essais privés des jeunes pilotes | Circuit de Silverstone | Royaume-Uni |

Les essais privés en cours de saison disparaissent, jugés trop cher par les écuries après ceux du Mugello effectués l'an passé.

## Réglementation

### Règlement sportif: les nouveautés
- Le Drag Reduction System (DRS) sera limité pour les essais libres et les qualifications comme en condition de course.
- En conséquence du retrait de l'écurie HRT Formula One Team, il n'y aura plus que 6 éliminés en Q1 et Q2 et non 7, quant à la Q3, elle restera à 10 pilotes (comme en 2007).

### Règlement technique: les nouveautés
- Le couvre-feu est étendu de 6 à 8 heures dans la nuit du jeudi au vendredi.
- En raison du couvre-feu plus étendu, les transgressions sont réduites à deux.

## Pilotes et monoplaces
| Écurie                        | Constructeur  | Châssis | Moteur               | Pneus | no | Pilotes                          | Pilotes d'essais, de réserve ou de développement |
| ----------------------------- | ------------- | ------- | -------------------- | ----- | -- | -------------------------------- | ------------------------------------------------ |
| Infiniti Red Bull Racing      | Red Bull      | RB9     | Renault RS27-2013    | P     | 1  | Sebastian Vettel                 | Sébastien Buemi                                  |
| Infiniti Red Bull Racing      | Red Bull      | RB9     | Renault RS27-2013    | P     | 2  | Mark Webber                      | Sébastien Buemi                                  |
| Scuderia Ferrari              | Ferrari       | F138    | Ferrari 056          | P     | 3  | Fernando Alonso                  | Davide Rigon Pedro de la Rosa Marc Gené          |
| Scuderia Ferrari              | Ferrari       | F138    | Ferrari 056          | P     | 4  | Felipe Massa                     | Davide Rigon Pedro de la Rosa Marc Gené          |
| Vodafone McLaren Mercedes     | McLaren       | MP4-28  | Mercedes AMG FO 108F | P     | 5  | Jenson Button                    | Gary Paffett Oliver Turvey                       |
| Vodafone McLaren Mercedes     | McLaren       | MP4-28  | Mercedes AMG FO 108F | P     | 6  | Sergio Pérez                     | Gary Paffett Oliver Turvey                       |
| Lotus F1 Team                 | Lotus         | E21     | Renault RS27-2013    | P     | 7  | Kimi Räikkönen Heikki Kovalainen | Davide Valsecchi Jérôme d'Ambrosio Nicolas Prost |
| Lotus F1 Team                 | Lotus         | E21     | Renault RS27-2013    | P     | 8  | Romain Grosjean                  | Davide Valsecchi Jérôme d'Ambrosio Nicolas Prost |
| Mercedes AMG Petronas F1 Team | Mercedes-Benz | F1 W04  | Mercedes AMG FO 108F | P     | 9  | Nico Rosberg                     | Daniel Juncadella Robert Kubica                  |
| Mercedes AMG Petronas F1 Team | Mercedes-Benz | F1 W04  | Mercedes AMG FO 108F | P     | 10 | Lewis Hamilton                   | Daniel Juncadella Robert Kubica                  |
| Sauber F1 Team                | Sauber        | C32     | Ferrari 056          | P     | 11 | Nico Hülkenberg                  | Robin Frijns                                     |
| Sauber F1 Team                | Sauber        | C32     | Ferrari 056          | P     | 12 | Esteban Gutiérrez                | Robin Frijns                                     |
| Sahara Force India F1 Team    | Force India   | VJM06   | Mercedes AMG FO 108F | P     | 14 | Paul di Resta                    | James Rossiter James Calado                      |
| Sahara Force India F1 Team    | Force India   | VJM06   | Mercedes AMG FO 108F | P     | 15 | Adrian Sutil                     | James Rossiter James Calado                      |
| Williams F1 Team              | Williams      | FW35    | Renault RS27-2013    | P     | 16 | Pastor Maldonado                 | Susie Wolff                                      |
| Williams F1 Team              | Williams      | FW35    | Renault RS27-2013    | P     | 17 | Valtteri Bottas                  | Susie Wolff                                      |
| Scuderia Toro Rosso           | Toro Rosso    | STR8    | Ferrari 056          | P     | 18 | Jean-Éric Vergne                 | Sébastien Buemi Daniil Kvyat                     |
| Scuderia Toro Rosso           | Toro Rosso    | STR8    | Ferrari 056          | P     | 19 | Daniel Ricciardo                 | Sébastien Buemi Daniil Kvyat                     |
| Caterham F1 Team              | Caterham      | CT03    | Renault RS27-2013    | P     | 20 | Charles Pic                      | Alexander Rossi Ma Qing Hua Heikki Kovalainen    |
| Caterham F1 Team              | Caterham      | CT03    | Renault RS27-2013    | P     | 21 | Giedo van der Garde              | Alexander Rossi Ma Qing Hua Heikki Kovalainen    |
| Marussia F1 Team              | Marussia      | MR02    | Cosworth CA2013k     | P     | 22 | Jules Bianchi                    | Rodolfo González                                 |
| Marussia F1 Team              | Marussia      | MR02    | Cosworth CA2013k     | P     | 23 | Max Chilton                      | Rodolfo González                                 |

## Grands Prix de la saison 2013
Le 28 septembre 2012, le calendrier de la saison 2013 est présenté par la FIA. Celui-ci est ensuite modifié le 5 décembre 2012.
| no  | Date         | Grand Prix                    | Lieu              | Vainqueur        | Écurie           | Pole position    | Record du tour    | Résumé |
| --- | ------------ | ----------------------------- | ----------------- | ---------------- | ---------------- | ---------------- | ----------------- | ------ |
| 879 | 17 mars      | Grand Prix d'Australie        | Melbourne         | Kimi Räikkönen   | Lotus-Renault    | Sebastian Vettel | Kimi Räikkönen    | Résumé |
| 880 | 24 mars      | Grand Prix de Malaisie        | Sepang            | Sebastian Vettel | Red Bull-Renault | Sebastian Vettel | Sergio Pérez      | Résumé |
| 881 | 14 avril     | Grand Prix de Chine           | Shanghai          | Fernando Alonso  | Ferrari          | Lewis Hamilton   | Sebastian Vettel  | Résumé |
| 882 | 21 avril     | Grand Prix de Bahreïn         | Sakhir            | Sebastian Vettel | Red Bull-Renault | Nico Rosberg     | Sebastian Vettel  | Résumé |
| 883 | 12 mai       | Grand Prix d'Espagne          | Barcelone         | Fernando Alonso  | Ferrari          | Nico Rosberg     | Esteban Gutiérrez | Résumé |
| 884 | 26 mai       | Grand Prix de Monaco          | Monaco            | Nico Rosberg     | Mercedes         | Nico Rosberg     | Sebastian Vettel  | Résumé |
| 885 | 9 juin       | Grand Prix du Canada          | Montréal          | Sebastian Vettel | Red Bull-Renault | Sebastian Vettel | Mark Webber       | Résumé |
| 886 | 30 juin      | Grand Prix de Grande-Bretagne | Silverstone       | Nico Rosberg     | Mercedes         | Lewis Hamilton   | Mark Webber       | Résumé |
| 887 | 7 juillet    | Grand Prix d'Allemagne        | Nürburgring       | Sebastian Vettel | Red Bull-Renault | Lewis Hamilton   | Fernando Alonso   | Résumé |
| 888 | 28 juillet   | Grand Prix de Hongrie         | Budapest          | Lewis Hamilton   | Mercedes         | Lewis Hamilton   | Mark Webber       | Résumé |
| 889 | 25 août      | Grand Prix de Belgique        | Spa-Francorchamps | Sebastian Vettel | Red Bull-Renault | Lewis Hamilton   | Sebastian Vettel  | Résumé |
| 890 | 8 septembre  | Grand Prix d'Italie           | Monza             | Sebastian Vettel | Red Bull-Renault | Sebastian Vettel | Lewis Hamilton    | Résumé |
| 891 | 22 septembre | Grand Prix de Singapour       | Singapour         | Sebastian Vettel | Red Bull-Renault | Sebastian Vettel | Sebastian Vettel  | Résumé |
| 892 | 6 octobre    | Grand Prix de Corée du Sud    | Yeongam           | Sebastian Vettel | Red Bull-Renault | Sebastian Vettel | Sebastian Vettel  | Résumé |
| 893 | 13 octobre   | Grand Prix du Japon           | Suzuka            | Sebastian Vettel | Red Bull-Renault | Mark Webber      | Mark Webber       | Résumé |
| 894 | 27 octobre   | Grand Prix d'Inde             | Greater Noida     | Sebastian Vettel | Red Bull-Renault | Sebastian Vettel | Kimi Räikkönen    | Résumé |
| 895 | 3 novembre   | Grand Prix d'Abou Dabi        | Yas Marina        | Sebastian Vettel | Red Bull-Renault | Mark Webber      | Fernando Alonso   | Résumé |
| 896 | 17 novembre  | Grand Prix des États-Unis     | Austin            | Sebastian Vettel | Red Bull-Renault | Sebastian Vettel | Sebastian Vettel  | Résumé |
| 897 | 24 novembre  | Grand Prix du Brésil          | São Paulo         | Sebastian Vettel | Red Bull-Renault | Sebastian Vettel | Mark Webber       | Résumé |

## Déroulement de la saison et faits marquants du championnat

### Grand Prix d'Australie

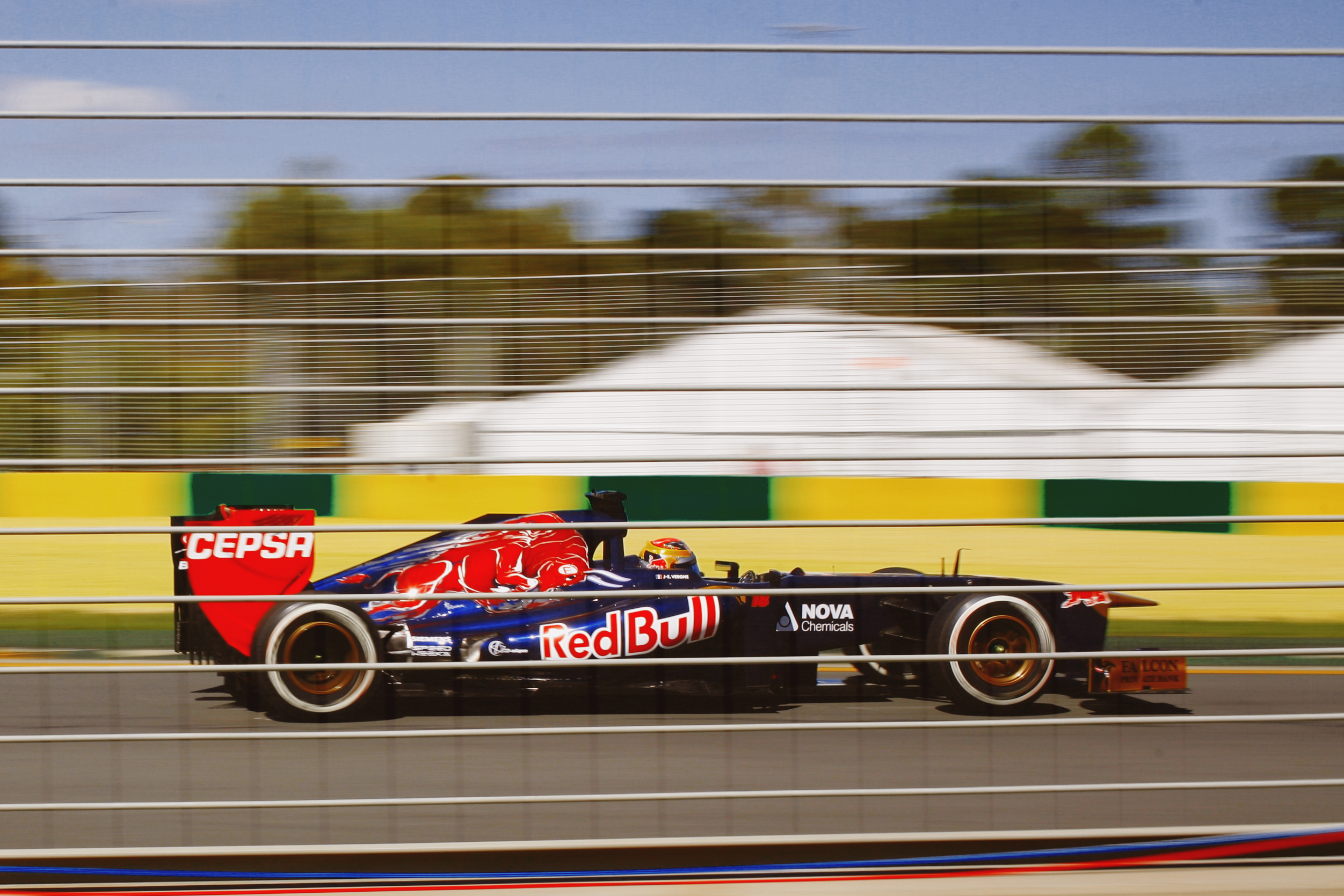
Jean-Éric Vergne au Grand Prix d'Australie

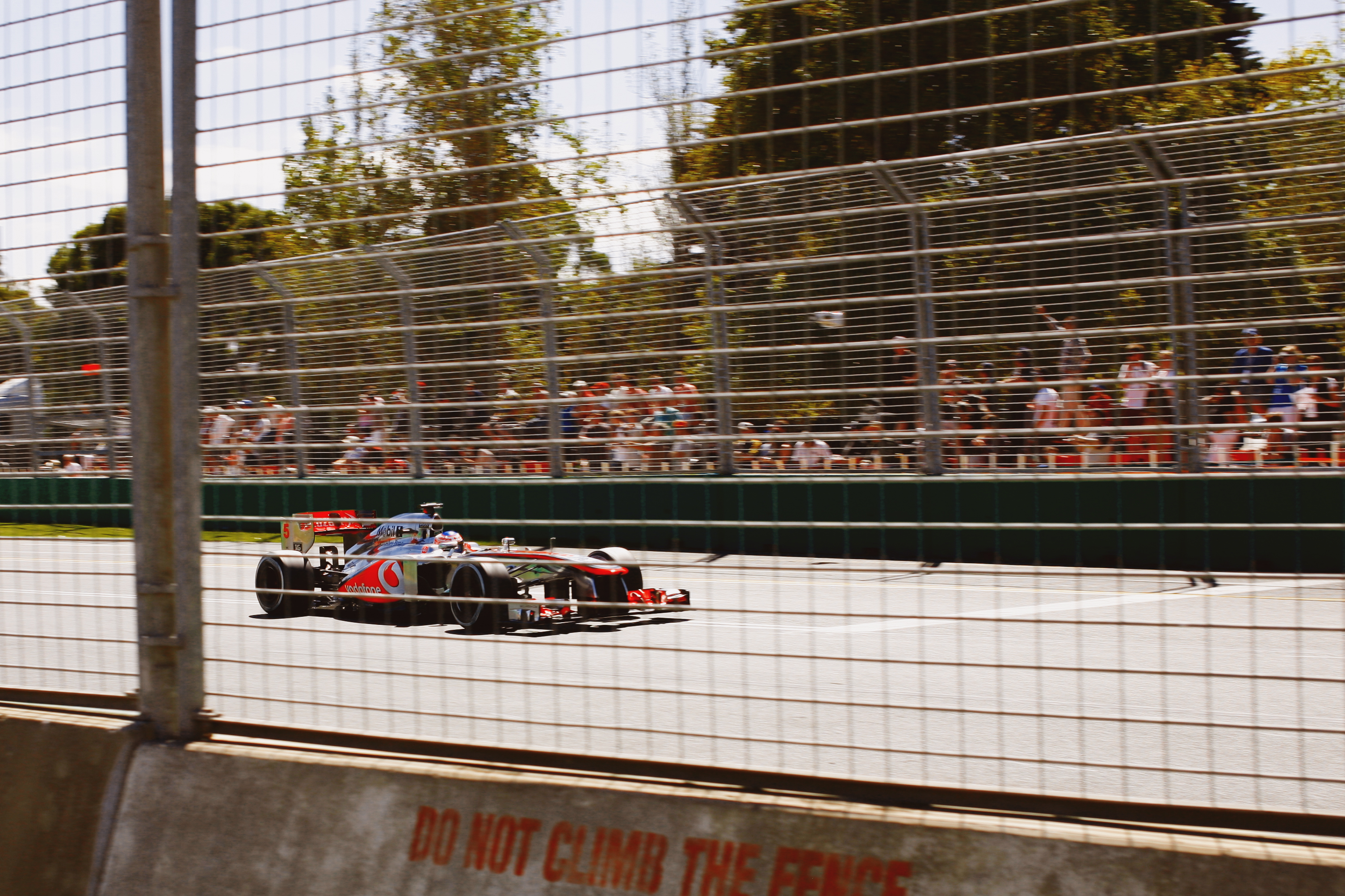
Jenson Button au Grand Prix d'Australie

Vingt-et-un pilotes s'alignent sur la grille de départ car la Sauber de Nico Hülkenberg a un problème d'arrivée d'essence. À l'extinction des feux, Sebastian Vettel, en pole position, s'engouffre en tête dans le premier virage et devance Felipe Massa, Lewis Hamilton et Fernando Alonso. Au premier passage sur la ligne, Vettel précède Massa, Fernando Alonso, Hamilton, Kimi Räikkönen, Nico Rosberg, Mark Webber, Paul di Resta, Jenson Button, Adrian Sutil et Romain Grosjean,,.
Button rentre dès le quatrième tour pour chausser des pneus durs ; Webber, Grosjean et Esteban Gutiérrez l'imitent au tour suivant tandis que les deux Ferrari se rapprochent de Sebastian Vettel. Valtteri Bottas et Max Chilton changent leurs pneus au sixième tour, Vettel et Giedo Van der Garde au septième, Massa, di Resta et Charles Pic au suivant, Alonso, Räikkönen, Jean-Éric Vergne et Jules Bianchi au neuvième, Pastor Maldonado au dixième, Hamilton au treizième, Rosberg au suivant, Daniel Ricciardo au quinzième et Sergio Pérez au suivant. Au dix-septième passage, Sutil, qui n'a pas encore changé ses pneus durs du départ et conserve pourtant un rythme plus rapide que ses rivaux, devance Vettel, Massa, Alonso, Räikkönen, Hamilton, Rosberg, Button, Webber, di Resta et  Grosjean,,.
Webber change ses pneus pour la deuxième fois au dix-huitième tour, Grosjean rentre au tour suivant, Alonso et Button au vingtième, Sutil (pour son premier arrêt) et Vettel au suivant et Massa au vingt-troisième tour. Pendant ce temps, Maldonado sort de la piste et abandonne. Au vingt-sixième tour, Räikkönen mène devant Hamilton et Rosberg : les trois n'ont effectué qu'un seul changement de pneus ; suivent Alonso et Vettel qui ont changé leurs pneus par deux fois. Peu après, Rosberg abandonne sur panne de son système électrique,,.
Au vingt-huitième tour, Felipe Massa attaque Adrian Sutil et, dans le même temps, Fernando Alonso attaque Lewis Hamilton pour le gain de la deuxième place et le passe dans le trente-et-unième tour. Hamilton rentre immédiatement changer ses pneus. Räikkönen mène toujours devant Alonso, Vettel, Sutil et Massa puis effectue son deuxième changement de pneus au trente-quatrième tour et remonte en piste à la cinquième place. Massa change ses pneus au trente-sixième tour, Vettel, Button, Grosjean au suivant, Webber au trente-huitième, Alonso au suivant et Hamilton au quarante-deuxième tour,,.
Dans ce quarante-deuxième tour, Räikkönen passe Sutil et prend la tête de la course. Alonso, revenu à moins de 5 secondes, est le pilote le plus rapide en piste et prend l'avantage sur Sutil dans le quarante-cinquième tour. Il se lance aussitôt à la poursuite de Räikkönen. Au tour suivant, Räikkönen a augmenté son avantage à 6 secondes sur Alonso quand Sutil rentre changer ses pneus durs contre des tendres. Au quarante-septième passage, Räikkönen devance Alonso de plus de 7 secondes, Vettel de 13 s, Massa de 15 s, Sutil de 35 s ; suivent Hamilton, Webber, di Resta, Button et Grosjean,,.
Sutil, en grande difficulté avec ses pneus tendres, se fait dépasser par Hamilton et Webber. Räikkönen gère son écart avec Fernando Alonso et remporte la vingtième victoire devant Alonso et Vettel. Suivent pour les points, Massa, Hamilton, Webber, Sutil, di Resta, Button et Grosjean,,.
Au championnat du monde des constructeurs, Ferrari possède 30 points et devance Lotus F1 Team (26 points) et Red Bull Racing (23 points) ; suivent Force India et Mercedes (10 points) et McLaren (2 points).

### Grand Prix de Malaisie

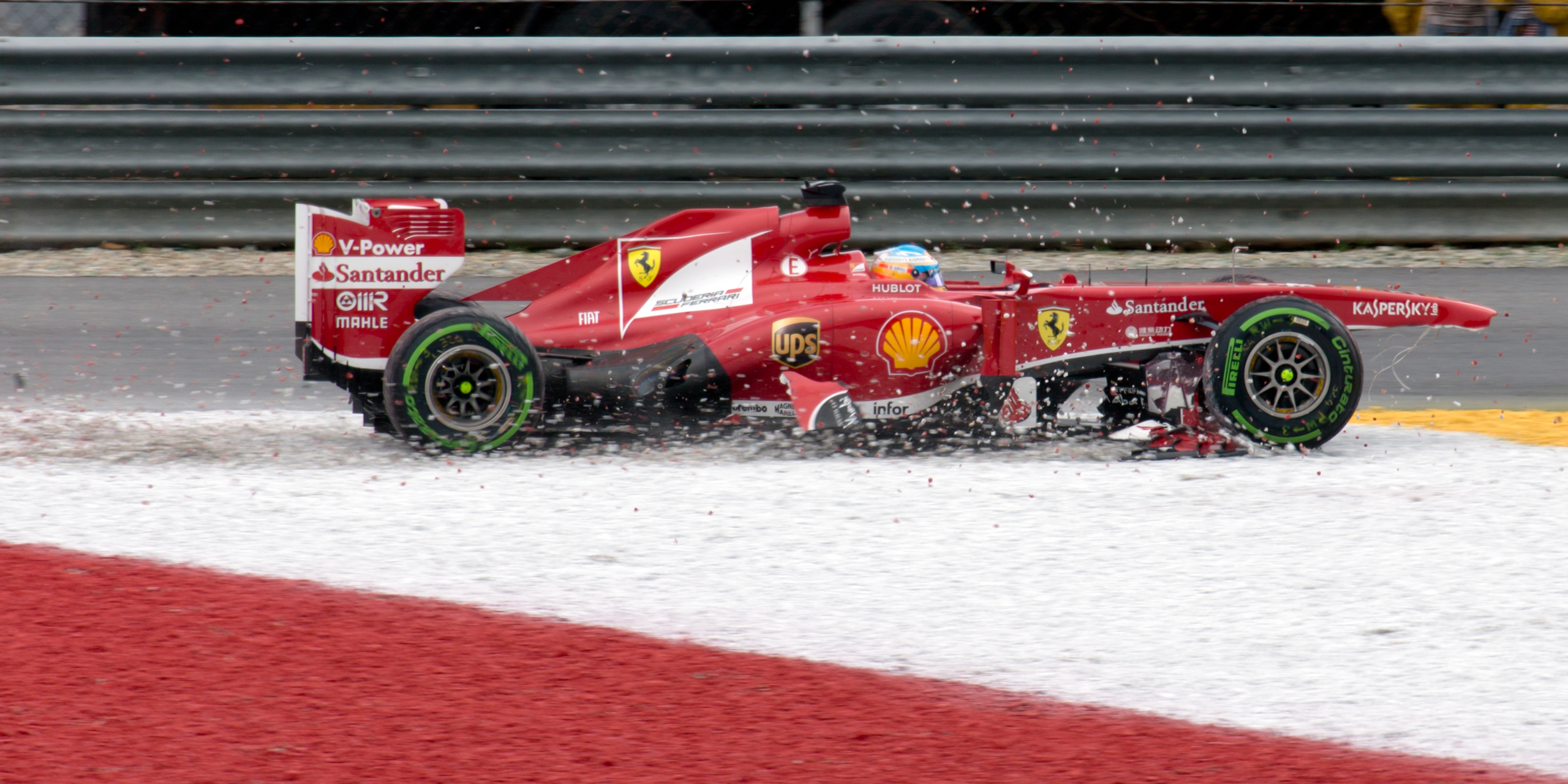
L'abandon de Fernando Alonso.

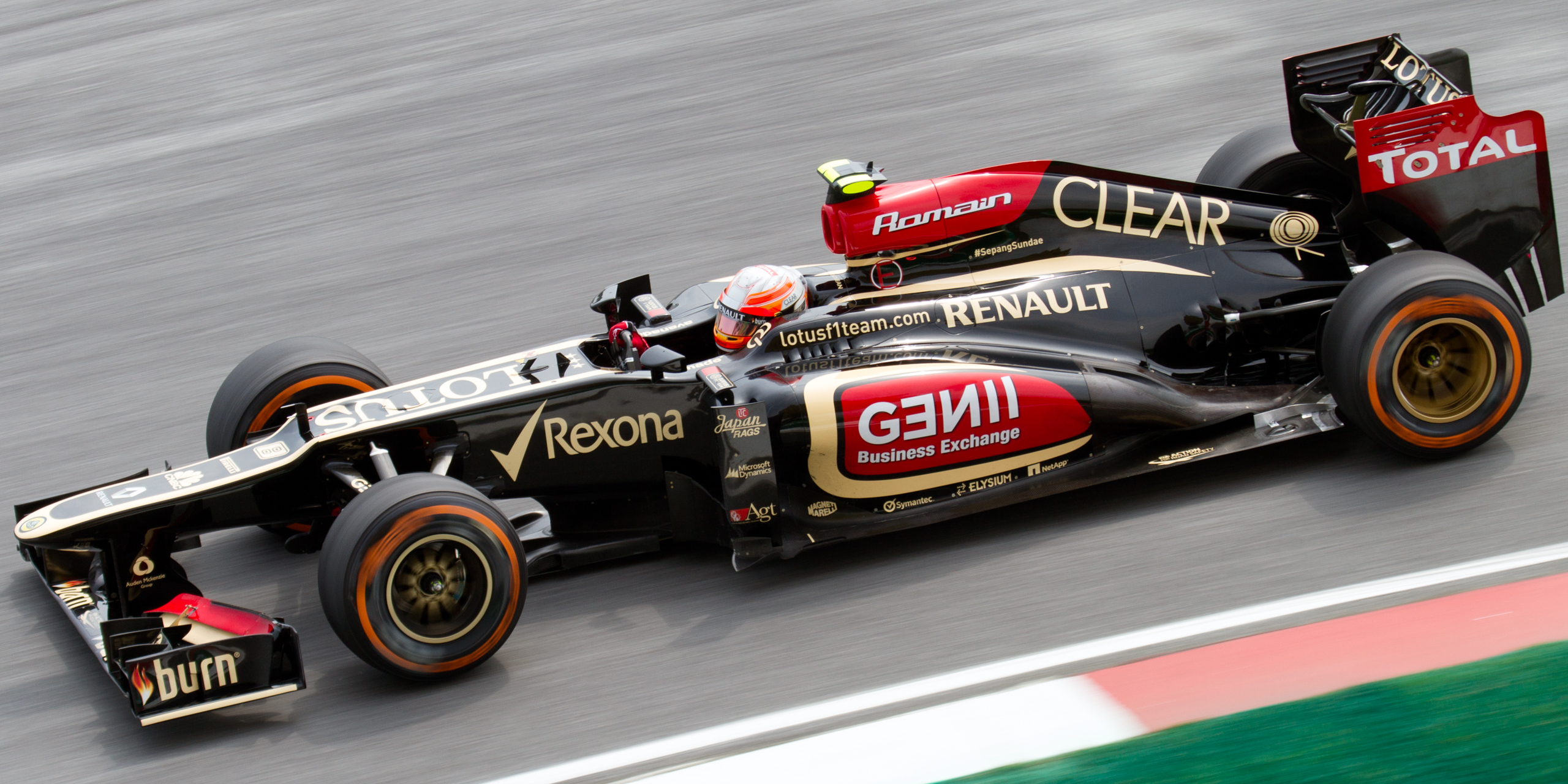
Romain Grosjean se classe sixième de la course.

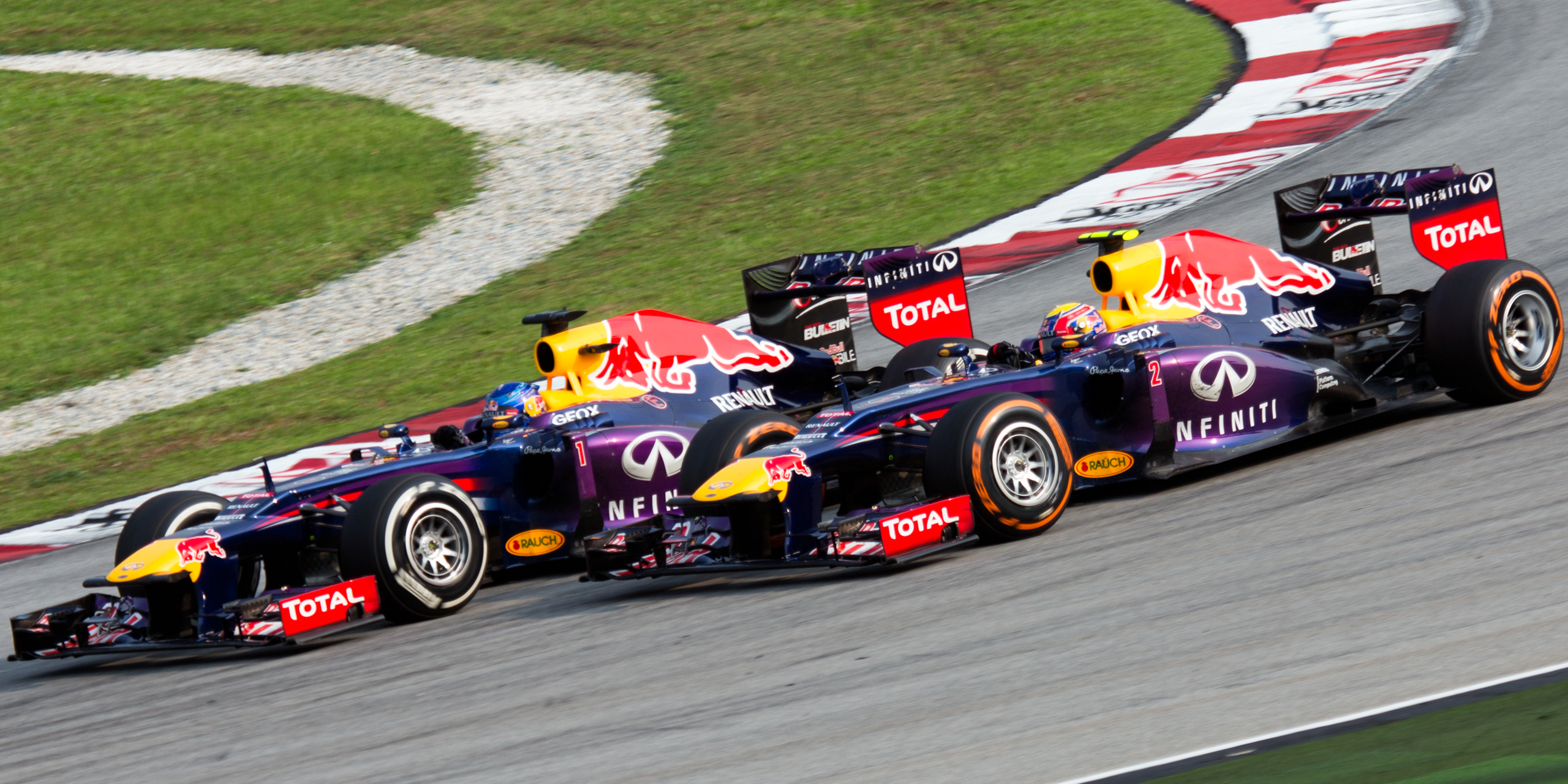
Le dépassement controversé de Vettel sur Webber.

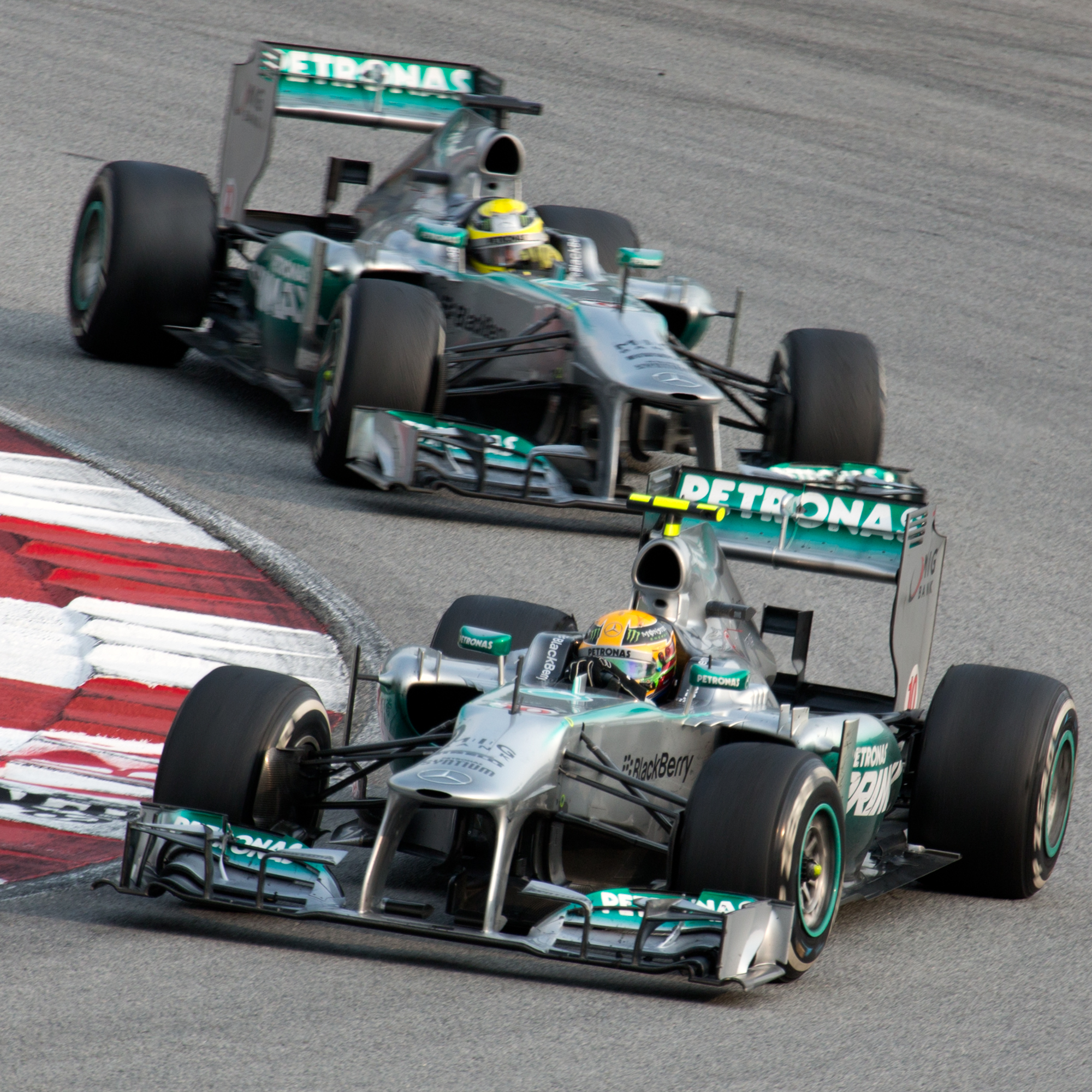
Hamilton et Rosberg se classent troisième et quatrième de la course.

Les pilotes s'alignent sur la grille de départ en pneus intermédiaires car la piste est encore mouillée au moment du départ. Sebastian Vettel, en pole position, s'engouffre en tête dans le premier virage puis effectue un freinage appuyé : Fernando Alonso, second  percute légèrement l'arrière de la Red Bull RB9 de Vettel et abîme son aileron avant qui frotte le sol. Alonso tente le pari de rester en piste et d'effectuer un « arrêt groupé » pour changer à la fois de pneus et d'aileron,,.
Dès le premier freinage du second tour, l'aileron d'Alonso casse se coince sous ses roues avant, le privant de l'usage de sa direction : l'Espagnol sort de la piste et abandonne. Au deuxième passage, Vettel devance son coéquipier Mark Webber, Lewis Hamilton, Jenson Button, Nico Rosberg, Felipe Massa, Sergio Pérez, Adrian Sutil, Nico Hülkenberg, Daniel Ricciardo, Kimi Räikkönen et Romain Grosjean. Peu après Nico Rosberg prend le dessus sur Jenson Button pour le gain de la quatrième place,,.
Vettel rentre dès le cinquième tour pour échanger ses pneus intermédiaires pour des « slicks ». Il est immédiatement imité par Massa alors que la piste reste encore très humide. Sutil, victime d'un problème avec un écrou de roue qui ruine sa course, Ricciardo, Räikkönen, Paul di Resta, Pastor Maldonado, Giedo van der Garde, Jules Bianchi, Valtteri Bottas et Max Chilton rentrent tour suivant ; Webber et Hamilton (qui se trompe de stand et s'arrête chez son ancien employeur McLaren), Button, Hülkenberg, Pérez, Grosjean, Esteban Gutiérrez, Jean-Éric Vergne et Charles Pic au septième tour et Rosberg au huitième. Les mécaniciens de la Scuderia Toro Rosso libèrent Vergne au moment où Pic s'arrête et les deux monoplaces s'accrochent : la Caterham CT03 perd son aileron avant,,.
Au neuvième passage sur la ligne, Webber précède Vettel, Hamilton, Rosberg, Button, Hülkenberg, Massa, Pérez, Grosjean et Räikkönen. Vettel réduit peu à peu son retard sur son coéquipier et, au treizième tour, ne compte plus que 2 secondes de retard. Les pilotes les plus véloces sont Lewis hamilton et Nico Rosberg qui reviennent régulièrement sur les deux red Bull de tête. Räikkönen, depuis plusieurs tours à l'attaque sur Pérez, trouve l'ouverture dans le quinzième tour. Au dix-huitième passage, Webber compte 2 secondes d'avance sur Vettel, 5 s sur Hamilton, 7 s sur Rosberg et 17 s sur Button ; suivent Hülkenberg, Massa, Grosjean, Räikkönen et Pérez,,.
Webber et Ricciardo changent leurs pneus au tour suivant, Massa, Grosjean, di Resta (victime d'un souci d'écrou de roue comme son coéquipier un peu plus tôt) au vingtième tour, Hamilton, Button, Hülkenberg et Räikkönen au suivant, Vettel, Rosberg, Pérez, Sutil (nouvel ennui d'écrou de roue), Gutiérrez et Bottas au vingt-deuxième. Di Resta et Sutil ont désormais un tour de retard sur les leaders (Paul di Resta abandonne finalement au vingt-troisième tour). Au vingt-sixième passage, Webber a moins d'une demi-seconde d'avance sur Vettel, 2 s sur Hamilton, 4 s sur Rosberg, 14 s sur Button, 24 s sur Massa, 25 s sur Grosjean, 26 s sur Hülkenberg, 27 s sur Räikkönen et 32 s sur Pérez,,. 
Vettel, sous la menace directe des deux pilotes Mercedes, indique à son équipe qu'il trouve Webber trop lent devant lui alors que l'Australien tourne légèrement plus vite que lui. Sutil abandonne et aucune Force India ne termine donc la course. Hamilton s'arrête au trentième tour pour changer ses pneus, Webber et Rosberg au tour suivant, Vettel au trente-deuxième (et reprend la piste derrière Webber et Hamilton), Massa et Pérez au suivant, Hulkenberg, Räikkönen au trente-quatrième, Button (éphémère leader de la course) et Grosjean au suivant. La roue avant droite de Button ayant été mal fixée, le pilote doit s'arrêter dans la voie des stands et être poussé vers son stand par ses mécaniciens afin de procéder à la fixation correcte de la roue et perd plus de deux minutes,,.
Au trente-huitième passage, Webber et Vettel possèdent 6 secondes d'avance sur les deux pilotes Mercedes ; Massa est cinquième à plus de trente secondes. Hamilton effectue son dernier arrêt au quarante-et-unième passage, Vettel et Rosberg au tour suivant, Webber au quarante-troisième et Hülkenberg au suivant. En tête de la course, l'écart s'est réduit entre Mark Webber en pneus durs et Sebastian Vettel en pneus tendres. Une consigne d'écurie intime aux pilotes de conserver leurs positions afin d'assurer un doublé. Vettel choisit néanmoins de l'outrepasser et attaque Webber qui résiste pendant plusieurs virages avant de céder le commandement à son coéquipier,,.
Massa change de pneus pour la dernière fois au quarante-septième tour et, au tour suivant, Vettel devance Webber de moins de 3 secondes ;  Hamilton et Rosberg suivent à 12 s, Grosjean est à 27 s et Räikkönen à 37 s, devant Pérez, Massa, Hülkenberg et Gutiérrez. Rosberg indique à son équipe qu'il est plus rapide que son équipier obligé de ralentir son rythme pour économiser de l'essence en vue de l'arrivée. L'écurie lui interdit pourtant d'effectuer le dépassement. Sebastian Vettel remporte la victoire et prend la tête du championnat. Webber termine deuxième et Hamilton complète le podium ; suivent pour les points Rosberg, Massa, Grosjean, Räikkönen, Hülkenberg, Pérez et Vergne,,.
Vettel prend la tête du championnat avec 40 points et devance Räikkönen (31 points) et Webber (26 points) ; suivent Hamilton (25 points), Massa (22 points) et Alonso (18 points). Au championnat du monde des constructeurs, Red Bull Racing possède 66 points et devance Lotus F1 Team (40 points) et Ferrari (40 points également) ; suivent Mercedes (37 points), Force India (10 points), Sauber et McLaren (4 points) et Toro Rosso (1 point).

### Grand Prix de Chine

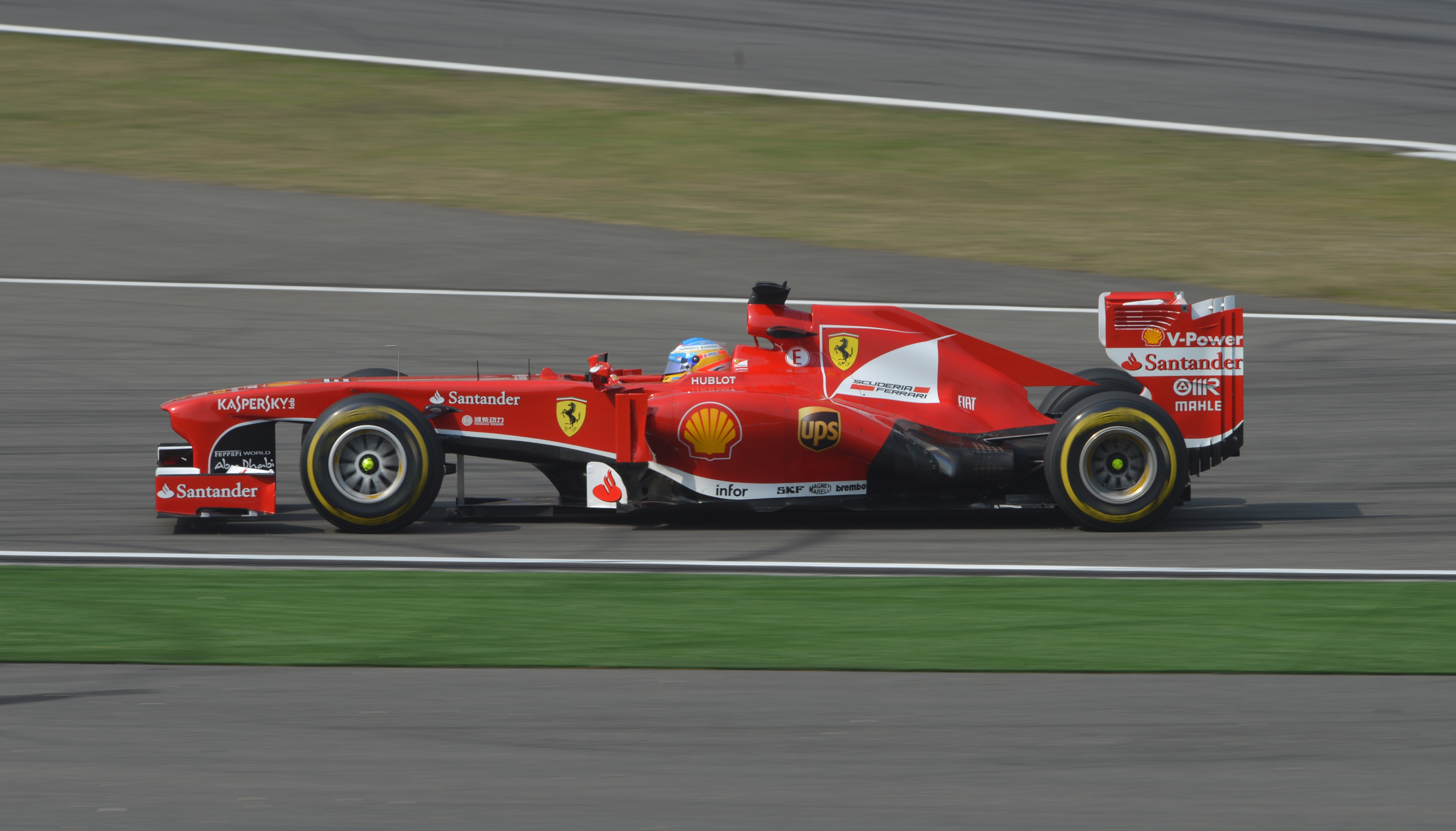
Fernando Alonso remporte le Grand Prix de Chine 2013.

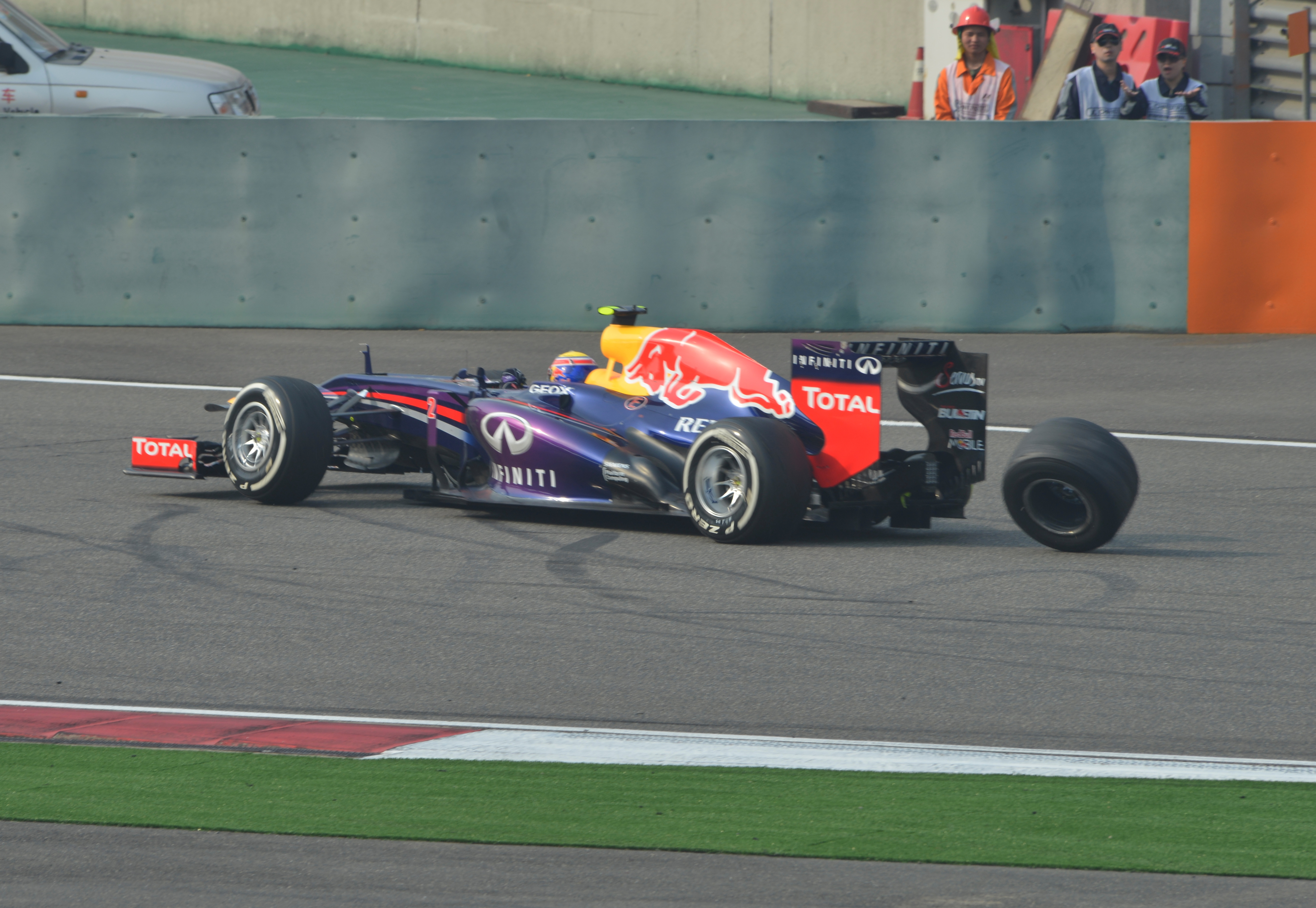
Mark Webber vient de perdre sa roue arrière-droite lors du Grand Prix de Chine 2013.

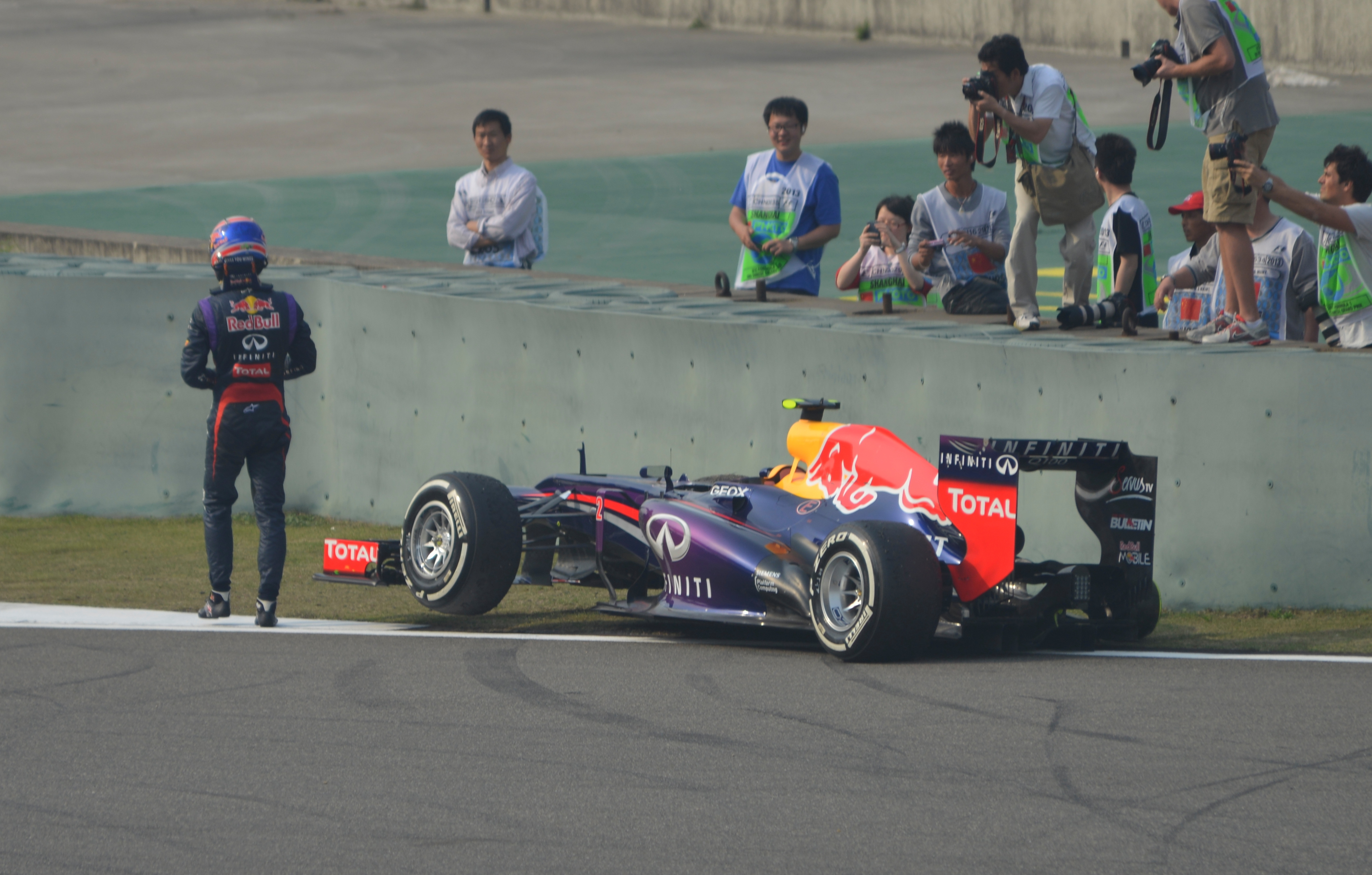
Mark Webber quitte sa monoplace après la perte d'une roue lors du Grand Prix de Chine 2013.

Vingt-et-un pilotes se présentent sur la grille de départ, Mark Webber, pénalisé en qualifications, s'élançant de la voie des stands. Les dix premiers pilotes de la grille sont tous chaussés en pneus tendres sauf Jenson Button, Sebastian Vettel et Nico Hülkenberg. À l'extinction des feux, Lewis Hamilton, en pole position, s'engouffre en tête dans le premier virage devant Fernando Alonso et Felipe Massa, Kimi Räikkönen ratant son envol. Au premier passage, Hamilton précède Alonso, Massa, Räikkönen, Nico Rosberg, Romain Grosjean, Daniel Ricciardo, Button, Vettel, Hülkenberg, Sutil, Esteban Gutiérrez, Sergio Pérez, di Resta et Pastor Maldonado. Webber rentre pour changer ses pneus dès la fin du premier tour,,.
Ricciardo change ses pneus au quatrième tour quand les deux Ferrari doublent Lewis Hamilton. Hamilton et Rosberg changent leurs pneus tendres au cinquième tour. Sutil est alors percuté à l'arrière par Gutiérrez qui rate son freinage : les deux pilotes doivent abandonner. Alonso, désormais en tête, rentre au tour suivant, imité par Räikkönen ; Massa et Grosjean rentrent au septième tour. Au huitième passage, Hülkenberg est en tête devant Vettel, Button, Pérez, di Resta, Vergne, Alonso, Hamilton, Bottas, Räikkönen, Webber, Massa, Rosberg, Ricciardo et Grosjean. Les cinq premiers, en pneus durs depuis le départ, n'ont pas été obligés de passer par leur stand,,.
Hülkenberg, Vettel et di Resta rentrent au quatorzième tour lorsque Mark Webber accroche Jean-Éric Vergne : s'ils rentrent tous les deux pour réparer les dégâts, Webber abandonne quelques instants plus tard à cause de la perte d'une roue mal fixée par ses mécaniciens. Peu après, Räikkönen percute Pérez et endommage le museau de sa monoplace. Massa et Rosberg changent leurs pneus au dix-neuvième tour tandis que Fernando Alonso dépasse Jenson Button pour prendre la tête de l'épreuve,,.
Hamilton et Räikkönen rentrent au vingt-et-unième tour quand Rosberg abandonne sur problème de suspension. Alonso, Button, Grosjean, Ricciardo et Maldonado rentrent au vingt-troisième tour. Au vingt-septième passage, Vettel mène la course devant Alonso, Hülkenberg, Button, Hamilton, Räikkönen, di Resta, Massa et Grosjean. Fernando Alonso est le pilote le plus rapide en piste alors que Vettel, en difficulté avec des gommes très dégradées, reçoit la consigne de ne pas chercher à résister à une attaque de l'Espagnol,,.
Au vingt-huitième tour, Alonso dépasse Vettel et reprend la tête de la course. Hülkenberg rentre pour passer des gommes tendres au trentième tour, Vettel rentre au tour suivant pour chausser de nouveaux pneus durs et devra donc s'arrêter une fois pour passer des gommes tendres. Di Resta s'arrête au trente-deuxième tour, Räikkönen au trente-quatrième, Hülkenberg et Massa au trente-sixième, Hamilton et Grosjean au suivant. Au quarantième passage, Alonso mène devant Vettel, Button, Räikkönen, Hamilton, di Resta, Massa, Hülkenberg, Pérez et Ricciardo. Alonso rentre pour la dernière fois au tour suivant et se dirige vers sa première victoire de la saison. La deuxième place se joue entre Räikkönen et Hamilton qui ne doivent plus rentrer alors que Vettel et Button doivent encore chausser leurs pneus avant la fin de la course,,.
Button effectue son dernier changement de pneus au quarante-neuvième tour et Vettel au cinquante-et-unième ; di Resta, alors cinquième, effectue son dernier changement de pneus au cinquante-troisième tour. Fernando Alonso remporte la victoire devant Räikkönen et Lewis Hamilton ; suivent Vettel, Button, Massa, Ricciardo, di Resta, Grosjean et Hülkenberg. Les cinq premiers de la course sont les cinq champions du monde engagés cette saison,,.
Vettel conserve la tête du championnat avec 52 points et devance Räikkönen (49 points) et Alonso (43 points) ; suivent Hamilton (40 points), Massa (30 points) et Webber (26 points). Au championnat du monde des constructeurs, Red Bull Racing possède 78 points et devance Ferrari (73 points) et Lotus F1 Team (60 points) ; suivent Mercedes (52 points), McLaren (14 points), Force India (14 points), Toro Rosso (7 points) et Sauber (5 points).

### Grand Prix de Bahreïn

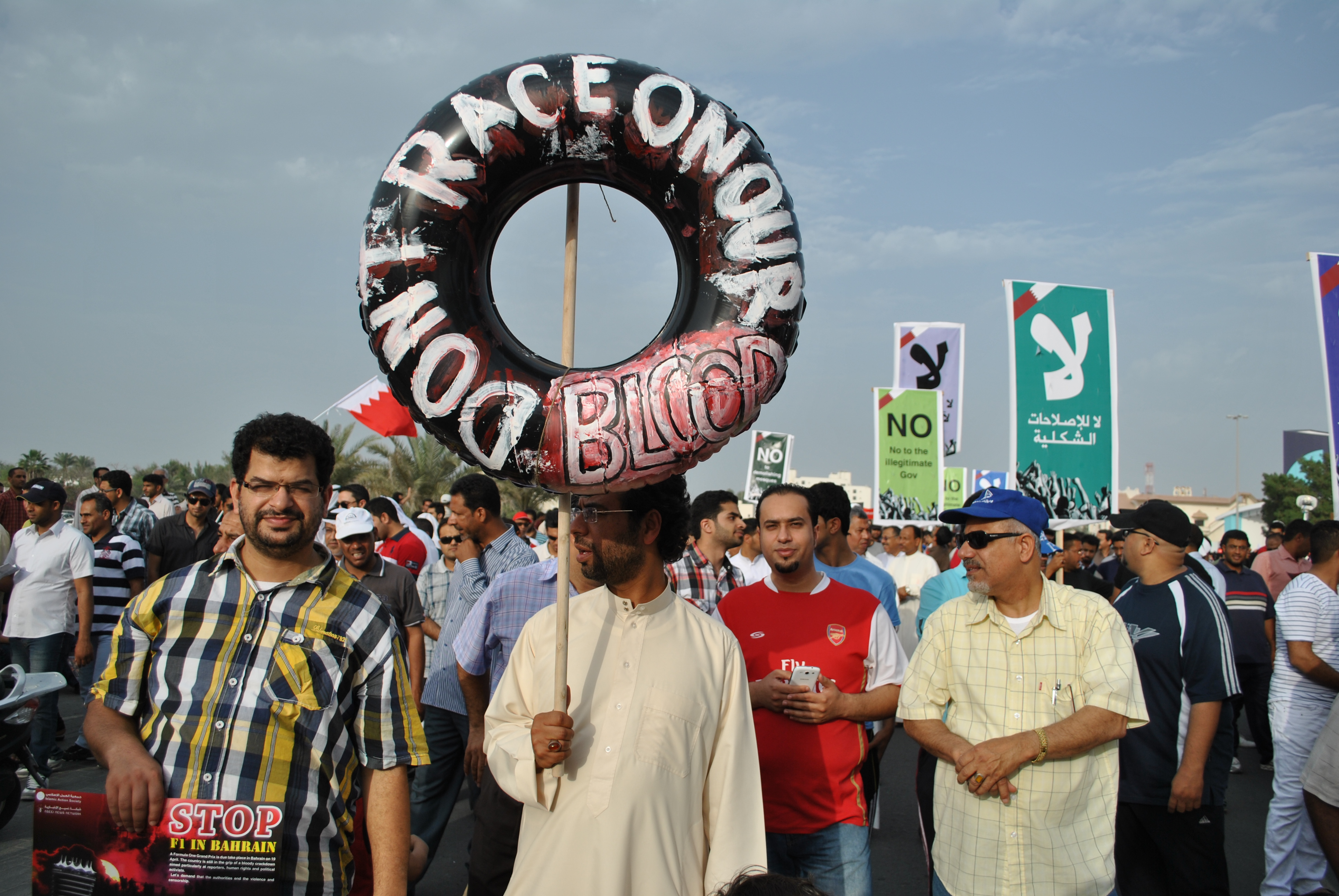
Le Grand Prix se déroule dans des conditions hostiles...

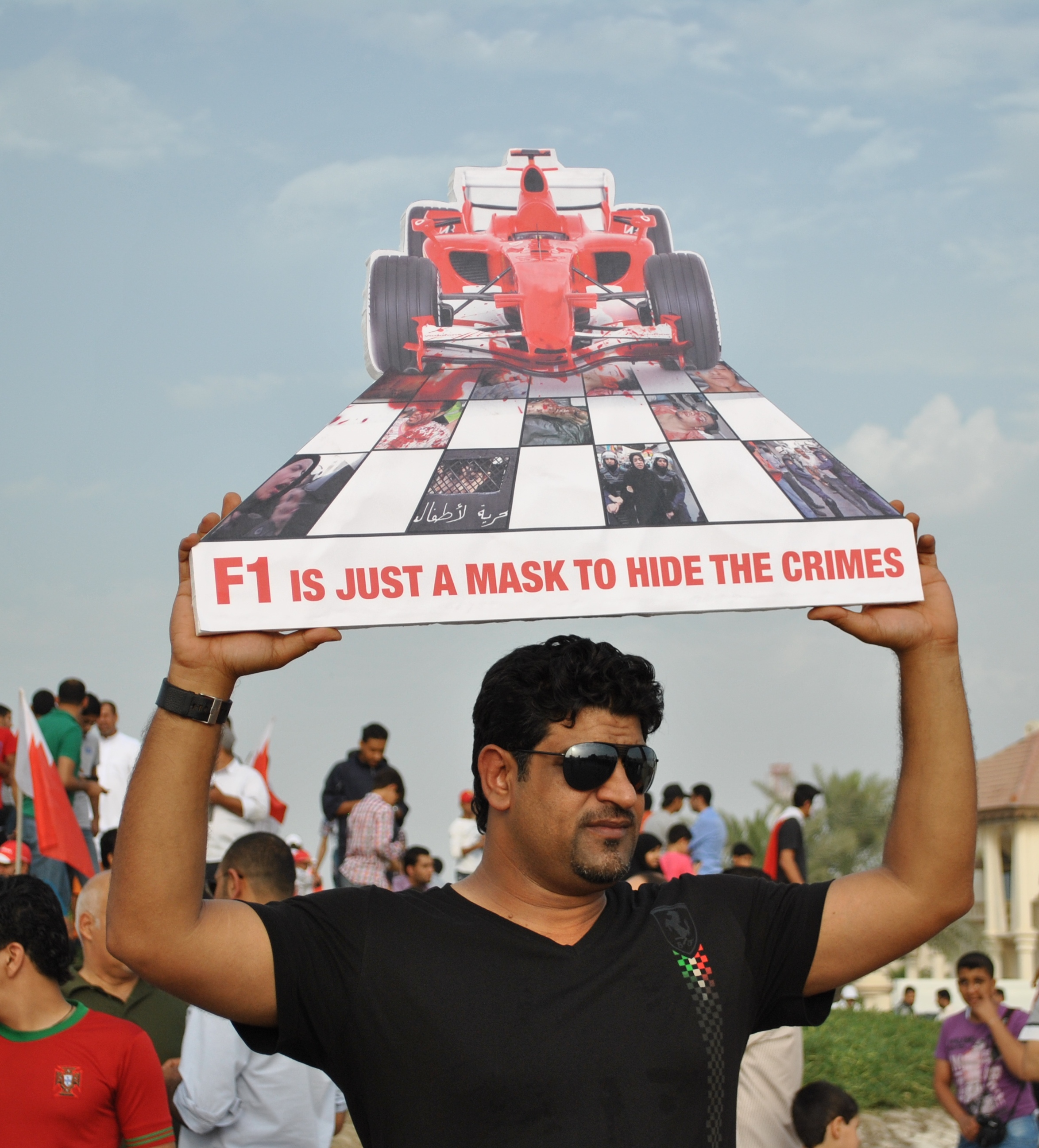
...des manifestations contre le régime politique sont organisées.

À l'extinction des feux, Nico Rosberg, en pole position, est contraint de défendre sa position face à Sebastian Vettel en se rabattant vers le muret des stands : cette  brèche est exploitée par Fernando Alonso qui passe Vettel. Rosberg vire en tête au premier freinage tandis que derrière lui Alonso et Vettel se passent et se repassent, le dernier mot revenant à l'Allemand. Au premier passage sur la ligne de chronométrage, Rosberg devance Vettel, Alonso, Paul di Resta, Felipe Massa, Mark Webber, Kimi Räikkönen, Jenson Button, Sergio Pérez, Lewis Hamilton, Romain Grosjean, Nico Hülkenberg et Daniel Ricciardo. Plus loin, Gutiérrez et Sutil sont impliqués dans un accrochage peu après le départ,,.
Sebastian Vettel fond sur la Mercedes de tête et passe Nico Rosberg dans le troisième tour pour prendre la tête du classement. Alonso double Rosberg dès le tour suivant, dans la ligne droite, mais l'Allemand reprend l'avantage au freinage. Toutefois, Alonso repasse son rival dans le cinquième tour. Au sixième passage, Vettel précède Alonso de 3 secondes, di Resta de 4 s et Rosberg de 5 s ; suivent Massa, Webber, Button, Pérez, Räikkönen et Grosjean,,.
Au septième tour, Alonso est rappelé d'urgence à son stand car son aileron arrière mobile reste bloqué en position ouverte et il risque donc d'être arrêté sur drapeau noir et disqualifié. Il s'arrête ainsi changer de pneumatiques pendant que ses mécaniciens tentent de résoudre son souci de DRS. De retour en piste, l'ailette mobile s'ouvre à nouveau et l'Espagnol est obligé de faire un nouveau passage par son stand où les mécaniciens bloquent définitivement l'ailette : Alonso ne pourra plus utiliser son DRS pendant le reste de l'épreuve,,.
Webber et Grosjean changent leurs pneumatiques au huitième tour, Rosberg, Button et Ricciardo au suivant, Vettel, Massa, Pérez et Hamilton au dixième, Hülkenberg au douzième, Bottas, di Resta, Van der Garde et Räikkönen entre le treizième et le seizième tour. Au dix-septième passage Vettel devance son coéquipier Webber, Rosberg, Button, Grosjean, Pérez, di Resta, Hamilton, Hülkenberg, Räikkönen, Maldonado et Alonso. Massa rentre alors au stand au ralenti avec le pneu arrière droit endommagé tandis que Vergne abandonne à la suite d'un contact. Au dix-neuvième passage, Vettel compte 12 secondes d'avance sur Webber, 17 s sur Rosberg et 18 s sur le duo Button/Grosjean. Rosberg et Pérez changent leurs pneus au vingtième tour, Webber et Button au suivant, Hamilton et Bianchi au vingt-deuxième, Alonso au vingt-quatrième, Vettel et Ricciardo au vingt-cinquième, Hülkenberg au suivant et Grosjean au vingt-septième. Vettel mène la course devant di Resta, Räikkönen et Webber qui précèdent les deux pilotes McLaren Racing, Button et Pérez, en lutte pour la cinquième place qui se touchent à plusieurs reprises,,.
Rosberg change de pneus au trente-troisième tour, Räikkönen et Button au suivant, di Resta, Massa (victime d'une seconde crevaison) et Bianchi au trente-sixième tour et Webber au suivant. Hamilton passe par son stand au trente-huitième tour, Pérez et Alonso au suivant. En tête de course, Vettel possède désormais une avance confortable sur ses rivaux et se dirige vers sa deuxième victoire de la saison : Grosjean et Räikkönen suivent à trente secondes à 15 tours de l'arrivée et devancent di Resta, Webber, Button, Rosberg, Hamilton, Pérez et Alonso. Sebastian Vettel effectue son dernier arrêt au quarante-deuxième passage et reprend la piste en tête de la course. Romain Grosjean rentre également et reprend la piste à la sixième place. Rosberg s'arrête pour la quatrième fois au quarante-quatrième tour et Button deux tours plus tard. À quatre tours de l'arrivée, Romain Grosjean s'empare de la troisième place au détriment de Paul di Resta alors que Lewis Hamilton effectue une série de dépassements dans les derniers tours pour terminer cinquième,,.
Sebastian Vettel remporte son deuxième Grand Prix de la saison, devant Kimi Räikkönen et Romain Grosjean : c'est le même podium que l'année précédente ; suivent pour les points di Resta, qui obtient le meilleur résultat de sa carrière en Formule 1, Hamilton, Pérez, Webber, Alonso, Rosberg et Button,,.
Vettel conserve la tête du championnat avec 77 points et devance Räikkönen (67 points) et Hamilton (50 points) ; suivent Alonso (47 points), Webber (32 points) et Massa (30 points). Au championnat du monde des constructeurs, Red Bull Racing possède 109 points et devance Lotus F1 Team (93 points) et Ferrari (77 points) ; suivent Mercedes (64 points), Force India (26 points), McLaren (23 points), Toro Rosso (7 points) et Sauber (5 points).

### Grand Prix d'Espagne

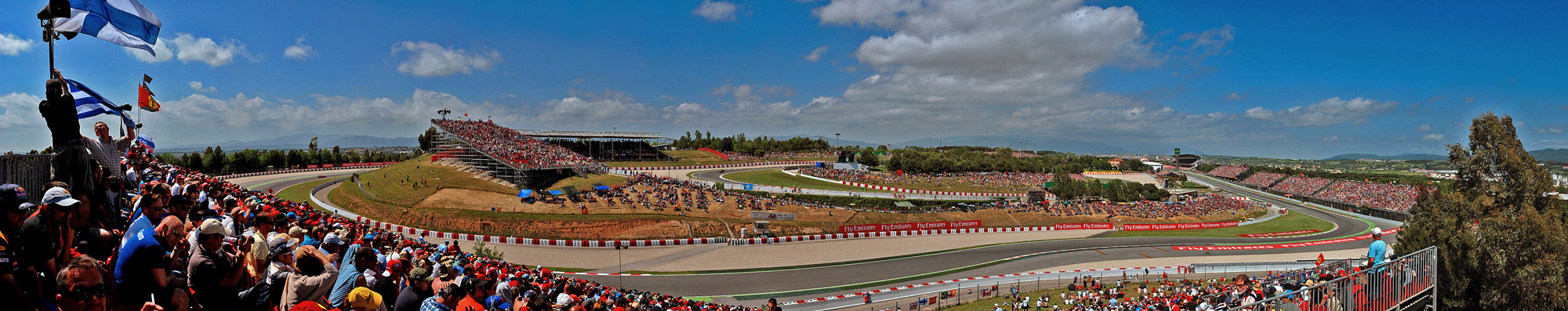
Vue panoramique du circuit lors du Grand Prix d'Espagne 2013.

Il fait très beau et chaud au départ du Grand Prix d'Espagne, où les deux Mercedes Grand Prix sont en première ligne. Les vingt-deux monoplaces s'alignent sur la grille de départ, quasimement toutes en pneus tendres. À l'extinction des feux, Nico Rosberg, en pole position, s'engouffre en tête dans le premier virage devant Sebastian Vettel et Lewis Hamilton mais Fernando Alonso prend rapidement la troisième place en effectuant un audacieux double dépassement par l'extérieur sur Hamilton et Räikkönen dès le deuxième virage. Au premier passage sur la ligne de chronométrage, Rosberg devance Vettel, Alonso, Hamilton, Kimi Räikkönen, Sergio Pérez et Felipe Massa,,.
Dès le sixième tour, Lewis Hamilton est difficulté avec ses pneus : Räikkönen le passe dès le tour suivant quand Webber effectue son premier arrêt. Massa, Sutil, Nico Hülkenberg, Pastor Maldonado et Grosjean s'arrêtent au huitième tour, Alonso, Hamilton, di Resta et Vergne au neuvième, Rosberg, Vettel, Räikkönen, Pérez et Daniel Ricciardo au suivant, Jenson Button au onzième et Esteban Gutiérrez au treizième,,.
Pendant ce temps, Romain Grosjean abandonne à cause d'une casse de suspension arrière. Alonso remonte en piste à la deuxième place et prend l'avantage sur Rosberg dans le douzième tour ; Vettel l'imite quelques instants plus tard. Au quatorzième passage, Alonso précède Vettel de 2 secondes, Massa de 3 s, Rosberg de 5 s et Räikkönen de 6 s. Räikkönen double à son tour Rosberg alors qu'Alonso creuse l'écart sur Vettel : au dix-huitième passage, Alonso  a 4 secondes d'avance sur Vettel et de 5 s sur Massa,,.
Paul di Resta change de pneus au dix-neuvième tour, imité au tour suivant par Massa, Webber, Vergne, Maldonado et Giedo van der Garde. Alonso et Hülkenberg s'arrêtent au vingt-et-unième tour, Sutil et Van der Garde (il rentre sur trois roues à la suite de la perte d'une roue arrière mal fixée lors de son précédent arrêt) au suivant, Pérez et Charles Pic au vingt-troisième, Vettel et Ricciardo au suivant, Hamilton au vingt-cinquième et Räikkönen au suivant. Au vingt-septième passage Alonso devance Massa, Vettel, Räikkönen, Rosberg qui rentre changer ses pneus, Webber, Gutiérrez, di Resta, Button, Hülkenberg et Pérez,,.
Au vingt-huitième tour, alors que Gutiérrez et Button s'arrêtent, Räikkönen tente de passer Vettel, sans succès. Le Finlandais, en pneus tendres, prend l'avantage sur l'Allemand, en difficulté avec ses pneus durs, dans le trente-deuxième tour. Au trente-quatrième passage, Alonso possède 14 secondes d'avance sur son coéquipier Massa, 18 s sur Räikkönen, 21 s sur Vettel et 35 s sur Webber ; suivent di Resta, Rosberg, Ricciardo, Pérez et Gutiérrez,,.
Pendant ce temps, Vergne et Hülkenberg rentrent aux stands où Hülkenberg, mal libéré par son écurie, accroche le Français : il est pénalisé d'un stop-and-go. Alonso, Massa, Webber et Hamilton rentrent au trente-sixième tour, di Resta et Pérez au trente-huitième, Vettel et Ricciardo au suivant et Gutiérrez au quarante-troisième tour. Alonso reprend la tête de la course et creuse immédiatement l'écart sur Räikkönen en pneus tendres usés. Le Finlandais rentre alors au quarante-cinquième pour son troisième arrêt alors que ses adversaires ont appliqué une stratégie à quatre arrêts. Button change de pneus au tour suivant, Rosberg au quarante-septième, Alonso et Sutil au quarante-neuvième, Webber, Pérez et Hamilton au suivant, Massa, Vettel et Ricciardo au cinquante-et-unième, di Resta et Vergne au cinquante-troisième,,.
À dix tours de l'arrivée, Alonso mène devant Räikkönen, Massa, Vettel et Webber. Plus loin, Sergio Pérez revient sur son coéquipier Jenson Button, huitième mais reste dans son sillage jusqu'à l'arrivée. Fernando Alonso remporte ainsi son Grand Prix national devant Kimi Räikkönen, Felipe Massa complétant le podium ; suivent pour les points Vettel, Webber, Rosberg, di Resta, Button, Pérez et Ricciardo,,.
Vettel conserve la tête du championnat avec 89 points et devance Räikkönen (85 points) et Alonso (72 points) ; suivent Hamilton (50 points), Massa (45 points) et Webber (42 points). Au championnat du monde des constructeurs, Red Bull Racing possède 131 points et devance désormais Ferrari (117 points), passée devant Lotus F1 Team (111 points) ; suivent Mercedes (72 points), Force India (32 points), McLaren (29 points), Toro Rosso (8 points) et Sauber (5 points).
Fernando Alonso est le seul pilote, avec Michael Schumacher (troisième sur la grille en 1996), à remporter le Grand Prix d'Espagne sur le circuit de Catalogne sans s'être élancé depuis la première ligne de la grille de départ.
L'importante dégradation des pneumatiques lors de ce Grand Prix, empêchant les pilotes d'attaquer et les forçant à réaliser une course de gestion sous la pression des ingénieurs de piste préoccupés de l'usure excessive des gommes, entraîne, à l'issue de la course, une réaction du manufacturier Pirelli très critiqué : afin de limiter les arrêts au stand, il annonce préparer une nouvelle gamme de pneus plus durables, mis disposition des écuries à partir du Grand Prix du Canada, le 9 juin 2013.

### Grand Prix de Monaco

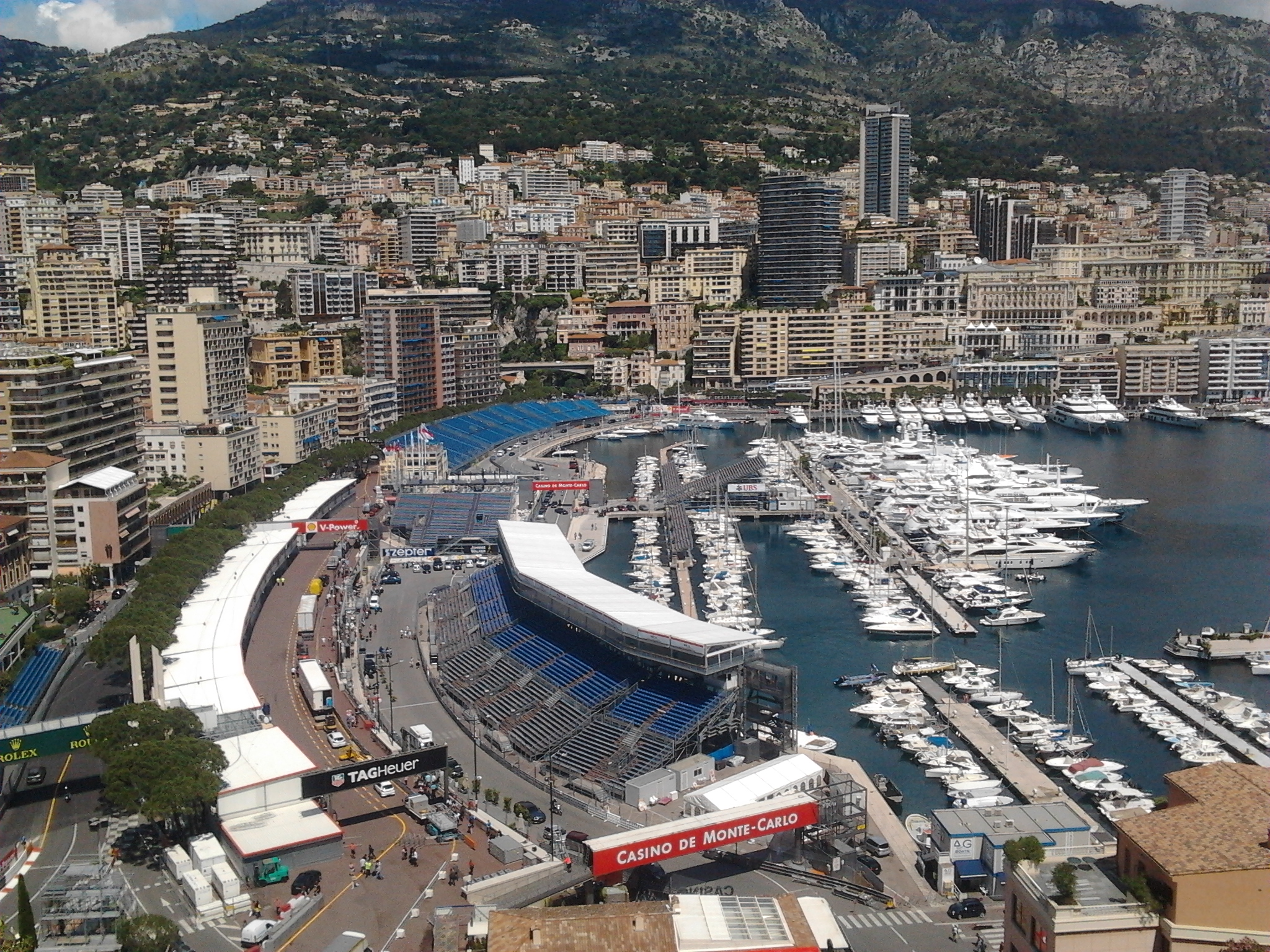
Vue du circuit lors du Grand Prix de Monaco 2013.

Au lancement du tour de formation, Jules Bianchi reste immobilisé sur la grille : poussé rapidement par ses mécaniciens dans la voie des stands, le Français prend le départ depuis le bout de la voie des stands. À l'extinction des feux, Nico Rosberg, en pole position et son coéquipier Lewis Hamilton qui l'accompagne sur la première ligne, conservent leur position. À l'épingle du Loews, plusieurs monoplaces s'accrochent légèrement : Pastor Maldonado et Giedo Van der Garde doivent ainsi passer par leurs stands dès la fin du premier tour pour changer leur aileron. Au premier passage sur la ligne de chronométrage, les deux pilotes Mercedes devancent Sebastian Vettel, Mark Webber, Kimi Räikkönen, Fernando Alonso, Sergio Pérez, Jenson Button, Adrian Sutil, Jean-Éric Vergne, Nico Hülkenberg et Valtteri Bottas,,.
Rosberg creuse immédiatement un écart quand Hamilton a fort à faire pour contenir Vettel. Au quatrième passage, Rosberg précède Hamilton d'une seconde, Vettel d'une seconde et demie, Webber de 2 s, Räikkönen de 3 s et Alonso de 4 s ; suivent Pérez, Button, Sutil et Vergne. Jenson Button se plaint que son coéquipier Pérez ferme la porte chaque fois qu'il se porte à sa hauteur : les deux pilotes ont failli s'accrocher à deux reprises dans les premiers tours de course. Quelques boucles plus tard, Button réussit finalement à le dépasser. Dans le huitième tour, Charles Pic abandonne sa Caterham CT03, en feu, dans le virage de la Rascasse alors que Paul di Resta, pariant sur une intervention de la voiture de sécurité, s'engouffre dans la voie des stands et est le premier à effectuer un changement de pneumatiques. Au onzième passage, Rosberg a 2 secondes d'avance sur Hamilton, 3 s sur Vettel, 5 s sur Webber et Räikkönen, 9 s sur Alonso, 10 s sur Button et Pérez ; suivent Sutil et Vergne,,.
Daniel Ricciardo change ses pneus au vingt-deuxième tour, Webber au vingt-cinquième, Räikkönen, Button et Massa au suivant, Hülkenberg au vingt-septième, Alonso et Esteban Gutiérrez au suivant, Pérez et Vergne au vingt-neuvième alors que Felipe Massa, comme lors des essais libres, sort de la piste à Sainte Dévote et écrase violemment sa monoplace contre le rail. La voiture de sécurité entre immédiatement en piste, ce dont profitent immédiatement Vettel, Sutil, Romain Grosjean, Bottas et Pastor Maldonado qui se ruent dans les stands pour changer leurs pneus. Rosberg et Hamilton doivent attendre une boucle de plus pour les imiter, sans conséquence pour Rosberg qui conserve la tête, plus fâcheusement pour Hamilton qui reprend la piste derrière les deux Red Bull Racing. Au trente-deuxième passage, derrière la voiture de sécurité, Rosberg devance ainsi Vettel, Webber, Hamilton, Räikkönen, Alonso, Button, Pérez, Sutil, Vergne, di Resta, Hülkenberg, Ricciardo, Grosjean, Bottas, Max Chilton, Gutiérrez, Maldonado, Jules Bianchi et Giedo van der Garde. Felipe Massa est soigné sur le bord de la piste (les médecins lui posent une minerve), tandis que les commissaires de piste dégagent sa monoplace, nettoient la piste et repositionnent les barrières de sécurité,,. 
La voiture de sécurité rentre dans le trente-neuvième tour et Hamilton tente une attaque sur Webber tandis qu'Alonso est sur les talons de Räikkönen et que Pérez, au prix d'un freinage toutes roues bloquées à la chicane du port, dépasse son coéquipier Button, perturbé par un léger contact avec Alonso quelques secondes plus tôt. Pérez porte une nouvelle attaque sur Alonso qui doit couper la chicane pour défendre sa position et éviter un éventuel accrochage. Au quarante-cinquième passage, Rosberg a 2 secondes d'avance sur Vettel, 3 s sur Webber, 4 s sur Hamilton et Räikkönen et 5 s Alonso ; suivent Pérez, Button, Sutil et Vergne. Quelques instants plus tard, Max Chilton se déporte vers la gauche et Maldonado tente de le dépasser sur sa droite lorsque le Britannique se rabat, coinçant Maldonado contre le rail : la Williams décolle et s'écrase dans le rail au Bureau de tabac. Si le Vénézuélien sort seul de sa voiture, la direction de course doit sortir le drapeau rouge pour permettre l'évacuation de la monoplace et le nettoyage de la piste jonchée de débris de fibre de carbone. Toutes les monoplaces encore en lice se rangent pour un nouveau départ alors qu'il reste vingt-deux tours à boucler,,.
L'épreuve est relancée à 15 h 35, après vingt-cinq minutes d'interruption, derrière la voiture de sécurité, les pilotes qui le souhaitaient ayant pu changer leurs pneus. Fernando Alonso, qui avait coupé une chicane pour se défendre avant l'interruption, cède sa position à Sergio Pérez pour éviter une sanction des commissaires de course, puis se lance aussitôt à l'assaut de son rival immédiat. Hamilton harcèle, sans succès, Webber pour le gain de la troisième place. Sutil, par contre, dépasse Button et Alonso dans l'épingle du Loews et passe, en six tours, de la neuvième à la septième place alors que Nico Rosberg augmente peu à peu son avance qui atteint 4 secondes sur Vettel au soixantième passage,,. 
À seize tours du but, Romain Grosjean harponne Daniel Ricciardo à la sortie du tunnel : la voiture de sécurité entre à nouveau en piste. Ricciardo, privé d'aileron arrière abandonne immédiatement tandis que le Français rentre changer son aileron avant ; il abandonne néanmoins dans la boucle suivante, son train avant-gauche ayant souffert dans l'accrochage. La course est relancée à l'entame du soixante-septième tour et Pérez attaque Räikkönen à la sortie du tunnel : à l'amorce de la chicane, les deux pilotes s'accrochent. Räikkönen, victime d'une crevaison à l'arrière-gauche, rentre changer de pneus et remonte en piste en seizième position quand Pérez abandonne un peu plus tard à la Rascasse,,.
Nico Rosberg remporte le Grand Prix de Monaco, trente ans après son père Keke Rosberg. C'est la deuxième victoire de sa carrière. Sebastian Vettel et Mark Webber complètent le podium ; suivent pour les points Hamilton, Sutil, Button, Alonso, Vergne, di Resta et Räikkönen,,.
Vettel conserve la tête du championnat avec 107 points et devance Räikkönen (86 points) et Alonso (78 points) ; suivent Hamilton (62 points), Webber (57 points) et Rosberg (47 points). Au championnat du monde des constructeurs, Red Bull Racing possède 164 points et devance Ferrari (123 points) et Lotus F1 Team (112 points) ; suivent Mercedes (109 points), Force India (44 points), McLaren (37 points), Toro Rosso (12 points) et Sauber (5 points).

### Grand Prix du Canada

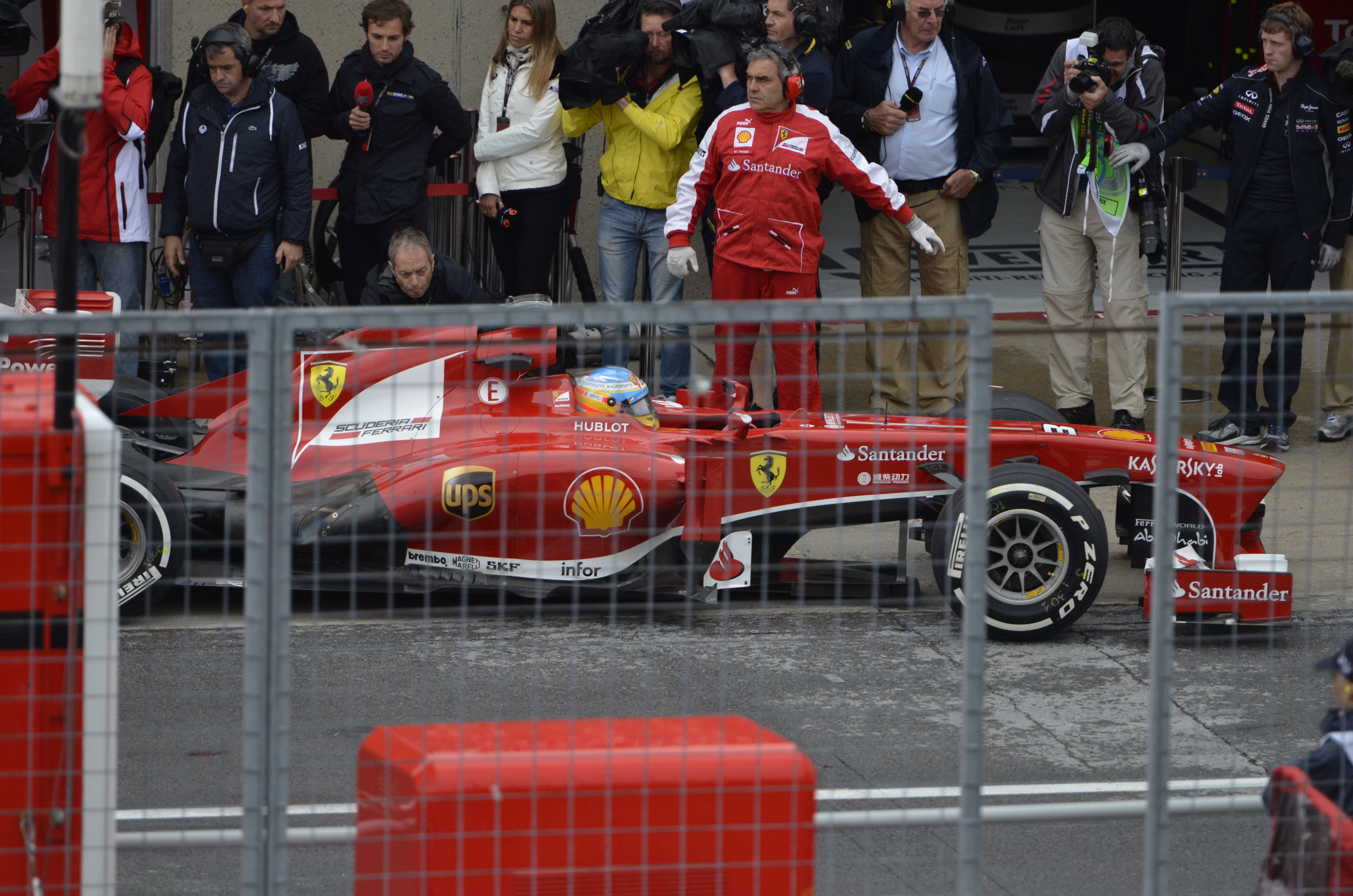
Fernando Alonso aux puits lors du Grand Prix du Canada 2013.

Sebastian Vettel, en pole position, est accompagné en première ligne par Lewis Hamilton, Valtteri Bottas et Nico Rosberg occupent la deuxième et la troisième est réservée à Mark Webber et Fernando Alonso. Romain Grosjean, pénalisé d'un recul de dix places, choisit de ne pas s'élancer depuis les stands et prend place sur le dernier emplacement de la grille,,.
À l'extinction des feux, Vettel s'élance parfaitement et conserve la tête dans le premier virage devant Hamilton, Rosberg, Webber, Bottas et Alonso. Au premier passage sur la ligne de chronométrage, Vettel précède Hamilton, Rosberg, Webber, Alonso, Bottas, Jean-Éric Vergne, Adrian Sutil, Daniel Ricciardo, Kimi Räikkönen, Nico Hülkenberg, Sergio Pérez, Pastor Maldonado, Felipe Massa et Jenson Button. Vettel creuse immédiatement un écart sur ses rivaux et, au troisième passage, possède 3 secondes d'avance sur Hamilton, 5 s sur Rosberg et Webber et 8 s sur Alonso,,.
Dans le cinquième tour, Sutil attaque Bottas, le touche légèrement et effectue un tête-à-queue en pleine piste au milieu du peloton, sans toucher personne. L'Allemand reprend sa course normalement avant d'être percuté à l'arrière peu après par Maldonado qui écope d'un drive-through. Sutil s'arrête au neuvième tour pour faire examiner sa monoplace et changer ses pneus. Pendant ce temps, Vettel, à l'attaque, frotte longuement le muret sans dommage toutefois pour sa monoplace. Ricciardo, Hülkenberg et Maldonado changent de pneus au douzième tour, Webber, Vergne et Pérez au suivant, Rosberg, Bottas au quatorzième, Vettel et Alonso au suivant, Massa au dix-septième, Hamilton deux tours plus tard, Gutiérrez au vingt-et-unième et Räikkönen au suivant. Le Finlandais est victime d'un ennui lors du changement de ses roues arrière et perd un temps précieux. À l'issue des arrêts au stands, au vingt-quatrième tour, Vettel possède 13 secondes d'avance sur Hamilton, 18 s sur Rosberg, 19 s sur Webber, et 20 s sur Alonso ; suivent Vergne, Paul di Resta, Grosjean, Sutil et Massa,,.
Pendant que Button s'arrête au vingt-septième tour, Mark Webber attaque Rosberg pour le gain de la troisième place et le passe très facilement ; dans la foulée, Alonso passe à son tour la Mercedes et prend la quatrième place. Rosberg, à la peine, s'arrête au trente-et-unième tour lorsque Giedo van der Garde, pilote retardataire, ne voit pas Mark Webber revenir sur lui au freinage de la chicane : les deux pilotes se touchent et l'aileron avant de la Red Bull est abîmé. Webber peut toutefois poursuivre sa course, désormais talonné par Alonso qui profite de l'incident pour réduire l'écart du son rival, tandis que Van der Garde est pénalisé,,.
Sutil s'arrête au trente-septième tour, Ricciardo au quarantième alors que Fernando Alonso dépasse Webber pour le gain de la troisième place. Massa rentre au quarante-deuxième tour, Grosjean au suivant, Pérez au quarante-quatrième, Webber deux boucles plus tard, Alonso au quarante-septième, Hamilton au suivant et enfin Vettel au quarante-neuvième. Après cette deuxième salve d'arrêts, au cinquante-quatrième passage, Vettel précède Hamilton, Alonso, Webber, Rosberg, Vergne, di Resta, Sutil, Räikkönen et Massa,,.
Fernando Alonso attaque dans tous les secteurs du circuit et revient sur la deuxième place de Lewis Hamilton. Romain Grosjean réussit à retarder son second arrêt jusqu'au cinquante-quatrième tour tandis que di Resta effectue quant à lui son unique arrêt au cinquante-septième tour, en même temps que Rosberg et Vergne. Sutil est pénalisé par un drive-through pour ne pas avoir respecté assez rapidement les drapeaux bleus lui intimant de s'écarter alors qu'il se trouvait devant Hamilton et Alonso en plein duel. Alonso prend l'avantage sur Hamilton au soixante-deuxième tour,,.
Sebastian Vettel remporte sa première victoire au Canada devant Fernando Alonso et Lewis Hamilton qui l'accompagnent sur le podium ; suivent pour les points Webber et Rosberg (le dernier pilote dans le même tour que le vainqueur), Vergne, di Resta, Räikkönen, Massa et Sutil,,.
Vettel conserve la tête du championnat avec 132 points et devance désormais Alonso (96 points) et Räikkönen (88 points) ; suivent Hamilton (77 points), Webber (69 points) et Rosberg (57 points). Au championnat du monde des constructeurs, Red Bull Racing possède 201 points et devance Ferrari (145 points) et Mercedes (134 points) ; suivent Lotus F1 Team (114 points), Force India (51 points), McLaren (37 points), Toro Rosso (20 points) et Sauber (5 points).

### Grand Prix de Grande-Bretagne

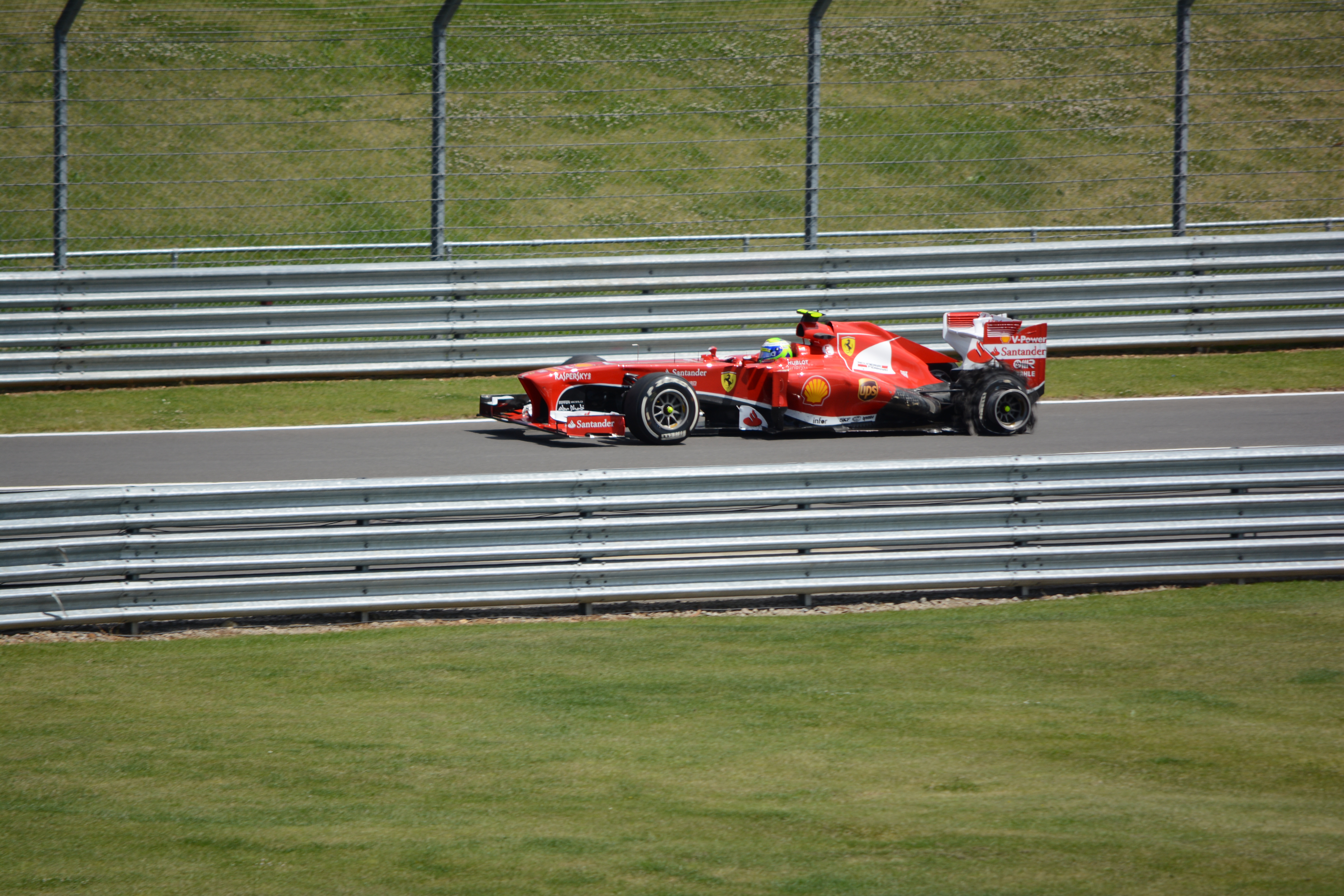
Felipe Massa au Grand Prix de Grande-Bretagne 2013.

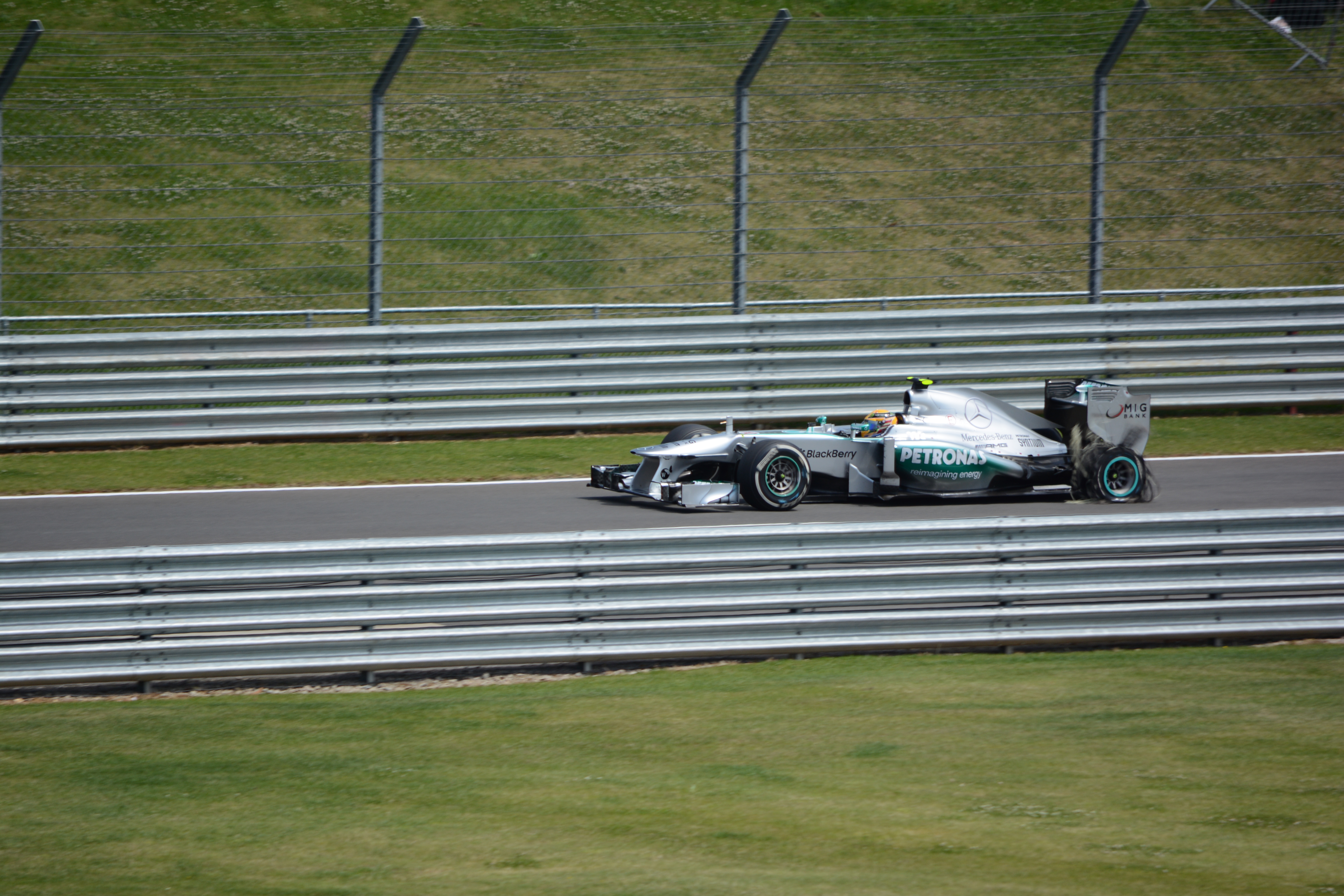
Lewis Hamilton au Grand Prix de Grande-Bretagne 2013.

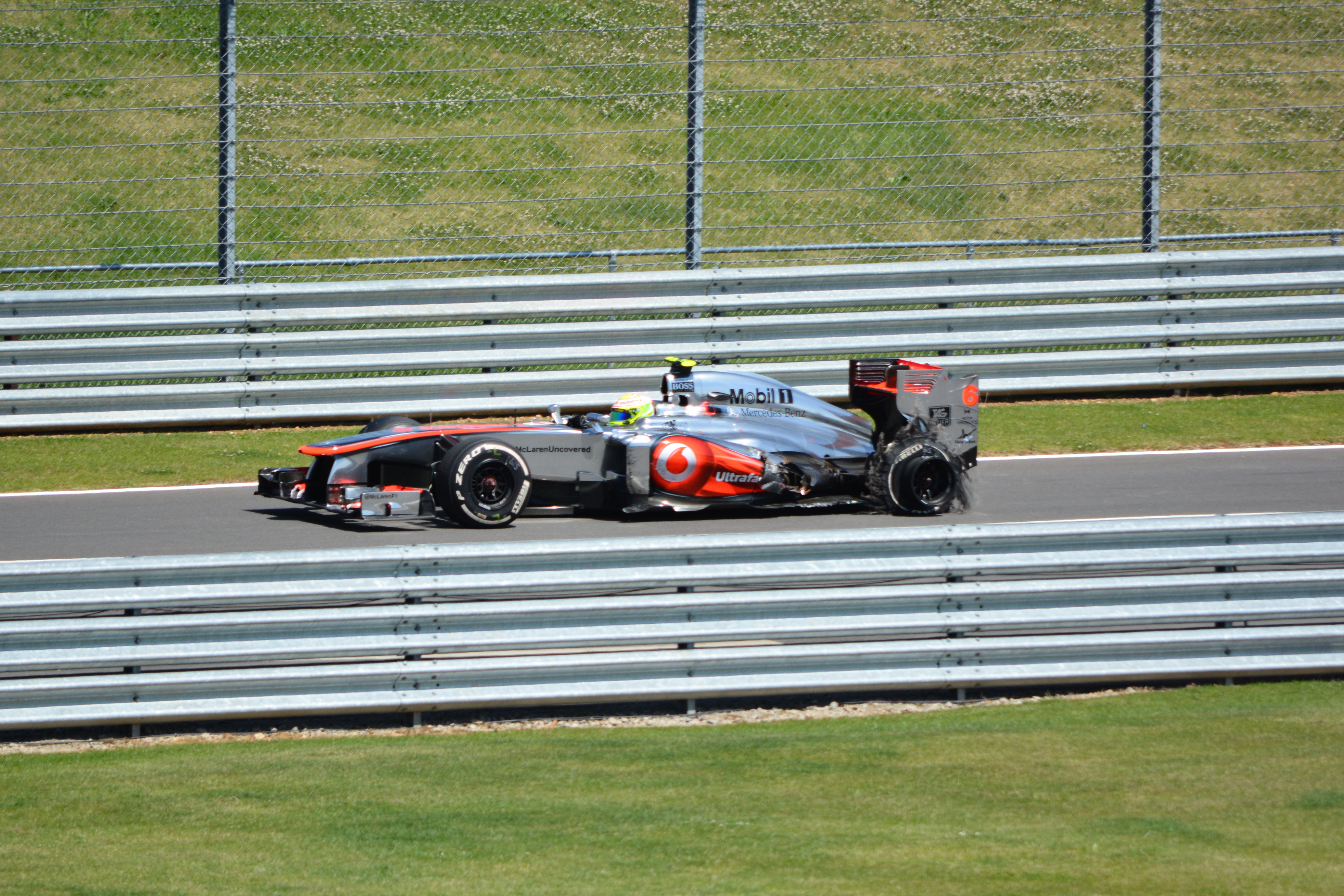
Sergio Pérez, victime d'un éclatement de pneumatique.

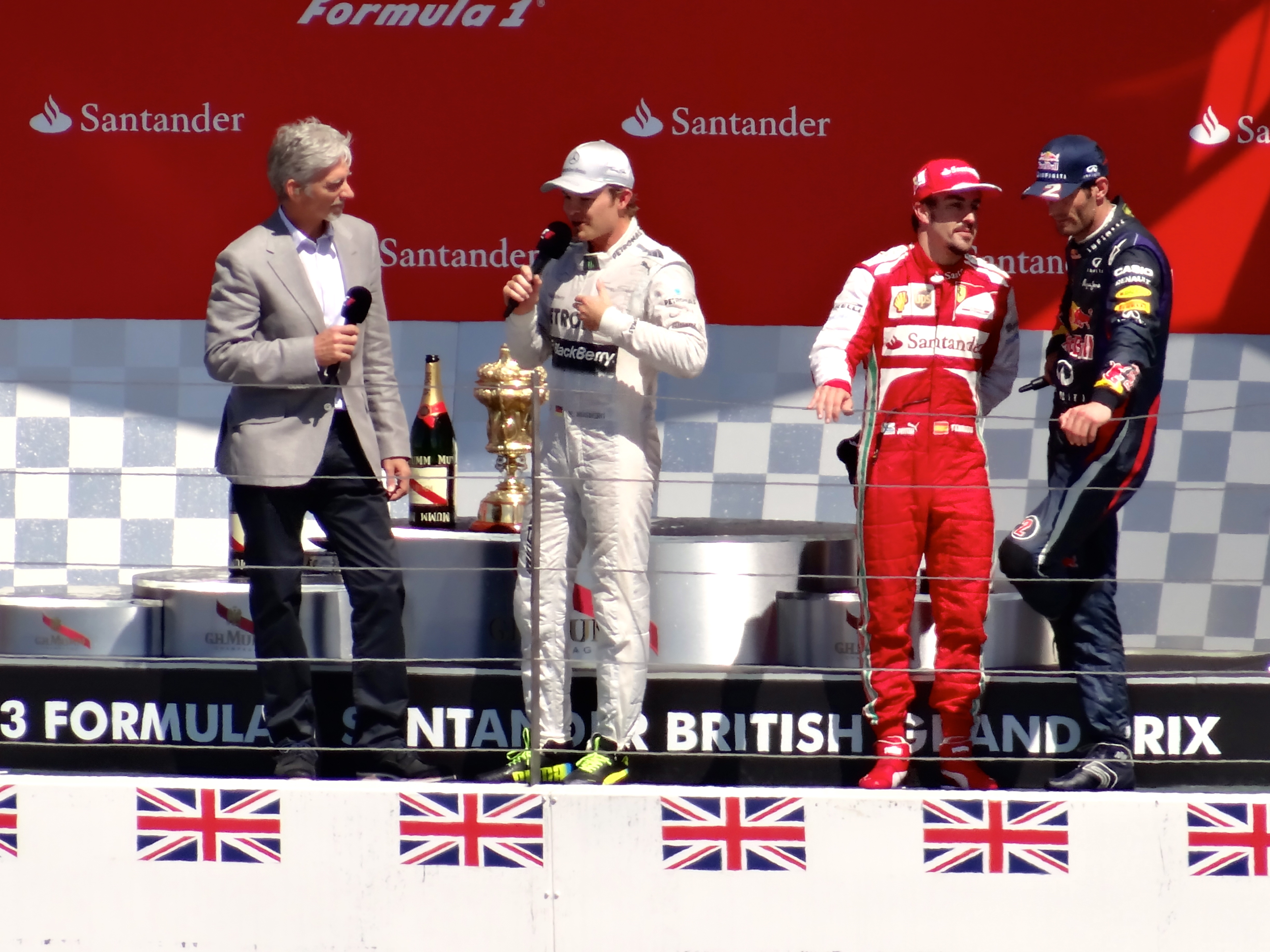
Damon Hill interviewe Nico Rosberg sur le podium.

À l'extinction des feux, Lewis Hamilton, en pole position, conserve la tête tandis que son coéquipier Nico Rosberg est dépassé par Sebastian Vettel. Mark Webber perd une dizaine de places alors que Felipe Massa gagne six places. Au premier passage sur la ligne de chronométrage, Hamilton devance Vettel, Rosberg, Adrian Sutil, Massa, Kimi Räikkönen, Daniel Ricciardo, Grosjean, Fernando Alonso, Jenson Button, Sergio Pérez et Nico Hülkenberg,,.
En tête, Hamilton creuse peu à peu l'écart sur ses poursuivants ; au cinquième passage, il compte 2 secondes d'avance sur Vettel, 3 s sur Rosberg, 6 s sur Sutil, 7 s sur Massa, 8 s sur Räikkönen, 9 s sur Alonso et 10 s sur Grosjean. Toutefois, dans le huitième tour, Hamilton crève à l'arrière gauche. Rapidement son pneumatique se délamine et le Britannique rejoint son stand sur trois roues. Il reprend la piste en vingt-et-unième place. Grosjean et Paul di Resta rentrent alors changer leurs pneus au tour suivant alors que Felipe Massa est victime lui aussi d'une crevaison à l'arrière gauche qui l'envoie hors-piste en tête-à-queue, au même endroit qu'Hamilton. Le Brésilien parvient toutefois à regagner son stand à vitesse réduite et à reprendre la course après réparations,,.
Alonso et Webber changent leurs pneus au dixième tour, Räikkönen, Ricciardo et Button au suivant, Rosberg, Sutil et Hülkenberg au douzième, Vettel et Pérez, au treizième lorsque, quelques instants plus tard, Jean-Éric Vergne est à son tour victime d'une crevaison avec déchapage instantané de son pneu arrière gauche. La voiture de sécurité entre en action dans le seizième tour pour permettre aux commissaires de piste de nettoyer le circuit. Les commissaires de la FIA avertissent les équipes qu'un vibreur dans le virage Copse est peut-être à l'origine de ces incidents. Derrière la voiture de sécurité, Vettel devance Rosberg, Sutil, Alonso, Räikkönen, Grosjean (sommé par son écurie de laisser passer son équipier), Ricciardo, Pérez, Webber, Button, di Resta, Hülkenberg, Gutiérrez, Hamilton, Pastor Maldonado, Vergne, Valtteri Bottas, Pic, Bianchi, Chilton, Van der Garde et Massa,,.
La course est relancée au vingt-deuxième tour : Vettel s'élance parfaitement et son coéquipier Webber ravit rapidement la huitième place à Pérez. Hülkenberg change ses pneus au vingt-cinquième tour, Räikkönen au vingt-neuvième, Alonso et Grosjean au tour suivant, Webber au trente-et-unième ; Ricciardo, Button, Sutil, Pérez, di Resta, Rosberg, Vettel, Hamilton et Massa passent tous au stand avant le trente-cinquième tour ; Vergne abandonne, sa monoplace ayant trop souffert dans l'explosion de son pneu,,.
Au trente-septième tour, Vettel a deux secondes et demie d'avance sur Rosberg, 12 s sur Räikkönen, 13 s sur Webber, 15 s sur Alonso et 20 s sur Sutil ; suivent Ricciardo et Pérez. Dans le quarante-deuxième tour, Vettel abandonne à cause d'un blocage de sa boîte de vitesses ; il immobilise sa monoplace dans la ligne droite des stands et la voiture de sécurité prend immédiatement la piste pour permettre aux commissaires de la dégager. Alonso réalise une mauvaise opération en rentrant au stand changer de pneus juste avant la sortie de la voiture de sécurité. Dès le tour suivant, alors que la course est neutralisée, Rosberg, Webber, Grosjean, di Resta et Massa, au contraire, profitent de la présence en piste de la voiture de sécurité pour changer leurs pneumatiques,,.
Derrière la voiture de sécurité, Rosberg précède Räikkönen, Sutil, Ricciardo, Webber, Pérez, Button, Alonso, Hamilton, Grosjean, Massa, Maldonado, Hülkenberg, di Resta, Pic, Bottas, Bianchi, Gutiérrez, Chilton et Van Der Garde. La course est relancée dans le quarante-sixième tour mais quelques minutes plus tard, alors qu'il est sur le point d'être dépassé par Alonso, Pérez crève lui aussi violemment à l'arrière gauche et ne peut que rejoindre son stand pour abandonner. Webber, Alonso et Hamilton, grâce à leurs pneus neufs, remontent très rapidement dans le classement : au quarante-huitième tour, Webber est deuxième, Alonso quatrième et Hamilton cinquième dans le sillage de la Ferrari. À trois tours du but, Rosberg n'a plus que deux secondes d'avance sur Webber et Alonso dépasse Räikkönen, en difficulté avec ses pneus usés, pour le gain de la troisième place ; peu après, Hamilton le passe à son tour,,. 
Nico Rosberg remporte la course sur le fil, devant Webber et Alonso ; suivent pour les points Hamilton, Räikkönen, Massa, Sutil, Ricciardo, di Resta et Hülkenberg. Kimi Raikkonen marque des points pour la vingt-cinquième fois consécutive et bat le précédent record de Michael Schumacher,,.
Malgré son abandon, Vettel conserve la tête du championnat avec 132 points et devance Alonso (111 points) et Räikkönen (98 points) ; suivent Hamilton (89 points), Webber (87 points) et Rosberg (82 points). Au championnat du monde des constructeurs, Red Bull Racing possède 219 points et devance désormais Mercedes (171 points) et Ferrari (168 points) ; suivent Lotus F1 Team (124 points), Force India (59 points), McLaren (37 points), Toro Rosso (24 points) et Sauber (6 points).

### Grand Prix d'Allemagne

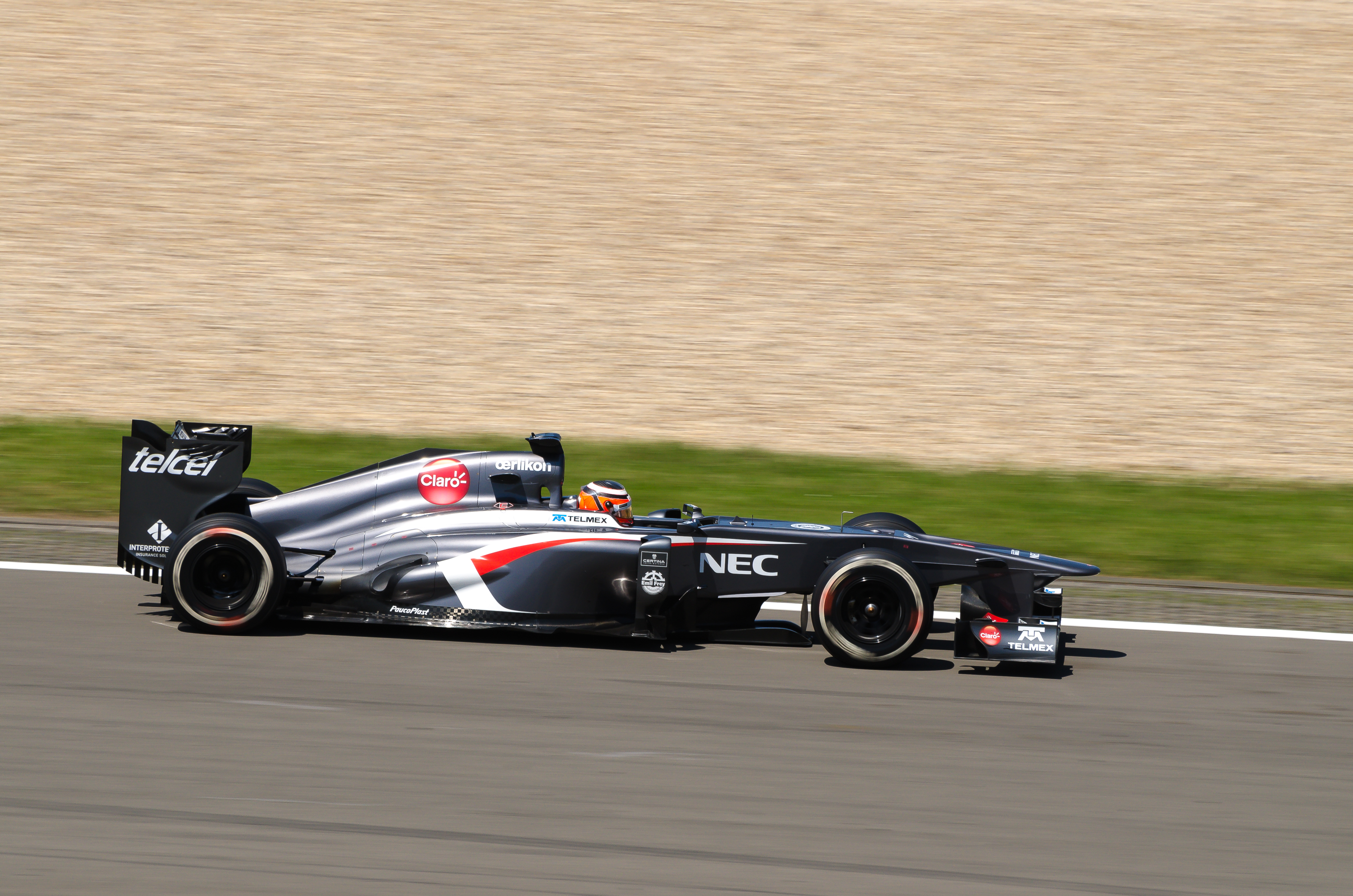
Nico Hülkenberg, sur Sauber C32, au Nürburgring en 2013.

Lewis Hamilton en pole position est accompagné en première ligne par Sebastian Vettel. Les six premiers pilotes sur la grille s'élancent en pneus tendres ; Felipe Massa, Fernando Alonso, Jenson Button, Nico Hülkenberg, Nico Rosberg, Valtteri Bottas et Pastor Maldonado partent en pneus durs. À l'extinction des feux, les Red Bull Racing prennent le meilleur envol et, dès le premier virage, passent Hamilton, suivi des deux Lotus F1 Team. À la fin du premier tour, Vettel devance son coéquipier Mark Webber, Hamilton, Kimi Räikkönen, Romain Grosjean, Massa, Daniel Ricciardo, Alonso, Button, Sergio Pérez, Hülkenberg et Rosberg. La lutte est rude entre les deux McLaren Racing et les deux Force India. À l'entame du quatrième tour, Massa part en tête-à-queue au premier virage et abandonne,,.
Les arrêts aux stands commencent au tour suivant où Paul di Resta, Jean-Éric Vergne et Charles Pic chaussent leurs pneus durs. Hamilton et Esteban Gutiérrez font de même au septième tour, Vettel s'arrête un tour plus tard et ressort devant Rosberg, laissant Webber en tête. L'Australien s'arrête au tour suivant et, respectant les consignes du préposé à la « sucette », quitte son stand alors que sa roue arrière-droite, qui n'est pas fixée, se détache,,. 
Alors que Romain Grosjean occupe la tête de la course, Webber reprend la piste avec un tour de retard. Hamilton revient sur son coéquipier Nico Rosberg (qui ne s'est pas arrêté) après son premier arrêt aux stands. L'Allemand reçoit de son stand l'information selon laquelle Hamilton est sur une « stratégie différente » mais ne s'efface pas pour autant et garde Hamilton derrière lui, ne respectant pas une consigne d'équipe camouflée. Grosjean s'arrête au quatorzième tour : Vettel retrouve le commandement tandis qu'Hamilton passe son coéquipier. Malgré son arrêt, Grosjean garde Vettel dans sa ligne de mire et devance Button et Hülkenberg qui ne se sont pas encore arrêtés,,.
Au dix-huitième tour, Hamilton, en délicatesse avec ses pneus, est passé par Räikkönen et menacé par Alonso. Button et Maldonado s'arrêtent au vingt-deuxième tour ; Seul Bottas, onzième, n'a pas encore changé de pneus. Au tour suivant, Hamilton effectue son deuxième arrêt et laisse sa position à Alonso. Quelques instants plus tard, le moteur de la Marussia F1 Team de Jules Bianchi explose et le Français abandonne. Comme la monoplace recule peu à peu dans la pente avant la chicane, la voiture de sécurité doit entrer en piste pour neutraliser la course au vingt-cinquième tour, ce dont profitent les pilotes pour effectuer leur deuxième arrêt aux stands ; seuls Button, Hülkenberg et les deux Williams ne rentrent pas. Rosberg perd du temps à cause d'un souci sur sa roue avant-gauche de Rosberg et Vergne abandonne sur un problème hydraulique,,.
Lorsque Webber est revenu en fin de peloton après avoir rattrapé son tour de retard, la voiture de sécurité s'efface à l'entame du trentième tour. Vettel précède toujours Grosjean et Räikkönen. Quatre tours plus tard, alors que les trois premiers se tiennent en une seconde, les deux pilotes Lotus peuvent utiliser leur aileron arrière mobile pour tenter de dépasser Vettel. Webber est bloqué par Gutierrez en quinzième position,,.
Hülkenberg, après une lutte contre Hamilton, ravitaille au trente-huitième tour ; deux tours plus tard, Grosjean, alors deuxième, s'arrête aux stands et chausse des pneus durs. Vettel s'arrête un tour plus tard et ressort cinquième, juste devant le Français. L'Allemand creuse l'écart sur Grosjean et fonce sur Hamilton : Vettel le dépasse à quinze tours du but et Grosjean quelques virages plus loin, juste avant que l'Anglais ne ravitaille. Alors que Vettel et Grosjean sont sur le point de doubler Button (qui n’a fait qu'un seul arrêt et pointe ainsi en troisième position), le Britannique s'arrête chausser ses pneus tendres. À dix tours de l’arrivée, Räikkönen et Alonso, premier et deuxième, rentrent ensemble aux stands chausser des pneus tendres : Vettel reprend la tête de la course devant Grosjean ; suivent Räikkönen et Alonso et Pérez et Button qui se battent pour la cinquième place,,.
Maldonado connaît un problème avec sa roue avant-droite lors de son arrêt aux stands, perd un temps précieux et est relégué en fond de classement alors qu'il évoluait un temps en septième position. À quatre tours du but, Grosjean reçoit une consigne d'équipe lui demandant de s'effacer au profit de son coéquipier Räikkönen ; le Français laisse passer le Finlandais qui, en pneus tendres, rattrape rapidement Vettel en pneus durs tandis que Grosjean se retrouve sous la menace directe d'Alonso,,. 
Räikkönen revient à une seconde de son rival mais ne parvient pas à le passer. Sebastian Vettel remporte pour la première fois son Grand Prix national (c'est la première victoire d'un Allemand en Allemagne depuis Michael Schumacher à Hockenheim en 2006). Räikkönen et Grosjean complètent le podium devant Alonso qui s'arrête sitôt la ligne franchie. Dans le dernier tour, Hamilton double Button et lui ravit la cinquième place ; Webber fait de même avec Pérez et se classe septième. Rosberg et Hülkenberg prennent des derniers points en jeu,,.
Vettel conserve la tête du championnat avec 157 points et devance toujours Alonso (123 points) et Räikkönen (116 points) ; suivent Hamilton (99 points), Webber (93 points) et Rosberg (84 points). Au championnat du monde des constructeurs, Red Bull Racing possède 250 points et devance toujours Mercedes (183 points) et Ferrari (180 points) ; suivent Lotus F1 Team (157 points), Force India (59 points), McLaren (49 points), Toro Rosso (24 points) et Sauber (7 points).

### Grand Prix de Hongrie
Sur la grille, les huit premiers pilotes sont en pneus tendres alors que Sergio Pérez et Mark Webber, en cinquième ligne, choisissent de s'élancer en pneus durs (la différence au tour entre les deux mélanges est estimé à une seconde et demie). À l'extinction des feux, Lewis Hamilton, en pole position, conserve la tête dans le premier virage et devance Sebastian Vettel qui tasse fortement Romain Grosjean à gauche pour garder sa position avant le premier virage. Nico Rosberg s'élance parfaitement et semble en mesure de porter une attaque sur Vettel et Grosjean. Fernando Alonso, tapi dans l'aileron arrière de Grosjean, tente l'extérieur dans le virage no 3 mais le pilote Lotus conserve son bien. Felipe Massa et Nico Rosberg entrent en contact à l'abord de la colline ; s'ils peuvent poursuivent leur route, ils ont tous deux abîmé leurs ailerons et l'Allemand plonge dans le fond du classement. Au premier passage sur la ligne de chronométrage, Hamilton précède Vettel, Grosjean, Fernando Alonso, Massa, Kimi Räikkönen, Webber, Jenson Button, Daniel Ricciardo, Pérez, Pastor Maldonado, Rosberg, Paul di Resta et Adrian Sutil,,.
Hamilton, Vettel et Grosjean s'échappent en tête de la course : au quatrième tour, Alonso a déjà plus de 6 secondes de retard sur ce trio. Au huitième tour, Hamilton devance Vettel de 1 s 6, Grosjean de 2 s 5, Alonso de 8 s, Massa de 11 s, Räikkönen de 12 s et Webber de 15 s ; suivent Button, Ricciardo et Pérez. Jean-Éric Vergne et Giedo Van der Garde changent les premiers leurs pneumatiques dans ce même tour. Hamilton, Maldonado et di Resta s'arrêtent au tour suivant et Hamilton ressort huitième, chaussé de pneus durs. Ricciardo, Rosberg et Valtteri Bottas s'arrêtent au dixième tour et Vettel, Massa, Nico Hülkenberg au onzième ; Romain Grosjean est désormais en tête de la course. Alonso change ses pneumatiques au tour suivant et Grosjean, qui a effectué trois tours en tête, Räikkönen et Charles Pic au treizième,,.
Hamilton, ressorti huitième juste derrière Button, le dépasse dès le tour suivant pour éviter de perdre trop de temps. Peu à peu, Romain Grosjean, ressorti en pneus durs en cinquième position derrière Vettel revient à son contact, l'Allemand étant retardé par Jenson Button, désormais troisième, qui ne s'est toujours pas arrêté et poursuit avec ses pneus du départ. Mark Webber, parti en pneus durs et qui ne s'est pas encore arrêté est en tête de l'épreuve et devance Hamilton. Vettel a de plus en plus de difficulté à contenir Grosjean et Alonso en mesure d'utiliser leur aileron arrière mobile pour le dépasser. L'Allemand met la pression sur Button et les deux monoplaces se touchent légèrement : la Red Bull subit quelques dommages au niveau de son aileron avant et Vettel laisse filer Button pour résister à Grosjean qui l'attaque de toutes parts. Au même moment, Adrian Sutil abandonne dans son stand à cause d'un problème hydraulique,,.
Lorsque le leader Webber change ses pneus au vingt-troisième tour, Lewis Hamilton prend la tête de la course devant Button, Vettel, Grosjean et Alonso. Vettel dépasse Button, immédiatement imité par Grosjean quelques instants plus tard. Les deux pilotes se touchent : Button doit rouler dans l'herbe pour éviter l'accrochage tandis que Grosjean court-circuite une chicane. Button annonce alors avoir un problème avec son aileron avant et effectue son premier arrêt au stand pour faire vérifier sa monoplace et chausser des pneus tendres ; il est dépassé par Alonso et Webber. L'incident est examiné par les commissaires de course qui rendront leur verdict à l'issue de l'épreuve. Grosjean change ses pneus dès le tour suivant (il ressort juste devant Button) et, au vingt-sixième passage, Hamilton mène devant Vettel, Alonso, Webber, Räikkönen, Massa, Grosjean, Button, Rosberg et Maldonado,,.
Au vingt-neuvième tour, Grosjean, sixième, réalise le meilleur tour en course et dépasse Massa par l'extérieur en mettant deux roues dans l'herbe. Pour éviter un accrochage, Massa se déportant vers la droite, le Français est obligé de mettre ses quatre roues hors-piste. Une nouvelle fois, les commissaires de course examinent la manœuvre du pilote français ; ils décident de pénaliser Grosjean pour dépassement illicite en dehors du tracé de la piste. Comme Grosjean n'a pas rendu sa position à Massa, il est sanctionné d'un drive-through,,.
Massa et Hamilton changent de pneus au trente-et-unième tour ; Hamilton ressort quatrième et Vettel passe en tête. Au trente-quatrième tour, Hamilton surprend Webber, alors en bagarre avec Alonso, et lui ravit la troisième place. Vettel et Alonso effectuent leur second arrêt au stand à la fin de ce tour. Au trente-septième tour, grâce à son aileron arrière mobile, Vettel dépasse Button pour le gain de la cinquième place ; l'Anglais rentre au stand à l'issue de se tour pour changer ses pneumatiques. Pérez change ses pneus au trente-huitième tour alors que Grosjean observe sa pénalité. Le Français ressort sixième derrière Hamilton, Webber, Räikkönen, Vettel et Alonso. Räikkönen effectue son second et dernier changement de pneus (après un changement de stratégie passant de trois à deux arrêts au stand) au quarante-deuxième passage, imité par Webber au tour suivant. L'Australien chausse à nouveau les mêmes gommes : il devra donc encore s'arrêter avant la fin de la course,,. 
Grosjean s'arrête une dernière fois au quarante-septième tour ; Alonso (qui ressort devant Button et Grosjean), Massa, Rosberg stoppent au tour suivant, di Resta au quarante-neuvième et Hamilton au tour suivant pendant que, sur la piste, Grosjean dépasse Button pour le gain de la sixième place. Hamilton, qui occupait toujours la tête, effectue son dernier arrêt à la fin du cinquantième tour et cède le commandement à Vettel qui devance son coéquipier Webber. Hamilton ressort des stands juste derrière Webber et, à l'issue d'une passe d'armes engagée, le dépasse autoritairement, forçant Webber à sortir de la piste pour laisser suffisamment d'espace et éviter un accrochage,,. 
Au tour suivant, Vettel devance Hamilton de 7 secondes, Webber de 10 s, Räikkönen de 17 s, Alonso de 34 s et Grosjean de 35 s ; suivent Button, Massa, Rosberg et Pérez. Vettel s'arrête pour la dernière fois au cinquante-cinquième tour et reprend la piste à la quatrième place derrière Räikkönen. Webber s'arrête à dix tours du but pour chausser ses gommes tendres et ressort quatrième, derrière son coéquipier Vettel qui attaque Räikkönen,,. 
Lewis Hamilton navigue seul en tête avec une avance confortable de 10 secondes lorsque son coéquipier Nico Rosberg, qui occupait la neuvième place, abandonne à cinq tours de l'arrivée, moteur en flammes. Hamilton remporte sa première victoire de la saison (sa quatrième en Hongrie), la première au volant d'une Mercedes. Räikkönen préserve sa deuxième place après une belle résistance face à Sebastian Vettel, troisième ; suivent pour les points Webber, Alonso, Grosjean (pénalisé de 20 secondes pour son dépassement sur Button), Button, Massa, Pérez et Maldonado qui obtient son premier point de l'année,,.

Vettel conserve la tête du championnat avec 172 points et devance désormais Räikkönen (134 points) et Alonso (133 points) ; suivent Hamilton (124 points), Webber (105 points) et Rosberg (84 points). Au championnat du monde des constructeurs, Red Bull Racing possède 277 points et devance toujours Mercedes (208 points) et Ferrari (194 points) ; suivent Lotus F1 Team (183 points), Force India (59 points), McLaren (57 points), Toro Rosso (24 points), Sauber (7 points) et Williams qui inscrit son premier point de la saison.

### Grand Prix de Belgique
Le départ du Grand Prix de Belgique est donné sur une piste sèche. Comme la séance de qualification de la veille s'est déroulée en partie sous la pluie, les pilotes ont la possibilité de choisir leurs pneumatiques : à l'exception d'Esteban Gutiérrez, Daniel Ricciardo, Jules Bianchi et Max Chilton, tous choisissent le mélange le plus tendre,,.
À l'extinction des feux, Lewis Hamilton, en pole position, prend un envol parfait devant Sebastian Vettel et Nico Rosberg ; Alonso gagne quatre positions quand Webber, troisième au départ, n'est plus que sixième. À la sortie du raidillon de l'Eau Rouge, à Kemmel, juste avant Combes, Vettel prend l'avantage sur Hamilton pour le gain de la première place. Au premier passage sur la ligne de chronométrage, Vettel précède Hamilton, Rosberg, Jenson Button, Fernando Alonso, Mark Webber, Paul di Resta, Nico Hülkenberg, Romain Grosjean, Kimi Räikkönen, Sergio Pérez, Felipe Massa et Adrian Sutil,,.
Sebastian Vettel creuse rapidement l'écart sur ses poursuivants : au troisième passage, il a 3 secondes d'avance sur Hamilton, 5 s sur Rosberg, 6 sur Button, 7 sur Alonso, 8 s sur Webber, 9 s sur di Resta, 10 s sur Hülkenberg et Räikkönen et 11 s sur Grosjean. Quelques instants plus tard, Alonso passe Button et se lance à la poursuite de Rosberg, qu'il double deux boucles après. Si Alonso a Hamilton en vue dans les lignes droites, l'écart entre les deux est d'un peu plus de trois secondes,,.
Dans le huitième tour, Sergio Pérez attaque Romain Grosjean et le force à couper la chicane au bout de la ligne droite pour éviter un accrochage ; Grosjean perd deux places et Pérez est pénalisé un peu plus tard par un drive-through. Peu après, Räikkönen passe Hülkenberg et pointe en huitième position. Toutefois, les freins de sa Lotus laissent échapper une épaisse fumée noire inquiétante,,.
Hülkenberg et Massa s'arrêtent au neuvième tour pour changer de pneus, di Resta et Jean-Éric Vergne au suivant, Hamilton, Sutil et Pastor Maldonado au onzième. Hamilton ressort des stands derrière Grosjean et perd un temps important. Il parvient à le dépasser mais est aussitôt redoublé par le Français. Rosberg, Alonso, Webber, Vettel, Räikkönen, Bottas, Giedo van der Garde, Jules Bianchi, Button, Pérez et Grosjean s'arrêtent tous entre le douzième et le vingt-deuxième tour. Alonso et Webber ressortent des stands juste derrière Grosjean et Hamilton. Alonso s'extrait mieux de l'épingle de La Source qu'Hamilton et le dépasse ; Hamilton, à la faveur de son DRS, tente de reprendre le dessus dans la ligne droite menant au raidillon mais Alonso résiste et conserve sa deuxième place virtuelle,,. 
À la mi-course, Romain Grosjean, septième, ne s'est toujours pas arrêté et perd trois secondes au tour par rapport au rythme des leaders. Il effectue alors son unique arrêt pour chausser des pneus durs avec lesquels il finira la course. Au vingt-troisième passage, Vettel devance Alonso de 9 secondes, Hamilton de 13 s, Rosberg de 19 s, Webber de 20 s, Button de 30 s ; suivent Massa, Räikkönen, Sutil, di Resta, Hülkenberg, Vergne, Grosjean et Ricciardo. Hülkenberg et Vergne changent leurs pneus au vingt-quatrième tour, Rosberg et di Resta au suivant, Hamilton, Massa, Sutil au vingt-sixième, Alonso, Gutiérrez, Bottas au vingt-huitième, Webber, Bianchi au suivant, Vettel, Van der Garde au trentième, Ricciardo au trente-troisième et Button au suivant,,.
Pendant ce temps, Kimi Räikkönen, en délicatesse avec ses freins depuis le début du Grand Prix, est victime d’une défaillance d'un frein avant au freinage de la dernière chicane en tentant un dépassement sur Massa. Le Finlandais abandonne pour la première fois en 38 courses. Une rude lutte entre Sutil, Gutiérrez, di Resta et Maldonado se conclut par une touchette entre Gutiérrez et Maldonado qui perd le contrôle de sa monoplace et percute di Resta, lui arrachant son train arrière-gauche. Di resta abandonne et Maldonado rejoint son stand pour faire réparer sa voiture avant d'être pénalisé d'un stop-and-go de dix secondes. Craignant une intervention de la voiture de sécurité, Alonso entre immédiatement aux stands pour observer son second arrêt. Webber et Vettel font de même aux vingt-neuvième et trentième passages. En tête de course, Sebastian Vettel gère son avantage de huit secondes sur Fernando Alonso en attendant une averse annoncée, qui n'aura pas lieu. Vettel remporte sa trente-et-unième victoire en Formule 1 devant Alonso et Hamilton ; suivent pour les points Rosberg, Webber, Button, Massa, Grosjean, Sutil et Ricciardo,,.
Vettel conserve la tête du championnat avec 172 points et devance désormais Alonso (151 points) et Hamilton (139 points). Räikkönen chute au quatrième rang avec 134 points ; suivent Webber (115 points) et Rosberg (96 points). Au championnat du monde des constructeurs, Red Bull Racing possède 312 points et devance Mercedes (235 points) et Ferrari (218 points) ; suivent Lotus F1 Team (187 points), McLaren (65 points) qui est repassé devant Force India (61 points), Toro Rosso (25 points), Sauber (7 points) et Williams (1 point).

### Grand Prix d'Italie
Les pilotes prennent leurs positions sur la grille sur une piste sèche, toutefois, le ciel reste menaçant au-dessus du circuit de Monza. Tous les pilotes du haut du classement sont chaussés de pneus tendres sauf Lewis Hamilton, Kimi Räikkönen et Esteban Gutiérrez, en pneus durs. À l'extinction des feux, Sebastian Vettel s'élance difficilement mais parvient à contenir Felipe Massa auteur d'un excellent envol, Mark Webber et Fernando Alonso. Räikkönen percute l'arrière de la monoplace de Sergio Pérez qui s'est rabattu devant lui et abîme son aileron avant. Quelques hectomètres plus loin, Paul di Resta bloque ses pneus, percute Romain Grosjean et arrache son train avant-gauche, ce qui provoque son abandon immédiat. Au premier passage sur la ligne de chronométrage, Vettel devance Massa, Webber, Alonso, Nico Hülkenberg, Nico Rosberg, Daniel Ricciardo, Pérez, Jean-Éric Vergne, Hamilton, Jenson Button, Adrian Sutil et Romain Grosjean ; Räikkönen s'est arrêté pour changer son aileron et ses pneumatiques (toujours des durs) et est désormais dernier,,.
Dès le troisième tour, Fernando Alonso dépasse Webber dans la deuxième chicane et le touche légèrement, lui arrachant un profil de l'aileron avant. Pendant ce temps, Vettel creuse l'écart : au sixième passage sur la ligne, il possède 3 secondes d'avance sur Massa, 4 s sur Alonso et 5 s sur Webber. À l'entame du huitième tour, Massa se laisse dépasser par son chef de file pour lui permettre de se lancer à la poursuite de Vettel. Dans le même temps, la bagarre pour la neuvième place fait rage entre Vergne, Button, Hamilton et Grosjean,,. 
Victime d'une crevaison lente, Lewis Hamilton reçoit par radio l'ordre de son stand de rentrer mais n'obtempère pas : la radio du pilote britannique ne fonctionne plus et les consignes doivent lui être donnée par panneautage depuis la pit-lane; Hamilton rentre finalement au quatorzième tour pour chausser des pneus durs. Au tour suivant, Jean-Éric Vergne abandonne sur bris de transmission alors qu'il était neuvième. Giedo Van der Garde change ses pneus dans le dix-neuvième tour, Grosjean au suivant, Button au vingt-et-unième, Ricciardo, Pérez et Jules Bianchi au vingt-deuxième, Vettel et Webber au vingt-troisième. Fernando Alonso prend temporairement la tête de la course et Ferrari lui demande de prolonger son premier relais pour tenter de faire la différence sur ses rivaux en profitant d'une piste claire ;  stratégie également adoptée par Mercedes avec Nico Rosberg. Massa, Hülkenberg, Sutil, Pastor Maldonado, Valtteri Bottas, Rosberg, Alonso (qui a passé quatre tours en tête) et Gutiérrez stoppent avant le vingt-septième tour,,. 
À l'issue des arrêts aux stands, Vettel a repris le commandement et possède 10 secondes d'avance sur Alonso, 11 s sur Webber, 13 s sur Massa, 15 s sur Räikkönen, 16 s sur Hülkenberg, 18 s sur Hamilton, 19 s sur Rosberg (qui a reçu la consigne d'équipe de laisser passer son coéquipier et s'est exécuté de mauvaise grâce en résistant dans la chicane) ; suivent Ricciardo, Button, Pérez et Grosjean. Hamilton attaque Hülkenberg pour le gain de la cinquième place et le dépasse entre les deux premières chicanes du circuit. Kimi Räikkönen, en stratégie décalée depuis sa mésaventure du départ, change ses pneus au trentième tour et tente le pari d'aller au bout de l'épreuve avec son nouveau train de pneus tendres quand ses adversaires en pneus durs tentent pour leur part de rejoindre le drapeau à damier sans repasser par leur stand. Au trente-neuvième passage, Vettel a désormais 12 secondes d'avance sur Alonso, 13 s sur Webber et 15 s sur Massa ; Lewis Hamilton, également sur stratégie décalée depuis sa crevaison, rentre changer ses pneus et ressort des stands dans les échappements de Räikkönen ; les deux hommes sont treizième et quatorzième. Mark Webber, qui connaît pourtant des problèmes de boîte de vitesses (sur les rapports 2 et 3), menace directement Fernando Alonso,,.
Kimi Räikkönen et Lewis Hamilton tirent profit de leurs pneus frais et remontent peu à peu tous leurs adversaires directs. Gutiérrez et Sutil sont les deux premiers rivaux victimes de leurs assauts, Räikkönen réalisant un spectaculaire dépassement par l'extérieur sur l'Allemand à l'entrée de la Parabolica. Hamilton dépasse ensuite successivement Räikkönen, Pérez et Button et est désormais à l'attaque sur Grosjean, lui-même à l'attaque de Ricciardo. Sebastian Vettel remporte la victoire, Fernando Alonso termine deuxième et Mark Webber troisième ; Massa se classe quatrième devant Hülkenberg, Rosberg et Ricciardo. Dans les derniers hectomètres, Hamilton attaque Grosjean et le passe mais doit prendre l'échappatoire à la chicane et céder son avantage : Grosjean conserve la huitième place devant Hamilton et Button,,.
Vettel conserve la tête du championnat avec 222 points et devance Alonso (169 points) et Hamilton (141 points). Räikkönen reste quatrième avec 134 points ; suivent Webber (130 points) et Rosberg (104 points). Au championnat du monde des constructeurs, Red Bull Racing possède 352 points et devance Ferrari (248 points) qui est repassé devant Mercedes (245 points) ; suivent Lotus F1 Team (191 points), McLaren (66 points), Force India (61 points), Toro Rosso (31 points), Sauber (17 points) et Williams (1 point).

### Grand Prix de Singapour
Au départ d'une course intégralement disputée de nuit, sous lumière artificielle, toutes les monoplaces s'alignent sur la grille de départ, derrière Sebastian Vettel en pole position. À l'extinction des feux, Vettel conserve sa ligne pour défendre sa position face à Nico Rosberg, de biais sur son emplacement pour tenter de ravir la trajectoire idéale. Rosberg, se porte à la hauteur de Vettel mais, en survitesse, tire large dans le premier virage et laisse filer son adversaire. Derrière, Fernando Alonso double plusieurs concurrents par l'extérieur et gagne quatre positions pour pointer au troisième rang. Au premier passage, Vettel devance Rosberg, Alonso, Mark Webber, Romain Grosjean, Lewis Hamilton, Felipe Massa, Jenson Button, Nico Hülkenberg, Sergio Pérez, Esteban Gutiérrez, Paul di Resta et Kimi Räikkönen,,.
En tête de la course, au quatrième passage, Vettel compte 6 secondes d'avance sur Rosberg, 8 s sur Alonso, 9 s sur Webber, 10 s sur Grosjean, 11 s sur Massa, 12 s sur Hamilton et 14 s sur Button. Räikkönen change le premier ses pneus dès le onzième tour. Gutiérrez et Jean-Éric Vergne s'arrêtent au tour suivant, Massa et Adrian Sutil au treizième, Webber, Button, Hülkenberg, Giedo van der Garde, Valtteri Bottas, Alonso, Pérez, Rosberg, Grosjean, Hamilton, Daniel Ricciardo et Pastor Maldonado du quatorzième au dix-septième. Vettel stoppe au dix-huitième tour et, grâce à l'avance accumulée, ressort en tête,,.  
Au vingt-et-unième passage, lorsque tous les pilotes sont sortis des stands, Vettel possède 9 secondes d'avance sur Rosberg, 17 s sur Alonso, 19 s sur Webber, Grosjean et Hamilton ; suivent Massa, Button, Räikkönen et Pérez. Cette avance ne va pas pour autant lui servir bien longtemps puisqu'au vingt-cinquième tour Daniel Ricciardo tape le mur, ce qui provoque l'intervention de la voiture de sécurité et la neutralisation de la course. Alonso, Grosjean, Massa, Button, Räikkönen, Pérez, Hülkenberg, Gutiérrez, Sutil, Maldonado en profitent immédiatement pour changer leurs pneus ; seuls les quatre premiers de la course, Vettel, Rosberg, Webber et Hamilton, choisissent de rester en piste,,. 
La course est relancée au trente-et-unième tour et Vettel reprend immédiatement son rythme du début de course : il tourne deux secondes au tour plus vite que tous les autres. Quelques instants plus tard, Lotus F1 Team intime à Grosjean, sixième, de rentrer au stand car sa monoplace est en proie à un problème d'alimentation d'air. Le pilote français, renvoyé en piste, en quinzième position, dégringole en dernière position, boucle quelques tours puis renonce dans le trente-septième tour,,,. 
Jean-Éric Vergne change ses pneus au quarantième tour ; Webber, Sutil, Rosberg, Maldonado, Chilton, di Resta, Massa, Bottas et Van Der Garde entre le quarante-et-unième et le quarante-troisième, Hamilton et Vettel stoppant au suivant. Dans le cinquante-troisième tour, Kimi Raikkonen, sur une stratégie décalée, dépasse Jenson Button par l'extérieur tandis que Paul di Resta tape le mur et abandonne, sans provoquer une nouvelle intervention de la voiture de sécurité,,. 
La fin de course est une véritable épreuve pour Jenson Button, victime de ses pneumatiques : il chute de la troisième à la huitième place ; son équipier Pérez est victime du même mal, ainsi qu'Hülkenberg et Gutiérrez. Mark Webber, quatrième, rencontre un problème de boîte de vitesses et abandonne sa monoplace en flammes au bord de la piste dans le dernier tour. Sebastian Vettel remporte sa troisième victoire consécutive sur ce circuit, sa septième de la saison, la trente-troisième de sa carrière, devançant désormais Alonso. L'Allemand réalise le troisième grand chelem de sa carrière, cumulant lors de la même épreuve la pole position, le meilleur tour en course et la victoire en ayant mené de bout en bout. Alonso limite à nouveau les frais en terminant pour la troisième fois consécutive deuxième et Räikkönen complète le podium ; suivent pour les points Nico Rosberg, Lewis Hamilton, Felipe Massa, Jenson Button, Sergio Pérez, Nico Hulkenberg et Adrian Sutil,,. 
À l'issue de la course, dans le tour de décélération, Fernando Alonso s'arrête pour prendre à califourchon sur sa monoplace Mark Webber et le ramener vers les stands. Les deux pilotes sont alors réprimandés par les commissaires de course de la FIA. Comme cette réprimande est la troisième de l'Australien cette année après celles de Bahreïn et du Canada, il écope de dix places de pénalité sur la grille de départ du prochain Grand Prix de Corée du Sud,.
Vettel conserve la tête du championnat avec 247 points et devance Alonso (187 points) et Hamilton (151 points). Räikkönen reste quatrième avec 149 points ; suivent Webber (130 points) et Rosberg (116 points). Au championnat du monde des constructeurs, Red Bull Racing possède 377 points et devance Ferrari (277 points) et Mercedes (267 points) ; suivent Lotus F1 Team (206 points), McLaren (76 points), Force India (62 points), Toro Rosso (31 points), Sauber (19 points) et Williams (1 point).

### Grand Prix de Corée
Les vingt-deux pilotes s'alignent sur la grille de départ en pneus tendres, sauf Daniel Ricciardo qui a choisi d'effectuer son premier relais en pneus durs. À l'extinction des feux, Sebastian Vettel s'engouffre en tête dans le premier virage alors qu'à l'arrière plusieurs accrochages se produisent. Felipe Massa part en tête-à-queue et manque d'accrocher son coéquipier Fernando Alonso et Jenson Button et Adrian Sutil abîment leur aileron avant. Au premier passage sur la ligne de chronométrage, Vettel devance Romain Grosjean qui a passé Lewis Hamilton, Nico Rosberg, Nico Hülkenberg, Alonso, Ricciardo, Kimi Räikkönen, Pastor Maldonado, Button, Sergio Pérez, Mark Webber, Paul di Resta et Esteban Gutiérrez,,.
Kimi Räikkönen en lutte avec Daniel Ricciardo pour le gain de la septième place, le passe dans le troisième tour. Sutil et Button rentrent dès le tour suivant pour changer leurs ailerons avant tandis que Massa navigue en fond de peloton. En tête, Vettel possède 3 secondes d'avance sur Grosjean, 4 s sur Hamilton, 8 s sur Rosberg, 10 s sur Hülkenberg, 11 s sur Alonso, 12 s sur Räikkönen, 15 s sur Ricciardo, 17 s sur Webber et 18 s sur Maldonado. Mark Webber ravit la huitième position à son compatriote quand Massa est le premier à changer ses pneus, au septième tour ; Maldonado, di Resta et Gutiérrez rentrent au suivant, Giedo Van der Garde au neuvième quand Alonso voit son futur équipier Räikkönen le dépasser dans la ligne droite grâce à son aileron arrière mobile. Hamilton, Alonso et Charles Pic stoppent au dixième tour ; Grosjean, Rosberg, Hülkenberg et Jules Bianchi au suivant. Grosjean et Hamilton, en pneus neufs, se livrent un duel acharné et le Français parvient à contenir le Britannique. Vettel possède 2 secondes davance sur le duo en lutte et Ricciardo est quatrième mais doit encore s'arrêter. Vettel et Räikkönen changent de pneus aau douzième tour ; Webber, Jean-Éric Vergne et Max Chilton au quatorzième et Ricciardo, sur une stratégie décalée, au dix-neuvième tour. À la lutte pour accéder aux points, Sergio Pérez attaque di Resta et Maldonado, au prix d'une manœuvre qui lui vaut une enquête des commissaires de course,,.  
À l'issue des changements de pneumatiques, Vettel devance Grosjean de 4 secondes, Hamilton de 6 s, Rosberg de 18 s, Hülkenberg de 23 s, Alonso et Räikkönen de 24 s ; suivent Webber, Button et Pérez. Van der Garde est pénalisé d'un drive-through pour avoir poussé Bianchi hors de la piste. Alonso, qui a repris l'avantage sur Räikkönen après son premier arrêt bute sur Hülkenberg qu'il n'arrive pas à dépasser,,.  
Ricciardo passe di Resta pour le gain de la douzième place quand Button, Maldonado, di Resta changent leurs pneus au vingt-quatrième tour. Lewis Hamilton a complètement détruit ses pneus avant mais reste toutefois en piste. Räikkönen adapte sa stratégie de course en s'arrêtant au vingt-sixième tour pour tenter de dépasser Alonso et Hülkenberg. Paul di Resta, treizième, part en glissade et percute le muret, ce qui provoque son abandon. Au vingt-huitième tour, Hülkenberg passe par son stand et perd beaucoup de temps. Webber dépasse Fernando Alonso pour le gain de la cinquième place,,.  
L'ensemble du museau-aileron avant de Nico Rosberg s'affaisse brutalement dans la ligne droite alors que l'Allemand dépasse son coéquipier, toujours en difficulté avec ses pneumatiques. Rosberg s'arrête au stand pour changer son aileron et ses pneus et perd beaucoup de temps dans la manœuvre, les mécaniciens ayant du mal à extraire l'aileron. Rosberg ressort douzième quand Alonso, Sutil et Valtteri Bottas s'arrêtent, au vingt-neuvième tour. Cet incident oblige Hamilton à patienter un tour supplémentaire en piste avec des pneus détruits avant de pouvoir enfin chausser des pneus neufs. Il s'arrête avec Massa au trentième tour pour repartir derrière Räikkönen ; Webber s'arrête au tour suivant. Si Alonso prend l'avantage sur Ricciardo, il a toutefois perdu beaucoup de temps sur Räikkönen,,.  
Comme à Silverstone, Sergio Pérez est victime d'une explosion violente de pneu en pleine ligne droite à la suite d'un déchapage. Le Mexicain rentre aux stands au ralenti, pneu avant droit complètement détruit, tandis que la voiture de sécurité entre en piste dans le trente-deuxième tour pour permettre aux commissaires de piste de récupérer la bande de roulement de la McLaren qui git en pleine piste. Vettel, Grosjean Ricciardo, Webber, Gutiérrez et l'infortuné Pérez en profitent pour changer de pneus une dernière fois. Au trente-troisième passage, derrière la voiture de sécurité, Vettel précède Grosjean, Räikkönen, Hamilton, Hülkenberg, Alonso, Button, Rosberg, Maldonado, Ricciardo, Webber, Sutil, Gutiérrez, Massa, Pérez, Vergne, Bottas, Pic, Bianchi, Van der Garde et Chilton. Webber occupe la onzième position car il a dû s'arrêter, victime d'une crevaison lente,,.  
Lors de la relance, à la fin du trente-sixième tour, Sutil part en tête-à-queue et percute légèrement Webber qui prend alors l'échappatoire où sa monoplace prend subitement feu. Lors du contact, un radiateur a été percé et de l'huile s’est répandue sur les échappements, provoquant instantanément l'incendie. Räikkönen dépasse son coéquipier Grosjean de façon autoritaire et pointe désormais en deuxième position. Le trio de tête bute alors sur un 4x4 d'intervention entré en piste pour procéder à l'extinction de l'incendie de la Red Bull alors que la voiture de sécurité n'est pas encore en piste. Sutil, qui a perdu beaucoup de temps pour rentrer au stand, ressort en dernière position,,,.  
La course est relancée à l'entame du quarante-et-unième tour ; Vettel contient parfaitement Räikkönen, Grosjean, Hülkenberg, Hamilton, Alonso, Button, Rosberg, Maldonado et Ricciardo. Sutil est pénalisé d'un drive-through pour vitesse excessive dans la voie des stands. Hamilton revient au contact d'Hülkenberg mais ne parvient pas à trouver l'ouverture. Une âpre bataille s'engage alors entre Massa, Gutiérrez, Pérez et Maldonado. Massa dépasse Gutiérrez, Maldonado perd quatre places en l'espace d'un tour, ce qui permet à Massa d'entrer dans les points. À trois tours du but, Ricciardo abandonne alors qu'il était neuvième (son coéquipier Vergne fait de même au tour suivant). Sebastian Vettel remporte sa quatrième victoire consécutive et devance les deux pilotes Lotus, Räikkönen et Grosjean ; suivent pour les points Hülkenberg, Hamilton, Alonso, Rosberg, Button, Massa et Pérez,,. 
À l'issue de la course, Charles Pic, Jules Bianchi, Giedo van der Garde et Max Chilton écopent chacun d'une réprimande pour n'avoir pas suffisamment ralenti sous régime de drapeau jaune ou derrière la voiture de sécurité pendant la course. Les deux Français, dont c'est la troisième réprimande depuis le début de l'année, sont donc pénalisés d'un recul de dix places sur la grille de départ du Grand Prix du Japon,,.
Vettel conserve la tête du championnat avec 272 points et devance Alonso (195 points) et Räikkönen (167 points), repassé devant Hamilton (161 points) ; suivent Webber (130 points) et Rosberg (122 points). Au championnat du monde des constructeurs, Red Bull Racing possède 402 points et devance Ferrari (284 points) et Mercedes (283 points) ; suivent Lotus F1 Team (239 points), McLaren (81 points), Force India (62 points), Toro Rosso (31 points), Sauber (31 points) et Williams (1 point).

### Grand Prix du Japon
Tous les pilotes s'élancent en pneus tendres à l'exception de Daniel Ricciardo et Charles Pic. Les Red Bull sont en première ligne, Mark Webber devançant Sebastian Vettel. À l'extinction des feux, Romain Grosjean prend un excellent départ du côté droit de la piste et se retrouve en tête dès le premier virage. Lewis Hamilton se place entre les deux Red Bull Racing mais est touché à l'arrière par Vettel et crève instantanément. Giedo Van der Garde et Jules Bianchi se touchent dans le premier virage et finissent dans le bac à graviers,,.
Au premier passage sur la ligne de chronométrage, Grosjean devance Webber, Vettel, Nico Rosberg, Felipe Massa, Fernando Alonso, Nico Hülkenberg, Sergio Pérez, Esteban Gutiérrez, Jenson Button et Kimi Räikkönen. Au sixième passage, le Français possède 3 secondes d'avance sur Vettel, 8 s sur Rosberg, 9 s sur Massa et 10 s sur Alonso. Le stand Red Bull demande à Webber de ne pas talonner son rival mais plutôt d'attendre l'approche du premier changement de pneumatiques pour l'attaquer. Räikkönen dépasse alors Button pour le gain de la dixième place,,. 
Lewis Hamilton abandonne dans le huitième tour à cause de dommages trop importants sur son fond plat causés par son accrochage du départ. Button, Bottas et Sutil changent les premiers leurs pneus dans le neuvième tour ; Gutiérrez et Maldonado rentrent au suivant ; Hülkenberg di Resta, Webber, Massa, Räikkönen, Grosjean, Rosberg, Pérez, Alonso et Vettel entre le onzième et le quinzième tour. Rosberg, mal relâché par son équipe manque d'accrocher Pérez et écope d'un drive-though. Au dix-neuvième passage, Alonso passe son coéquipier Massa et menace Hülkenberg. Les deux pilotes en lutte passent Daniel Ricciardo dans la boucle suivante, l'Australien étant le dernier à passer par les stands, au vingt-deuxième tour,,. 
À l'issue de cette vague d'arrêts où les pilotes ont passé des pneus durs, Grosjean devance Webber de 2 secondes ; suivent Vettel à 5 s, Hülkenberg et Alonso à 27 s, Massa à 32 s, Räikkönen à 33 s, puis Gutiérrez, Pérez, Rosberg, Button et Bottas. Auteur du meilleur tour au vingt-troisième passage, Webber se rapproche de plus en plus de Grosjean et, au tour suivant, peut utiliser son aileron arrière mobile puisqu'il n'est plus qu'à huit dixièmes de seconde,,. 
Button s'arrête une deuxième fois au vingt-quatrième au tour ; Rosberg, Webber, di Resta, Bottas, Sutil, Massa, Maldonado, Grosjean, Hülkenberg, Max Chilton, Alonso, Gutiérrez, Pérez et Raikkonen entre le vingt-cinquième et le trente-et unième tour. Charles Pic procède à son arrêt au trente-septième tour et Vettel, sur une stratégie décalée, attend jusqu'au trente-huitième tour pour passer les pneus durs avec lesquels il finira la course ; ses pneus sont dès lors plus frais de huit tours que ceux de Grosjean. Massa est pénalisé par un drive-through pour vitesse excessive dans les stands,,. 
À l'issue des arrêts aux stands, Webber, qui doit encore s'arrêter une fois, possède 14 secondes d'avance sur Grosjean, 16 s sur Vettel, 46 s sur Hülkenberg, 50 s sur Alonso et Räikkönen et 55 s sur Rosberg ; suivent Button, Gutiérrez et Massa. Rosberg change ses pneus au quarantième tour et Button au suivant, au moment où Vettel lance une attaque gagnante sur Grosjean pour s'emparer de la seconde place. Il compte 15 secondes de retard sur son coéquipier Webber qui doit encore s'arrêter une dernière fois. L'Australien stoppe deux boucles plus tard pour chausser des pneus tendres frais et ressort troisième derrière Vettel désormais en tête de la course et Grosjean,,.  
La fin de course est difficile pour le Français qui ne peut pas suivre le rythme de Vettel tandis que Webber, en pneus tendres neufs pour son dernier relais, lui reprend une seconde au tour. Dans le même temps, Fernando Alonso prend l'avantage sur Nico Hülkenberg. À deux tours de l'arrivée, Grosjean cède aux assauts de Webber. Sebastian Vettel remporte sa cinquième victoire consécutive de la saison et devance Webber et Grosjean. Alonso, en terminant quatrième, conserve encore mathématiquement des chances de remporter le championnat du monde. Suivent Räikkönen, Hülkenberg, Gutiérrez qui marque ses premiers points en championnat du monde, Rosberg, Button et Massa,,.
Vettel conserve la tête du championnat avec 297 points et devance Alonso (207 points) et Räikkönen (177 points) ; suivent Hamilton (161 points) Webber (148 points) et Rosberg (126 points). Au championnat du monde des constructeurs, Red Bull Racing possède 445 points et devance Ferrari (297 points) et Mercedes (287 points) ; suivent Lotus F1 Team (264 points), McLaren (83 points), Force India (62 points), Sauber (45 points) qui passe devant Toro Rosso (31 points), et Williams (1 point).

### Grand Prix d'Inde
Sebastian Vettel, en pole position devant les deux pilotes Mercedes, s'élance en pneus tendres, très fragiles sur ce circuit ; ces trois pilotes seront confrontés à un fort trafic après leur premier arrêt quand ils reprendront la piste parmi le peloton de monoplaces parties en pneus durs. Derrière eux, Mark Webber, Fernando Alonso et les deux pilotes McLaren Racing sont en pneus durs, capables de résister à de longs relais,,. 
Au premier passage sur la ligne de chronométrage, Vettel devance Massa, Rosberg, Hamilton, Nico Hülkenberg, Kimi Räikkönen, Webber, Sergio Pérez, Daniel Ricciardo, Alonso, Adrian Sutil, Pastor Maldonado et Jenson Button ; Romain Grosjean, qui s’élançait de la dix-septième place est seizième. Vettel change ses pneus dès le troisième tour mais Alonso ne profite pas de l'avantage conféré par ses pneus durs car il s'arrête également pour changer son aileron avant abîmé après son contact avec Webber. Felipe Massa prend la tête de la course ; Vettel ressort dix-septième et Alonso vingtième,,.
Hülkenberg et Jules Bianchi s'arrêtent au sixième tour et le pilote allemand quitte les pneus tendres pour les durs. Button (qui fait la manœuvre inverse), Rosberg (passage en durs), Räikkönen, Massa, Hamilton et Maldonado stoppent entre le septième et le neuvième tour. Vettel effectue très rapidement une remontée au classement : il est quatrième au douzième tour d'une course menée par Webber devant Pérez et Riccardo ; ces pilotes ayant pris le départ en pneus durs ne se sont pas arrêtés. Romain Grosjean s'arrête au quatorzième tour et Gutiérrez purge sa pénalité pour départ anticipé au dix-septième. Vettel bat régulièrement le meilleur tour en course et est au contact de Pérez au dix-huitième tour. Le Mexicain dispose de pneus moins frais que Vettel : l'Allemand le dépasse et prend la deuxième place dans le vingt-et-unième tour. Webber est désormais en tête devant Vettel, Pérez, Ricciardo, Sutil, Massa, Rosberg, Hamilton, Bottas et Hülkenberg ; Alonso n'est que quatorzième. Webber et Vettel tournant dans le même rythme, Vettel disposera d'une avance de dix secondes lorsque son coéquipier s'arrêtera,,.
Esteban Gutiérrez et Jean-Éric Vergne s'arrêtent au vingt-septième tour. Rosberg, Webber, Pérez, Chilton, Massa, Hamilton, di Resta, Alonso, Vettel, Valtteri Bottas, Webber, Button (qui repasse en durs et peut désormais tenter le pari de rallier l'arrivée sans s'arrêter à nouveau), Ricciardo, Pérez et Hülkenberg stoppent entre le vingt-huitième et le trente-quatrième tour. Hamilton et Massa, poursuivent leur lutte pour la troisième place et, après leur arrêt, Massa conserve son avantage sur son rival. À l'issue de cette vague d'arrêts aux stands, Vettel mène devant Webber, Sutil qui ne s’est pas encore arrêté, Räikkönen, Rosberg, Grosjean, Massa, Ricciardo, Hamilton, Pérez, Hülkenberg, Maldonado et Alonso. Si les Red Bull Racing ne doivent plus s'arrêter jusqu'à l’arrivée, le reste du classement risque d'évoluer en fonction des diverses stratégies de pneumatiques. Alonso s'arrête au trente-sixième tour, Ricciardo et Maldonado au trente-neuvième lorsque Mark Webber, en panne d’alternateur, abandonne au tour suivant. Vettel devance désormais Räikkönen de 25 secondes, Sutil de 35 s, Rosberg de 36 s, Grosjean de 39 s et Massa de 42 s ; suivent Hamilton, Pérez, Hülkenberg, di Resta, Bottas, Gutiérrez, Ricciardo et Alonso,,.
Sutil effectue son unique arrêt dans le quarante-deuxième tour et reprend la piste neuvième. Hülkenberg effectue son dernier arrêt au cinquante-cinquième tour et chute de la huitième à la quinzième place avant d'abandonner sur problème de freins. En fin de course, Kimi Räikkönen, en grande difficulté avec des pneumatiques totalement usés, s'incline devant Grosjean, Massa, Hamilton, Pérez et rentre même dans l'avant-dernier tour changer de pneus. Sebastian Vettel obtient sa dixième victoire de la saison, la sixième consécutive et remporte son quatrième titre mondial consécutif. L'Allemand rejoint Juan Manuel Fangio, Michael Schumacher et Alain Prost au palmarès des quadruples champions. Nico Rosberg et Romain Grosjean complètent le podium ; suivent pour les points Massa, Pérez, Hamilton, Räikkönen, di Resta, Sutil et Ricciardo,,.
Une fois son tour d'honneur effectué, Sebastien Vettel lance sa RB9 dans une série de doughnuts, imprimant des ronds sur le bitume en soulevant un panache de fumée, avant de descendre de sa monoplace, de grimper dessus en levant les bras, puis d'aller se prosterner devant son museau. Ce geste vaut au quadruple champion du monde une réprimande de la part de la FIA et une amende de 25 000 euros à son écurie,.
Sebastian Vettel rejoint Alain Prost au palmarès des quadruples champions du monde et égale les séries victorieuses de Juan Manuel Fangio et de Michael Schumacher. Il bat également un record de précocité en étant sacré pour la quatrième fois à 26 ans. Vettel compte désormais 322 points et accroît encore son avance sur Fernando Alonso qui, en terminant onzième de la course, reste à 207 points. Raïkkönen, avec 183 points, peut encore ravir à Alonso la deuxième place du championnat. Lewis Hamilton, avec 169 points augmente son avance sur Webber, bloqué à 148 points et qui voit se rapprocher Rosberg (144 points). Grosjean est désormais septième, à égalité de points (102 points) avec Massa.
Le sacre de Vettel s'accompagne de celui de son écurie au classement des constructeurs. Red Bull Racing obtient son quatrième titre consécutif et, avec 470 points, devance désormais de 157 points Mercedes (313 points) qui ravit la deuxième place à Ferrari (309 points) ; suivent Lotus (285 points), McLaren (93 points), Force India (68 points), Sauber (45 points), Toro Rosso (32 points) et Williams (1 point).

### Grand Prix d'Abou Dabi
Mark Webber est en pole position sur une première ligne complétée par son coéquipier Sebastian Vettel. Les Mercedes Grand Prix sont en deuxième ligne et Lewis Hamilton est toujours en proie à des soucis de freinage dès le tour de mise en grille. Tous les pilotes optent pour les pneus tendres, hormis Jenson Button, Kimi Räikkönen (sur une stratégie décalée à la suite de sa rétrogradation en dernière position sur la grille de départ) Esteban Gutiérrez, Adrian Sutil et Valtteri Bottas. À l'extinction des feux, Webber laisse filer Vettel et Rosberg ; Vettel négocie le premier virage en tête alors que Grosjean prend le dessus sur Hamilton. Un contact dans le peloton pénalise Button, touché au niveau de son aileron avant et Ricciardo qui perd six places. Räikkönen, en fond de grille, abandonne après seulement deux virages en touchant la Caterham de Giedo Van der Garde,,.
Au premier passage sur la ligne de chronométrage, Vettel devance Nico Rosberg, Mark Webber, Romain Grosjean, Lewis Hamilton, Nico Hülkenberg, Felipe Massa, Fernando Alonso, Sergio Pérez et Paul di Resta ; Button change son aileron dès le deuxième tour alors qu'en tête de course, Vettel compte plus de 3 secondes d'avance sur Rosberg et Webber au quatrième tour ; Grosjean est à 5 s et Hamilton à 7 s. Pastor Maldonado et Jules Bianchi changent les premiers leurs pneus dans le sixième tour. Pérez, Max Chilton, Hamilton, Daniel Ricciardo, Van der Garde, Webber, Grosjean, Charles Pic, Hülkenberg, Rosberg, Button, Vettel, Alonso, Jean-Éric Vergne, Massa, Gutiérrez, di Resta, Bottas, Maldonado et Sutil stoppent entre le septième et le vingt-deuxième tour. Vettel reste en piste plus longtemps que ses rivaux directs en pneus tendres et tourne pendant plusieurs boucles plus vite avec ses pneus tendres usés que ses concurrents en pneus durs neufs. Hamilton et Grosjean sont respectivement bloqués par Gutiérrez et Sutil, partis en pneus durs et poursuivant leur long premier relais,,. 
Massa ressort des stands dans le sillage d'Hamilton et devant Hülkenberg. Webber dépasse Rosberg au vingtième tour et s'empare de la seconde place. Grosjean, quatrième prend l'avantage sur Rosberg en difficulté avec ses pneus. Massa désormais à l'affût derrière Sutil et Hamilton en lutte pour la cinquième place, dépasse le Britannique et l'Allemand dans la foulée. Derrière eux, Hülkenberg et Alonso poursuivent leur lutte tout en menaçant Hamilton, en grande difficulté avec une monoplace sans adhérence. Au vingt-septième passage, Vettel, qui n'a pas quitté la position de tête malgré son arrêt au stand, possède 29 secondes d'avance sur Webber, 32 s sur Rosberg, 36 s sur Grosjean, 53 s sur Massa, 56 s sur Hamilton et 58 s sur Sutil et Alonso,,. 
Si la bagarre fait rage à tous les niveaux du peloton, Sebastian Vettel poursuit sa course en solitaire. Hülkenberg et Pérez lancent la deuxième salve d'arrêts au stand au vingt-huitième tour. Sutil (sur une stratégie à un seul arrêt et qui tente le pari de rallier l'arrivée avec son nouveau train de pneus tendres alors que les températures baissent avec la tombée de la nuit), Ricciardo, Hamilton, Gutiérrez, Bianchi, Webber et Rosberg (qui restent calqués sur la même stratégie et, en s’arrêtant ensemble, laissent provisoirement la seconde place à Grosjean), Pic, Chilton, Van der Garde, Vettel, Grosjean, Massa et Alonso stoppent entre le vingt-neuvième et le quarante-cinquième tour,,. 
Mercedes a pris la décision de faire cesser le calvaire d'Hamilton en le faisant passer par les stands une seconde fois pour un dernier train de pneus. Nico Hülkenberg, relâché trop tôt par son stand et ayant ainsi gêné Pérez est pénalisé d’un drive-through qu'il effectue au trente-cinquième tour ; sa course est désormais ruinée. Fernando Alonso reprend la piste en pneus tendres au même niveau que Vergne en pleine lutte contre Massa pour la septième place ; l'Espagnol franchit vigoureusement le vibreur, décolle son train avant et se retrouve les quatre roues hors-piste pour éviter l'accrochage. Sans ralentir, il dépasse le Français, ce qui provoque une enquête des commissaires (il n'est finalement pas sanctionné pour ce dépassement hors des limites de la piste). Alonso poursuit sa remontée au classement en dépassant Hamilton puis di Resta et réalise même le meilleur tour en course. Sebastian Vettel remporte sans encombre sa septième victoire consécutive, sa onzième de la saison. Mark Webber prend la deuxième place sans avoir jamais menacé son équipier, la troisième place revenant à Nico Rosberg ; suivent pour les points Grosjean, Alonso, di Resta, Hamilton, Massa, Pérez et Sutil,,.
Vettel, champion du monde 2013, compte désormais 347 points et possède 130 points d'avance sur Fernando Alonso (217 points). Raïkkönen, en abandonnant dès les premiers hectomètres de la course, reste troisième avec 183 points, voit diminuer ses chances de ravir à Alonso la deuxième place du championnat, et Lewis Hamilton se rapprocher à huit points (175 points). Mark Webber est cinquième (166 points) et augmente légèrement son avance sur Rosberg (159 points). Red Bull Racing, avec 513 points, devance Mercedes (334 points) et Ferrari (323 points) ; suivent Lotus (297 points), McLaren (95 points), Force India (77 points), Sauber (45 points), Toro Rosso (32 points) et Williams (1 point).

### Grand Prix des États-Unis
À l'extinction des feux, Sebastian Vettel, en pole position, conserve le commandement tandis que son coéquipier Mark Webber chute à la quatrième place après quelques hectomètres en se montrant trop prudent au premier freinage : Romain Grosjean, troisième sur la grille, prend immédiatement le meilleur sur lui au premier virage puis l'Australien est dépassé par Lewis Hamilton dans la foulée,,.
Vettel n'a pas encore terminé le premier tour que la voiture de sécurité entre en piste à cause d'une sortie de piste d'Adrian Sutil qui s'écrase dans les rails de sécurité et détruit sa monoplace après un contact avec Pastor Maldonado. Durant la neutralisation, seul Esteban Gutiérrez passe ses pneus durs ; il est le seul en piste avec ce type de pneus avec Jean-Éric Vergne qui a pris le départ ainsi chaussé. Derrière la voiture de sécurité, Vettel précède Grosjean, Hamilton, Webber, Nico Hülkenberg, Sergio Pérez, Fernando Alonso, Valtteri Bottas, Paul di Resta, Daniel Ricciardo, Nico Rosberg, Heikki Kovalainen, Felipe Massa et Jenson Button. La course est relancée à l'entame du cinquième tour et Vettel s'échappe immédiatement. Hülkenberg, cinquième, semble déjà en difficulté pour tenir le rythme et ferme la porte dans tous les virages pour contenir Pérez et Alonso. Button et Maldonado doivent tous deux composer avec un aileron avant endommagé au départ. Au dixième tour, Vettel possède 3 secondes d'avance sur Grosjean, 7 s sur Hamilton, 8 s sur Webber, 11 s sur Hülkenberg et Pérez et 12 s sur Alonso ; suivent Bottas, di Resta, Ricciardo, Rosberg et Kovalainen. Grosjean reste dans les temps de Vettel tout en se détachant de plus en plus d'Hamilton,,.
Webber, de plus en plus présent dans les rétroviseurs d'Hamilton qui doit déjà ménager ses pneumatiques, porte une attaque par l'extérieur dans le douzième tour et, grâce à son aileron arrière mobile, s'empare de la troisième place. Hamilton doit désormais surveiller Hülkenberg revenu à quatre secondes. Vettel aligne plusieurs meilleurs tours en course alors qu'Heikki Kovalainen, ralenti par Rosberg et Ricciardo, anticipe son arrêt et entre le premier au stand, au dix-huitième tour ; il chausse les pneus durs avec lesquels il devra terminer la course. Button et Charles Pic s'arrêtent au vingt-et-unième tour, Massa au suivant, Pérez, di Resta, Rosberg, Ricciardo au vingt-troisième ; Bottas, Hamilton, Alonso, Chilton, Vettel, Hülkenberg, Webber et Grosjean (qui effectue deux tours en tête après l'arrêt de Vettel) s'arrêtent entre le vingt-quatrième et le trentième tour,,. 
Après cette vague de changements de pneus, Vettel possède 10 secondes d'avance sur Grosjean, 12 s sur Webber, 23 s sur Hamilton, 24 s sur Hülkenberg, 28 s sur Alonso ; suivent Pérez, Gutiérrez, Bottas, di Resta, Kovalainen, Rosberg, Ricciardo, Massa et Button. Webber réalise des temps similaires à ceux de Vettel et revient à une seconde de Grosjean au trente-quatrième tour. Kovalainen, sur la seconde Lotus, voit sa course ruinée lorsqu'il doit changer d'aileron avant puis, quelques tours plus tard, quand son SREC cesse définitivement de fonctionner,,.
Grosjean résiste bec et ongles à Webber : il conserve l'avantage dans les portions sinueuses mais perd du terrain dans les lignes droites où Webber actionne son aileron arrière mobile. Webber renonce quand ses pneus arrière ne lui permettent plus de lutter. La bagarre est tout aussi acharnée pour le gain de la quatrième place qui oppose Hamilton à Hülkenberg et Alonso qui a dépassé Pérez. L'Espagnol met une grosse pression sur Hamilton, en difficulté avec le comportement de sa monoplace, qui parvient toutefois à sauver sa position,,.
Sebastian Vettel remporte sa douzième victoire de la saison, sa huitième consécutive depuis le Grand Prix de Belgique, ce qui constitue un nouveau record. En réalisant le meilleur tour en course en vue du drapeau à damier, il réalise le huitième hat trick de sa carrière. Romain Grosjean et Mark Webber complètent le podium ; suivent pour les points Hamilton, Alonso, Hülkenberg, Pérez, Bottas (qui marque pour la première fois de sa carrière), Rosberg et Button,,.  Pendant qu'il effectue une nouvelle série de donuts au milieu de son tour d'honneur sur le bitume texan, Vettel s'adresse à son stand par radio : « Je reste sans voix. Nous devons absolument nous rappeler de ces journées, car nous n'avons aucune garantie que cela durera pour toujours. Je vous aime les gars. »,,,
Vettel compte désormais 372 points et devance Fernando Alonso (227 points). Raïkkönen, forfait pour les deux derniers Grands Prix, cède la troisième place à Lewis Hamilton (187 points contre 183). Mark Webber, cinquième se rapproche également à deux points (181 points) et augmente légèrement son avance sur Rosberg (161 points). Red Bull Racing, avec 553 points, devance Mercedes (348 points) et Ferrari (333 points) ; suivent Lotus (315 points), McLaren (102 points), Force India (77 points), Sauber (53 points), Toro Rosso (32 points) et Williams (5 points).

### Grand Prix du Brésil
Contrairement aux journées précédentes, il ne pleut pas et c'est sur une piste sèche que s'alignent les pilotes. Jenson Button, quinzième, est le premier en pneus durs. À l'extinction des feux, Nico Rosberg surprend Sebastian Vettel et négocie le premier virage en tête. Lewis Hamilton, cinquième sur la grille, prend le meilleur sur Mark Webber et Fernando Alonso. Vettel, à l'aspiration derrière Rosberg, reprend l'avantage juste avant la ligne de chronométrage alors que Fernando Alonso fait la même chose aux dépens d'Hamilton à la faveur d'une vitesse plus importante en ligne droite, Mercedes ayant privilégié les appuis aérodynamiques en configuration pluie,,.
Au premier passage, Vettel précède Rosberg, Alonso, Hamilton, Webber, Felipe Massa, Nico Hülkenberg, Romain Grosjean, Daniel Ricciardo, Valtteri Bottas, Button et Jean-Éric Vergne. Quelques instants plus tard, Romain Grosjean abandonne dans un nuage de fumée, victime d'une casse moteur. Sebastian Vettel creuse immédiatement l'écart au rythme d'une seconde au tour pendant cinq tours consécutifs. Webber prend l'avantage sur Rosberg, désormais quatrième. Au huitième passage, Vettel compte 6 secondes d'avance sur Alonso, 8 s sur Webber, 10 s sur Rosberg et Hamilton, 11 s sur Massa, 13 s sur Hülkenberg et 15 s sur Button. Les pilotes Mercedes font tout leur possible pour rester au contact d'Alonso car Ferrari est encore en mesure de ravir à Mercedes Grand Prix la deuxième place du championnat,,.  
Jean-Éric Vergne est le premier à passer au stand, dès le onzième tour. Quelques instants plus tard, Mark Webber se retrouve au contact d'Alonso et, immédiatement, le harcèle pour le gain de la seconde place. Au douzième passage, il plonge dans le premier virage et n'a plus que son coéquipier devant lui, mais déjà à plus de dix secondes. Felipe Massa contribue également à la lutte Ferrari/Mercedes en dépassant Rosberg. Désormais cinquième, il peut faire pression sur Hamilton qui le précède. Ricciardo s'arrête au quinzième tour et Heikki Kovalainen au suivant ; entre le dix-huitième et le vingt-sixième tour s'arrêtent Bottas, Adrian Sutil, Massa, Sergio Pérez, Button (qui était pourtant en pneus durs et était remonté jusqu'à la septième place), Hülkenberg, Paul di Resta, Alonso, Hamilton, Jules Bianchi, Rosberg, Esteban Gutiérrez, Webber, Maldonado, Vettel, Giedo van der Garde et Charles Pic,,.  
Alors que Webber est victime d'un arrêt au stand de plus de cinq secondes, Alonso réalise le meilleur tour en course, ce qui lui permet de ravir la deuxième place à l'Australien alors que Massa double Hamilton et accède à la quatrième place. Peu après Webber repasse en seconde position. Vettel devance ainsi son coéquipier Webber de dix secondes ; suivent Alonso, Massa, Hamilton, Button, Rosberg, Pérez, Hülkenberg, Ricciardo, Sutil, di Resta, Kovalainen, Bottas et Gutiérrez,,. 
Webber réalise le meilleur tour en course au vingt-septième passage et Vettel riposte dès le tour suivant alors que la bataille entre Hamilton et Massa fait rage pour la quatrième place. Le Brésilien écope alors d'un drive-through pour avoir coupé la ligne d'entrée dans la voie des stands et ne reprend la piste qu'en huitième position. Vergne s'arrête pour la deuxième fois, dans le même tour. Sutil s'arrête au trente-huitième tour, Ricciardo au quarante-troisième, Button, Massa, Maldonado au suivant, Rosberg, Pérez au quarante-cinquième et Hülkenberg peu après. Alors que Vettel dispose de 13 secondes d'avance sur Webber, Alonso évolue 6 secondes derrière l'Australien,,.  
Le crachin fait son apparition et commence à rendre la piste humide. Valtteri Bottas est percuté par Hamilton dans la ligne droite des stands et abandonne, jante arrière gauche cassée ; Hamilton, dont le pneu arrière-droit s'est totalement désintégré dans l'incident, doit rentrer au stand au ralenti en bouclant un tour complet sur trois roues, ce qui endommage son fond plat. Jugé responsable de l'accrochage, le Britannique est pénalisé d'un drive-through et, à son issue, Mercedes ne dispose plus que de 5 points d'avance sur Ferrari au championnat constructeurs,,. 
Profitant de la neutralisation partielle de la course, le drapeau jaune étant déployé pour permettre aux commissaires de piste d'évacuer la monoplace de Bottas, Vettel et Webber se ruent dans les stands ; les mécaniciens, qui disposent des pneus de Webber, ne sont pas prêts à recevoir Vettel qui perd de précieuses secondes. Tandis que les mécaniciens mettent enfin en place les bonnes enveloppes, Webber doit faire la queue derrière son coéquipier. Alonso change également ses pneus et désormais, les trois premiers se tiennent en moins de 7 secondes alors qu'il reste vingt-et-un tours,,. 
Alors que tous les pilotes tournent en pneus pour le sec, la pluie continue de tomber sur certains secteurs du circuit à un peu plus de quinze tours de l’arrivée. Alonso a des difficultés à garder le contact avec Webber, lui-même peu à peu lâché par Vettel. Quatrième, Button est en passe d'obtenir son meilleur résultat de la saison ; il contient Rosberg et Pérez alors que Charles Pic abandonne, victime d'une casse de suspension,,.  
Un énorme nuage noir menace le circuit José Carlos Pace quand Vettel égale le vieux record d'Alberto Ascari en remportant sa neuvième victoire consécutive, la treizième de la saison (record de Michael Schumacher égalé). Mark Webber, pour sa dernière course dans la discipline, prend la deuxième place devant Fernando Alonso ; suivent pour les points Button, Rosberg, Pérez, Massa, Hulkenberg, Hamilton et Ricciardo,,.
Mark Webber fête son départ en parcourant son tour d'honneur sans casque : « Ce n'était pas facile de l'enlever en roulant, j'ai mis un demi-tour avant d'y arriver. Mon Dieu que les F1 sont bruyantes sans casque ! On est heureux de l’avoir en course. [...] Je voulais montrer aux fans que dans ce sport il y a une personne derrière le volant. C'était un geste important. En Formule 1, la seule fois où on vous voit sans casque c'est sur le podium, si vous êtes dans un bon jour. [...] C'est bon de finir sa carrière entre les deux meilleurs pilotes de cette génération que je tiens en très haute estime. Maintenant je suis heureux de partir et de commencer mon programme chez Porsche. »,
Vettel compte désormais 397 points et devance Fernando Alonso (242 points). Mark Webber termine le championnat troisième avec 199 points, juste devant Lewis Hamilton (189 points). Raïkkönen, forfait pour les deux derniers Grands Prix, se classe malgré tout cinquième avec (183 points) et devance Nico Rosberg (171 points). Red Bull Racing, avec 596 points, devance Mercedes (360 points) et Ferrari (354 points) ; suivent Lotus (315 points), McLaren (112 points), Force India (77 points), Sauber (57 points), Toro Rosso (33 points) et Williams (5 points).

## Classement saison 2013

### Attribution des points
| Position | 1er | 2e | 3e | 4e | 5e | 6e | 7e | 8e | 9e | 10e |
| Points   | 25  | 18 | 15 | 12 | 10 | 8  | 6  | 4  | 2  | 1   |

### Pilotes
| Classement | Pilote              | AUS  | MAL  | CHI  | TUR  | ESP  | MON  | CAN  | GBR  | ALL  | HUN  | BEL  | ITA  | SIN  | KOR  | JAP  | IND  | UAE  | UAE  | BRA  | Points |
| ---------- | ------------------- | ---- | ---- | ---- | ---- | ---- | ---- | ---- | ---- | ---- | ---- | ---- | ---- | ---- | ---- | ---- | ---- | ---- | ---- | ---- | ------ |
| Champion   | Sebastian Vettel    | 15   | 25   | 12   | 25   | 12   | 18   | 25   | Abd. | 25   | 15   | 25   | 25   | 25   | 25   | 25   | 25   | 25   | 25   | 25   | 397    |
| 2e         | Fernando Alonso     | 18   | Abd. | 25   | 4    | 25   | 6    | 18   | 15   | 12   | 10   | 18   | 18   | 18   | 8    | 12   | 0    | 10   | 10   | 15   | 242    |
| 3e         | Mark Webber         | 8    | 18   | Abd. | 6    | 10   | 15   | 12   | 18   | 6    | 12   | 10   | 15   | 0    | Abd. | 18   | Abd. | 18   | 15   | 18   | 199    |
| 4e         | Lewis Hamilton      | 10   | 15   | 15   | 10   | 0    | 12   | 15   | 12   | 10   | 25   | 15   | 2    | 10   | 10   | Abd. | 8    | 6    | 12   | 2    | 189    |
| 5e         | Kimi Räikkönen      | 25   | 6    | 18   | 18   | 18   | 1    | 2    | 10   | 18   | 18   | Abd. | 0    | 15   | 18   | 10   | 6    | Abd. |      |      | 183    |
| 6e         | Nico Rosberg        | Abd. | 12   | Abd. | 2    | 8    | 25   | 10   | 25   | 2    | 0    | 12   | 8    | 12   | 6    | 4    | 18   | 15   | 2    | 10   | 171    |
| 7e         | Romain Grosjean     | 1    | 8    | 2    | 15   | Abd. | Abd. | 0    | 0    | 15   | 8    | 4    | 4    | Abd. | 15   | 15   | 15   | 12   | 18   | Abd. | 132    |
| 8e         | Felipe Massa        | 12   | 10   | 8    | 0    | 15   | Abd. | 4    | 8    | Abd. | 4    | 6    | 12   | 8    | 2    | 1    | 12   | 4    | 0    | 6    | 112    |
| 9e         | Jenson Button       | 2    | 0    | 10   | 1    | 4    | 8    | 0    | 0    | 8    | 6    | 8    | 1    | 6    | 4    | 2    | 0    | 0    | 1    | 12   | 73     |
| 10e        | Nico Hülkenberg     | Np.  | 4    | 1    | 0    | 0    | 0    | Abd. | 1    | 1    | 0    | 0    | 10   | 2    | 12   | 8    | 0    | 0    | 8    | 4    | 51     |
| 11e        | Sergio Pérez        | 0    | 2    | 0    | 8    | 2    | 0    | 0    | 0    | 4    | 2    | 0    | 0    | 4    | 1    | 0    | 10   | 2    | 6    | 8    | 49     |
| 12e        | Paul di Resta       | 4    | Abd. | 4    | 12   | 6    | 2    | 6    | 2    | 0    | 0    | Abd. | Abd. | 0    | Abd. | 0    | 4    | 8    | 0    | 0    | 48     |
| 13e        | Adrian Sutil        | 6    | Abd. | Abd. | 0    | 0    | 10   | 1    | 6    | 0    | Abd. | 2    | 0    | 1    | 0    | 0    | 2    | 1    | Abd. | 0    | 29     |
| 14e        | Daniel Ricciardo    | Abd. | 0    | 6    | 0    | 1    | Abd. | 0    | 4    | 0    | 0    | 1    | 6    | Abd. | 0    | 0    | 1    | 0    | 0    | 1    | 20     |
| 15e        | Jean-Éric Vergne    | 0    | 1    | 0    | Abd. | Abd. | 4    | 8    | Abd. | Abd. | 0    | 0    | Abd. | 0    | 0    | 0    | 0    | 0    | 0    | 0    | 13     |
| 16e        | Esteban Gutiérrez   | 0    | 0    | Abd. | 0    | 0    | 0    | 0    | 0    | 0    | Abd. | 0    | 0    | 0    | 0    | 6    | 0    | 0    | 0    | 0    | 6      |
| 17e        | Valtteri Bottas     | 0    | 0    | 0    | 0    | 0    | 0    | 0    | 0    | 0    | Abd. | 0    | 0    | 0    | 0    | 0    | 0    | 0    | 4    | 0    | 4      |
| 18e        | Pastor Maldonado    | Abd. | Abd. | 0    | 0    | 0    | Abd. | 0    | 0    | 0    | 1    | 0    | 0    | 0    | 0    | 0    | 0    | 0    | 0    | 0    | 1      |
| 19e        | Jules Bianchi       | 0    | 0    | 0    | 0    | 0    | Abd. | 0    | 0    | Abd. | 0    | 0    | 0    | 0    | 0    | Abd. | 0    | 0    | 0    | 0    | 0      |
| 20e        | Charles Pic         | 0    | 0    | 0    | 0    | 0    | Abd. | 0    | 0    | 0    | 0    | Abd. | 0    | 0    | 0    | 0    | Abd. | 0    | 0    | Abd. | 0      |
| 21e        | Giedo van der Garde | 0    | 0    | 0    | 0    | Abd. | 0    | Abd. | 0    | 0    | 0    | 0    | 0    | 0    | 0    | Abd. | Abd. | 0    | 0    | 0    | 0      |
| 22e        | Max Chilton         | 0    | 0    | 0    | 0    | 0    | 0    | 0    | 0    | 0    | 0    | 0    | 0    | 0    | 0    | 0    | 0    | 0    | 0    | 0    | 0      |

### Constructeurs
| Pos.  | Constructeurs        | Pilotes             | AUS | MAL | CHI | TUR | ESP | MON | CAN | GBR | ALL | HUN | BEL | ITA | SIN | KOR | JAP | IND | UAE | UAE | BRA | Points |
| ----- | -------------------- | ------------------- | --- | --- | --- | --- | --- | --- | --- | --- | --- | --- | --- | --- | --- | --- | --- | --- | --- | --- | --- | ------ |
| Chmp. | Red Bull-Renault     | Sebastian Vettel    | 15  | 25  | 12  | 25  | 12  | 18  | 25  | -   | 25  | 15  | 25  | 25  | 25  | 25  | 25  | 25  | 25  | 25  | 25  | 596    |
| Chmp. | Red Bull-Renault     | Mark Webber         | 8   | 18  | -   | 6   | 10  | 15  | 12  | 18  | 6   | 12  | 10  | 15  | -   | -   | 18  | -   | 18  | 15  | 18  | 596    |
| 2e    | Mercedes             | Lewis Hamilton      | 10  | 15  | 15  | 10  | -   | 12  | 15  | 12  | 10  | 25  | 15  | 2   | 10  | 10  | -   | 8   | 6   | 12  | 2   | 360    |
| 2e    | Mercedes             | Nico Rosberg        | -   | 12  | -   | 2   | 8   | 25  | 10  | 25  | 2   | -   | 12  | 8   | 12  | 6   | 4   | 18  | 15  | 2   | 10  | 360    |
| 3e    | Ferrari              | Fernando Alonso     | 18  | -   | 25  | 4   | 25  | 6   | 18  | 15  | 12  | 10  | 18  | 18  | 18  | 8   | 12  | -   | 10  | 10  | 15  | 354    |
| 3e    | Ferrari              | Felipe Massa        | 12  | 10  | 8   | -   | 15  | -   | 4   | 8   | -   | 4   | 6   | 12  | 8   | 2   | 1   | 12  | 4   | -   | 6   | 354    |
| 4e    | Lotus-Renault        | Kimi Räikkönen      | 25  | 6   | 18  | 18  | 18  | 1   | 2   | 10  | 18  | 18  | -   | -   | 15  | 18  | 10  | 6   | -   |     |     | 315    |
| 4e    | Lotus-Renault        | Heikki Kovalainen   |     |     |     |     |     |     |     |     |     |     |     |     |     |     |     |     |     | -   | -   | 315    |
| 4e    | Lotus-Renault        | Romain Grosjean     | 1   | 8   | 2   | 15  | -   | -   | -   | -   | 15  | 8   | 4   | 4   | -   | 15  | 15  | 15  | 12  | 18  | -   | 315    |
| 5e    | McLaren-Mercedes     | Jenson Button       | 2   | -   | 10  | 1   | 4   | 8   | -   | -   | 8   | 6   | 8   | 1   | 6   | 4   | 2   | -   | -   | 1   | 12  | 122    |
| 5e    | McLaren-Mercedes     | Sergio Pérez        | -   | 2   | -   | 8   | 2   | -   | -   | -   | 4   | 2   | -   | -   | 4   | 1   | -   | 10  | 2   | 6   | 8   | 122    |
| 6e    | Force India-Mercedes | Paul di Resta       | 4   | -   | 4   | 12  | 6   | 2   | 6   | 2   | -   | -   | -   | -   | -   | -   | -   | 4   | 8   | -   | -   | 77     |
| 6e    | Force India-Mercedes | Adrian Sutil        | 6   | -   | -   | -   | -   | 10  | 1   | 6   | -   | -   | 2   | -   | 1   | -   | -   | 2   | 1   | -   | -   | 77     |
| 7e    | Sauber-Ferrari       | Nico Hülkenberg     |     | 4   | 1   | -   | -   | -   | -   | 1   | 1   | -   | -   | 10  | 2   | 12  | 8   | -   | -   | 8   | 4   | 57     |
| 7e    | Sauber-Ferrari       | Esteban Gutiérrez   | -   | -   | -   | -   | -   | -   | -   | -   | -   | -   | -   | -   | -   | -   | 6   | -   | -   | -   | -   | 57     |
| 8e    | Toro Rosso-Ferrari   | Jean-Éric Vergne    | -   | 1   | -   | -   | -   | 4   | 8   | -   | -   | -   | -   | -   | -   | -   | -   | -   | -   | -   | -   | 33     |
| 8e    | Toro Rosso-Ferrari   | Daniel Ricciardo    | -   | -   | 6   | -   | 1   | -   | -   | 4   | -   | -   | 1   | 6   | -   | -   | -   | 1   | -   | -   | 1   | 33     |
| 9e    | Williams-Renault     | Pastor Maldonado    | -   | -   | -   | -   | -   | -   | -   | -   | -   | 1   | -   | -   | -   | -   | -   | -   | -   | -   | -   | 5      |
| 9e    | Williams-Renault     | Valtteri Bottas     | -   | -   | -   | -   | -   | -   | -   | -   | -   | -   | -   | -   | -   | -   | -   | -   | -   | 4   | -   | 5      |
| 10e   | Marussia-Cosworth    | Jules Bianchi       | -   | -   | -   | -   | -   | -   | -   | -   | -   | -   | -   | -   | -   | -   | -   | -   | -   | -   | -   | 0      |
| 10e   | Marussia-Cosworth    | Max Chilton         | -   | -   | -   | -   | -   | -   | -   | -   | -   | -   | -   | -   | -   | -   | -   | -   | -   | -   | -   | 0      |
| 11e   | Caterham-Renault     | Charles Pic         | -   | -   | -   | -   | -   | -   | -   | -   | -   | -   | -   | -   | -   | -   | -   | -   | -   | -   | -   | 0      |
| 11e   | Caterham-Renault     | Giedo van der Garde | -   | -   | -   | -   | -   | -   | -   | -   | -   | -   | -   | -   | -   | -   | -   | -   | -   | -   | -   | 0      |